# 율리시스 S. 그랜트 행정부
율리시스 S. 그랜트의 제18대 미국 대통령 임기는 1869년 3월 4일에 시작하여 1877년 3월 4일에 끝났다. 공화당 소속인 그랜트는 1868년 선거에서 승리하여 취임했고, 1872년에 재선되었다. 그는 재건 시대와 1876년 미국 독립 100주년 박람회를 주재했다.
1870년까지 모든 옛 남부 연합 주들이 미국에 재가입하여 의회에 대표를 두었다. 그러나 민주당원들과 전 노예 소유주들은 자유민이 수정 헌법 제15조에 의해 참정권을 부여받은 시민임을 인정하기를 거부했다. 이로 인해 의회는 주들이 전 노예의 권리를 보호하지 못할 경우 연방 정부가 개입할 수 있도록 세 가지 강제법을 통과시켰다. 1865년에 결성된 쿠 클럭스 클랜은 미국 남부 전역에서 아프리카계 미국인에 대한 광범위한 폭력을 야기했다. 1860년대 후반 클랜 활동이 확대된 후 그랜트와 새로 창설된 법무부의 수장인 법무장관 아모스 T. 아커만은 클랜 회원들을 기소했다. 그랜트의 후임은 1876년 선거에서 승리한 러더퍼드 B. 헤이스였다.
그랜트의 내각 인선은 대체로 혼합된 평가를 받지만, 국무장관 해밀턴 피시, 세네카족 인디언 사무국장 엘리 파커 등 몇몇 주목할 만한 인사가 있었다. 그러나 수많은 스캔들이 그랜트 행정부를 괴롭혔는데, 뇌물 수수, 사기, 족벌주의 등 부패 혐의가 포함되었다. 때때로 그랜트는 부패 혐의에 대응하여 개혁가들을 임명하고 악명 높은 위스키 환수 스캔들에 대한 기소를 진행했다. 또한 그랜트는 이전 어떤 대통령보다 적극적으로 공무원 개혁을 추진하여 미국 최초의 공무원위원회를 창설했다. 1872년, 그랜트는 세계 최초의 국립공원인 옐로스톤 국립공원을 설립하는 의회법에 서명했다.
그랜트의 8년 간의 재임 기간 동안 미국은 전 세계와 평화로웠지만, 그의 외교 정책 처리는 고르지 못했다. 서부의 아메리카 원주민 부족들과의 긴장은 계속되었다. 해밀턴 피시 국무장관의 지휘 아래 워싱턴 조약은 영국과의 관계를 회복하고 논쟁의 여지가 있던 앨라배마 클레임을 해결했으며, 스페인과의 버지니우스 사건은 평화롭게 해결되었다. 그랜트는 산토도밍고 카리브해 섬을 합병하려 했으나, 강력한 상원의원 찰스 섬너에 의해 저지되었다. 그랜트의 대통령으로서의 명성은 21세기에 향상되었는데, 주로 아프리카계 미국인의 시민권을 강제 집행한 덕분이다. 1880년, 그랜트의 3선 시도는 공화당 대통령 후보 지명에서 실패했다.

## 1868년 선거

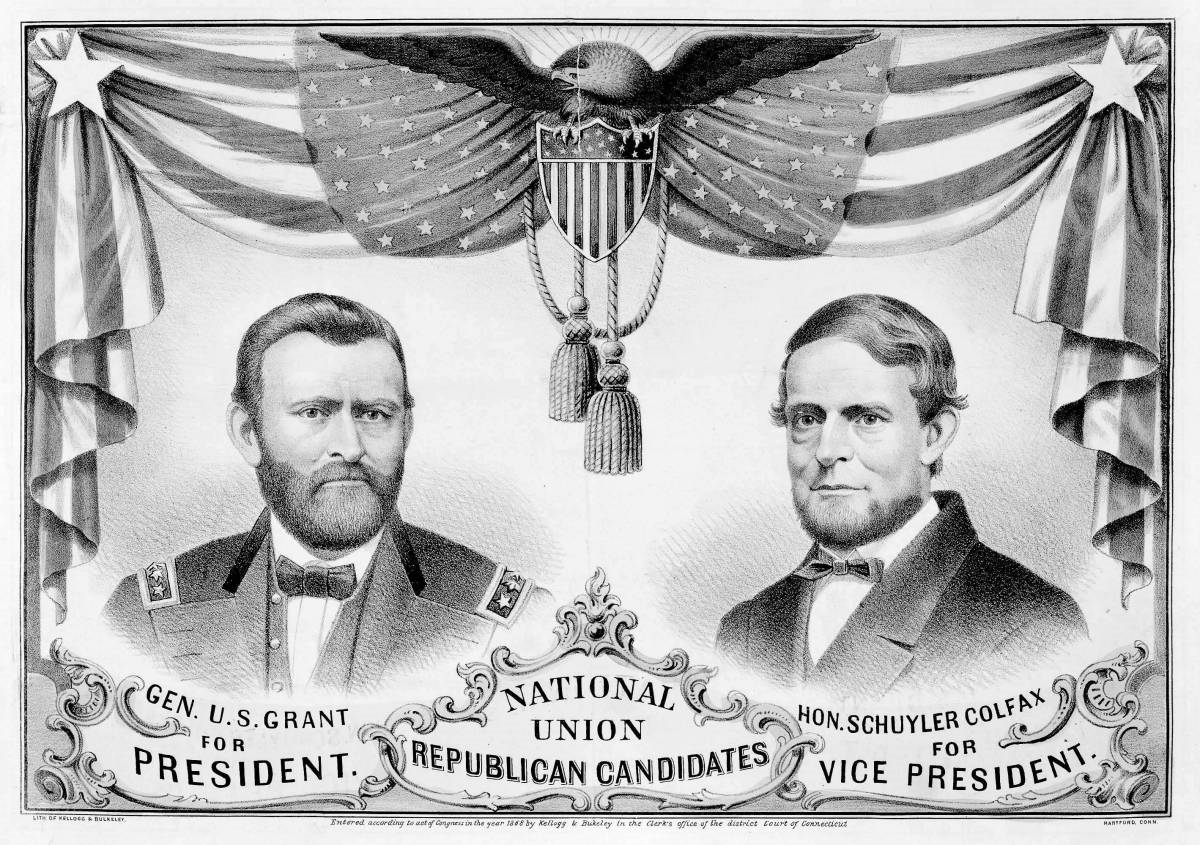
그랜트-콜팩스 1868년 선거 포스터

그랜트의 공화당 내 정치적 인기는 로버트 E. 리를 격파한 그의 성공적인 지휘관 역할과 앤드루 존슨 대통령과의 극적인 결별에 기반을 두었다. 그의 대통령 후보 지명은 경쟁자가 없었다. 공화당 대표들은 5월 시카고에서 열린 전당대회에서 만장일치로 그랜트를 대통령 후보로 지명했다. 하원 의장 스카일러 콜팩스는 부통령 후보로 선정되었다.

1868년 선거인단 투표 결과

1868년 공화당 강령은 남부의 아프리카계 미국인의 참정권을 옹호했지만, 북부에서는 이 문제를 열어두었다. 또한 그린백 사용에 반대하고 미국 국채 상환에 금 사용을 장려했다. 이민을 장려하고 귀화 시민의 완전한 권리를 지지했다. 이 강령은 앤드루 존슨 대통령이 지지하는 보다 관대한 정책과는 다른 급진적인 재건을 선호했다. 그랜트의 수락 연설에서 그는 "우리에게 평화가 있게 하소서"라고 말했다. 이 말은 인기 있는 공화당의 좌우명이 되었다.
그랜트는 압도적인 선거인단 승리를 거두어 민주당 후보인 호레이쇼 시모어의 80표에 비해 214표를 얻었다. 그랜트는 또한 전국적으로 유권자 투표의 52.7%를 얻었다. 공화당이 통제하는 6개 남부 주가 그랜트의 승리 마진을 강화시켰으며, 많은 전 남부 연합군 출신들은 여전히 투표가 금지되어 있었다.

## 1기 (1869~1873)

### 1869년 취임 연설

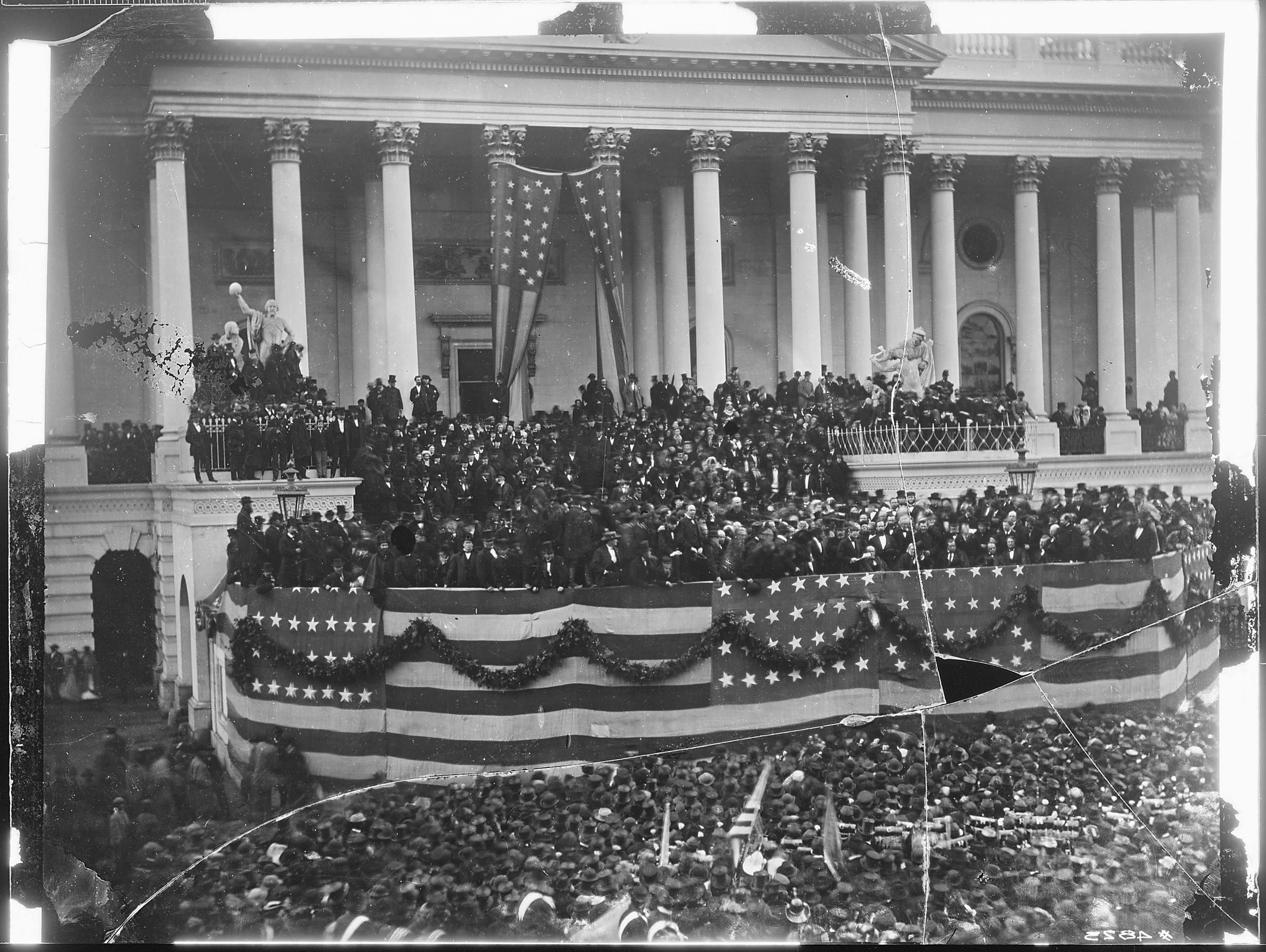
그랜트 대통령 취임식

1869년 3월 4일 그랜트의 취임 연설은 네 가지 우선순위를 다루었다. 첫째, 그랜트는 재건을 "편견, 증오, 지역적 자부심 없이 차분하게 접근할 것이며, 최대 다수의 최대 행복이 달성되어야 할 목표임을 기억할 것"이라고 밝혔다. 둘째, 그랜트는 국가의 재정 상황을 논의하며 "금본위제로의 복귀"를 옹호했다. 셋째, 그랜트는 외교 정책을 다루며 미국인들이 전 세계적으로 동등하게 존중받아야 한다고 주장했다. 넷째, 그랜트는 흑인, 즉 전 노예들에게 헌법적 참정권을 부여하는 수정 헌법 제15조의 통과를 지지했다.

### 내각
그랜트의 내각 인선은 국가를 놀라게 했다. 그랜트는 정치적 조언을 존중하여 들었지만, 저명한 공화당원들과의 전통적인 협의를 독립적으로 우회하고 내각 인선을 비밀에 부쳤다. 그랜트의 초기 내각 지명은 비판과 승인을 모두 받았다. 그랜트는 우정의 표시로 엘리후 B. 워시번을 국무장관으로 임명했다. 워시번은 11일간 재직 후 사임했다. 일주일 후 그랜트는 워시번을 프랑스 공사로 임명했다. 그랜트는 워시번의 후임으로 전 뉴욕 주지사였던 보수주의자 해밀턴 피시를 임명했다. 그랜트는 부유한 뉴욕 상인 알렉산더 T. 스튜어트를 재무장관으로 임명했지만, 그는 곧 연방 법률에 의해 자격이 없는 것으로 밝혀졌다. 이 법률은 이 직위에 있는 사람이 상업 활동에 참여하는 것을 금지했다. 그랜트의 요청에도 불구하고 의회가 법률을 개정하지 않자, 당황한 그랜트는 스튜어트의 후임으로 매사추세츠 하원 의원 조지 S. 바우트웰을 임명했다. 전쟁 장관으로는 그의 전 육군 참모총장 존 A. 롤린스를 임명했지만, 롤린스는 1869년 9월 결핵으로 사망했다. 롤린스의 후임으로 6주 후 그랜트는 전 북군 장군 윌리엄 W. 벨크냅을 임명했다.
미국 법무장관으로는 매사추세츠 대법원 부판사 에벤에저 록우드 호어를 임명했다. 해군 장관으로는 필라델피아 사업가 아돌프 E. 보리를 임명했다. 보리는 이 직책이 스트레스가 많다고 여겨 1869년 6월 25일에 사임했다. 보리의 주목할 만한 업적은 워싱턴 해군 공창의 인종 통합이었다. 그랜트는 보리의 후임으로 전 뉴저지 공공 검사 조지 M. 로브슨을 임명했다. 내무 장관으로는 전 오하이오 주지사 및 상원의원 제이콥 D. 콕스를 임명했다. 우정국장으로는 메릴랜드주 상원의원 존 A.J. 크레스웰을 임명했으며, 그는 미국 우정국을 인종적으로 통합했다.

### 임기보장법 수정
1869년 3월, 그랜트 대통령은 1867년 임기보장법 폐지를 원한다고 밝히며, 이 법이 "우리의 자유 체제에 대한 혁명적 진전"이라고 말했다. 이 법은 상원의 승인 없이 대통령이 행정관을 해임하는 것을 막았다. 그랜트는 이것이 대통령 권한에 대한 중대한 제한이라고 믿었다. 폐지 노력을 강화하기 위해 그랜트는 이 법이 뒤집힐 때까지 공석 외에는 새로운 임명을 하지 않았다. 1869년 3월 9일, 하원은 이 법을 전면 폐지했지만, 상원 법사위원회는 이 법안을 거부하고 그랜트에게 일시적인 법률 중단만을 제안했다. 그랜트가 반대하자, 상원 공화당 코커스는 대통령이 내각을 자유롭게 선택하고 해임할 수 있도록 허용할 것을 제안했다. 상원 법사위원회는 새로운 법안을 작성했다. 하원과 상원 간에 혼란스러운 타협이 이루어졌다. 그랜트는 자신이 원했던 모든 것을 사실상 얻어내어 4월 5일 이 법안에 서명했다.

### 재건

#### 수정 헌법 제15조
그랜트는 존슨 행정부 마지막 날 의회에서 승인되고 주에 보내진 수정 헌법 제15조의 비준을 확보하기 위해 노력했다. 이 수정안은 연방 및 주 정부가 시민의 "인종, 색깔, 또는 이전 노예 상태"를 이유로 투표권을 거부하는 것을 금지했다. 1869년 12월 24일, 그랜트는 조지아에 연방 군정을 수립하고 주 의회에서 추방당했던 흑인 의원들을 복귀시켰다. 1870년 2월 3일, 이 수정안은 필요한 주 비준 수 (당시 27개)에 도달하여 미국 헌법의 수정 헌법 제15조로 인증되었다. 그랜트는 그 비준을 "우리 자유 정부 수립 이래 현재까지 이와 같은 단일 행동 중 가장 중요한 조치"라고 칭송했다. 1870년 중반까지 옛 남부 연합 주들인 버지니아, 텍사스, 미시시피, 조지아는 수정 헌법 제15조를 비준하고 연방에 재가입했다.

#### 법무부
1870년 6월 22일, 그랜트는 의회가 통과시킨 법안에 서명하여 법무부와 법무장관을 보조하는 송무차관실을 창설했다. 그랜트는 아모스 T. 아커만을 법무장관으로, 벤저민 브리스토를 미국 최초의 송무차관으로 임명했다. 아커만과 브리스토는 모두 법무부를 사용하여 1870년대 초 쿠 클럭스 클랜 회원들을 강력히 기소했다. 그랜트는 1869년 새 비밀경호국 국장으로 하이어럼 C. 휘틀리를 임명했는데, 그는 조지아에서 저명한 지역 공화당 관리를 살해한 클랜원 12명을 성공적으로 체포한 후였다. 휘틀리는 유능한 형사들을 활용하여 노스캐롤라이나와 앨라배마의 KKK 조직에 침투하여 해체시켰다. 그러나 그들은 사우스캐롤라이나 북부의 KKK 활동 본거지에는 침투할 수 없었다. 그랜트는 육군 병력을 파견했지만, 휘틀리의 요원들은 병력이 철수할 때까지 잠복하고 있다는 사실을 알게 되었다. 휘틀리는 아커만에게 경고했고, 아커만은 그랜트를 설득하여 계엄령을 선포하고 연방 병력의 지원을 받는 미국 보안관을 파견하여 클랜원 500명을 체포했다. 수백 명은 주를 떠났고, 수백 명은 관용을 대가로 항복했다.
그랜트의 첫 임기 초반 몇 년 동안 법무부로부터 클랜 회원에 대한 기소가 1000건, 유죄 판결이 550건 이상 있었다. 1871년에는 기소가 3000건, 유죄 판결이 600건에 달했으며, 대부분은 짧은 형기를 살았고 주동자들은 올버니, 뉴욕의 연방 교도소에서 최대 5년형을 받았다. 그 결과 남부의 폭력은 극적으로 감소했다. 아커만은 그랜트에게 공을 돌렸고 친구에게 테러리스트를 기소하는 데 그랜트보다 "더 낫다"거나 "더 강하다"는 사람은 없다고 말했다. 1871년 12월 아커만의 후임인 조지 헨리 윌리엄스는 1872년 내내 그리고 그랜트의 2기 재임 기간인 1873년 봄까지 클랜을 계속 기소했다. 윌리엄스가 클랜 기소에 대해 사면과 유예를 베푼 것은 부분적으로 법무부가 클랜의 만행 사건에 압도되어 효과적인 인력이 부족했기 때문이다.

#### 1870년 귀화법
1870년 7월 14일, 그랜트는 아프리카계 미국인이 미국 시민이 될 수 있도록 허용하는 1870년 귀화법에 서명했다. 이는 백인만이 선량한 품성을 지닌 사람만 미국 시민이 될 수 있도록 허용했던 이전 법률인 1790년 귀화법을 개정한 것이었다. 이 법은 또한 시민권을 신청할 때 가명, 허위 진술 또는 사망한 개인의 신원을 사용한 사람들을 기소했다.

#### 1870년과 1871년 강제법
수정 헌법 제15조의 강제력을 더하기 위해 의회는 아프리카계 미국인의 투표권 보호를 보장하는 법안을 통과시켰다. 그랜트는 이 법안을 1870년 5월 31일 1870년 강제법으로 서명했다. 이 법은 리디머들이 아프리카계 미국인들을 공격하거나 위협하는 것을 막기 위해 고안되었다. 이 법은 시민들이 투표하는 것을 막기 위해 협박, 뇌물, 물리적 폭력을 사용한 사람들에게 엄중한 처벌을 가하고 선거를 연방 사법권 아래 두었다.
1871년 1월 13일, 그랜트는 남부에서 쿠 클럭스 클랜이 저지른 폭력 행위에 대한 보고서를 의회에 제출했다. 3월 23일, 그랜트는 주저하는 의회에 남부의 상황이 심각하며 "미국 전역에서 생명, 자유, 재산, 그리고 법 집행을 확보할" 연방 입법이 필요하다고 말했다. 그랜트는 미국 우편과 세금 징수가 위험에 처했다고 밝혔다. 의회는 클랜의 활동을 조사했고 결국 클랜을 기소하기 위해 1871년 강제법을 통과시켰다. "쿠 클럭스 클랜법"으로도 알려진 이 법안은 벤저민 버틀러 하원의원이 작성했으며, 쿠 클럭스 클랜의 지역 조직을 특별히 추적하기 위해 의회에서 통과되었다. 군사 독재를 수립한다는 비난에 민감했지만, 그랜트는 재무장관 조지 바우트웰의 설득을 받아 1871년 4월 20일 이 법안에 서명했다. 바우트웰은 자유민에 대한 기록된 잔학 행위를 인용하며 연방 보호가 정당하다고 주장했다. 이 법은 대통령이 "무장 단체"와 클랜의 음모에 대해 인신보호청원을 정지할 수 있도록 허용했다. 이 법은 또한 대통령에게 "변장한 야간 약탈자를 체포하고 해체할" 권한을 부여했다. 클랜의 행동은 중죄이자 미국에 대한 반란 행위로 정의되었다.
쿠 클럭스 클랜은 재건 시대 공화당 통치에 폭력적으로 저항하기 위해 형성된 지역 비밀 조직으로, 지역 수준 이상에는 조직이 없었다. 흰 두건을 쓰고 신분을 숨긴 클랜은 공화당원들을 공격하고 위협했다. 클랜은 1868년에서 1870년 사이에 사우스캐롤라이나에서 강력했는데, 부패 혐의에 휩싸인 사우스캐롤라이나 주지사 로버트 킹스턴 스콧은 클랜이 권력을 잡도록 허용했다. 그들의 폭력적인 전술에 지친 그랜트는 1871년 10월 12일 강제법에 의거하여 쿠 클럭스 클랜에게 사우스캐롤라이나에서 해산하고 무기를 내려놓으라고 명령했다. 응답이 없자, 1871년 10월 17일 그랜트는 사우스캐롤라이나의 모든 9개 카운티에 인신보호영장 정지를 발령했다. 그랜트는 주 내 연방군에게 명령하여 클랜을 체포하도록 했고, 이들은 법무장관 아커만과 송무차관 브리스토에 의해 강력히 기소되었다. 클랜이 파괴되면서 화이트 리그와 레드셔츠를 포함한 다른 백인 우월주의 단체들이 등장했다.

#### 1872년 사면법
텍사스는 1870년 3월 30일, 미시시피는 1870년 2월 23일, 버지니아는 1870년 1월 26일 연방에 재가입했다. 조지아는 1870년 7월 15일 연방에 재가입한 마지막 남부 연합 주가 되었다. 분리되었던 10개 남부 연합 주에서 온 하원의원과 상원의원 전원이 의회에 착석했다. 기술적으로 미국은 다시 통합된 국가가 되었다. 긴장을 완화하기 위해 그랜트는 1872년 5월 23일 1872년 사면법에 서명하여 전 남부 연합군에게 사면을 부여했다. 이 법은 전쟁 이전에 미국 헌법을 지지하겠다고 맹세했던 대부분의 전 남부 연합군이 공직을 맡을 수 있도록 허용했다. 불과 500명의 전 남부 연합군만이 용서받지 못하여 공직을 맡을 수 없었다.

### 재정 정책

#### 공공 신용법
취임 후 그랜트의 첫 조치는 공화당 의회가 방금 통과시킨 공공 신용 강화 법안에 서명하는 것이었다. 이 법안은 모든 공공 부채, 특히 전쟁 채권을 그린백이 아닌 금으로만 상환하도록 보장했다. 뉴욕 거래소에서 금 가격은 온스당 130달러로 떨어졌는데, 이는 1862년 금태환 정지 이후 최저점이었다.

#### 연방 임금 인상
1869년 5월 19일, 그랜트는 미국 정부에서 일하는 사람들의 임금을 보호했다. 1868년에 정부의 근무일을 8시간으로 단축하는 법이 통과되었지만, 나중에 이 법의 많은 부분이 폐지되어 일당도 삭감될 수 있었다. 노동자들을 보호하기 위해 그랜트는 정부 일용직 노동자의 근무 시간이 단축되더라도 "임금은 삭감되지 않을 것"이라고 명시한 행정 명령에 서명했다.

#### 바우트웰 개혁
재무장관 조지 S. 바우트웰은 불필요한 직원을 해고하여 미국 재무부를 재조직하고 개혁했으며, 위조범으로부터 통화를 보호하기 위해 연방인쇄국에 전면적인 변화를 시작했고, 세금 징수를 활성화하여 세수 징수를 가속화했다. 이러한 변화로 인해 재무부는 곧 월별 흑자를 기록하게 되었다. 1869년 5월까지 바우트웰은 국가 부채를 1,200만 달러 줄였다. 9월까지 국가 부채는 5,000만 달러 줄었는데, 이는 매주 경매에서 증가하는 금 잉여분을 그린백으로 팔고 그 통화로 전시 채권을 되사서 달성되었다. 뉴욕 트리뷴은 정부가 더 많은 채권과 그린백을 매입하기를 원했고, 뉴욕 타임스는 그랜트 행정부의 부채 정책을 칭찬했다.

#### 금 독점 음모
뉴욕 금 독점 음모는 그랜트의 대통령직을 거의 무너뜨릴 뻔했다. 1869년 9월, 금융 조작자 제이 굴드와 제임스 피스크는 뉴욕 금 시장을 독점하기 위해 정교한 사기 계획을 세웠고, 동시에 모든 금을 매입하여 가격을 폭등시켰다. 이 계획은 정부가 금을 판매하지 못하도록 하여 가격을 끌어올리는 것이었다. 그랜트와 재무장관 조지 S. 바우트웰은 금 시장 투기를 알게 되었고, 9월 23일 (검은) 금요일에 400만 달러 상당의 금을 판매하라고 명령했다. 굴드와 피스크는 저지되었고, 금 가격은 폭락했다. 바우트웰이 금을 방출한 효과는 재앙적이었다. 주식 가격이 폭락하고 식품 가격이 떨어져 농부들은 몇 년 동안 황폐화되었다. 뒤이은 금융 공황은 단명했지만, 금 스캔들은 그랜트의 대통령직을 그림자처럼 드리웠다.

### 외교 정책

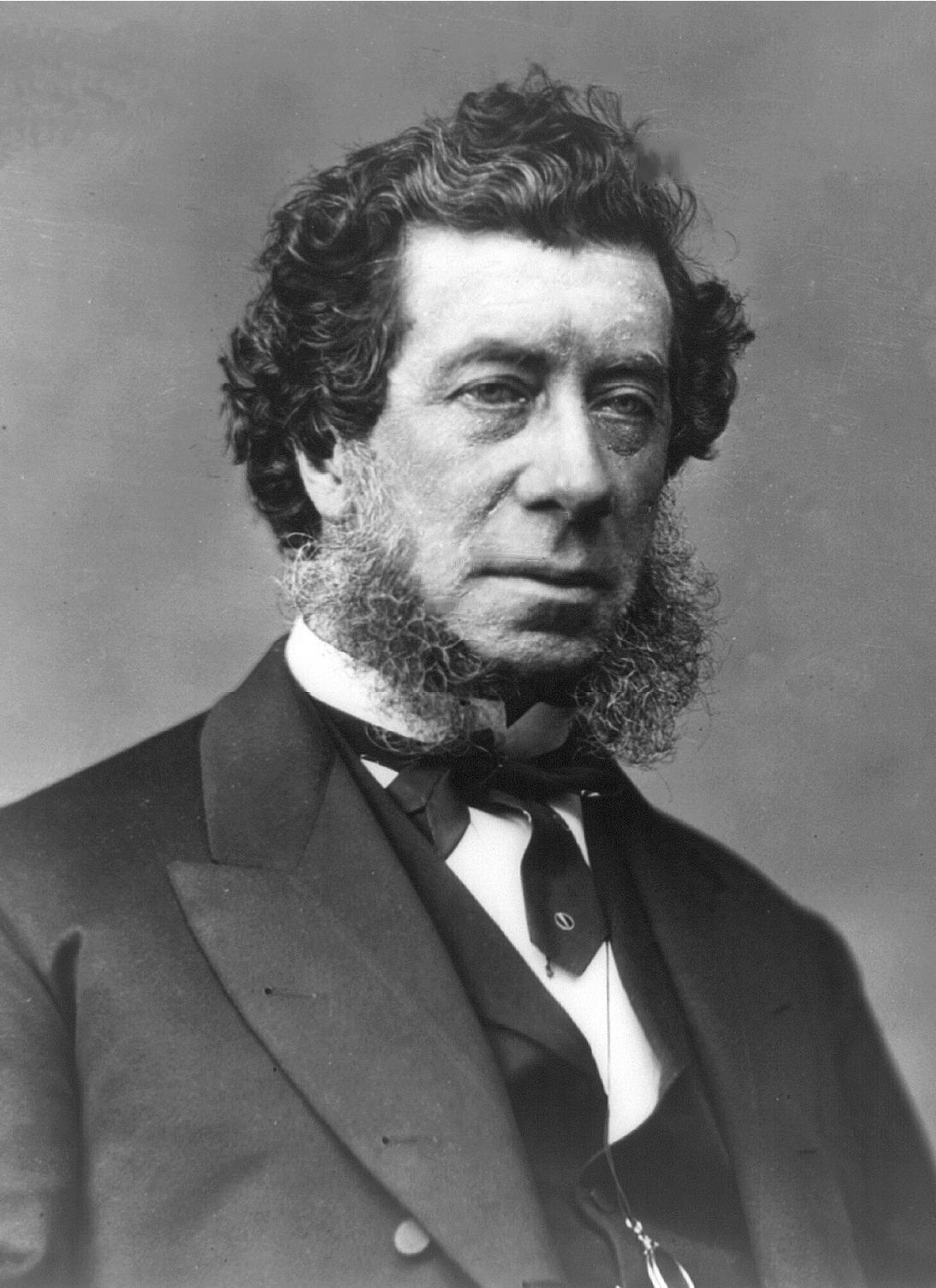
해밀턴 피시, 국무장관, 1869년–1877년

그랜트는 평화주의자였으며 거의 전적으로 국내 문제에 전념했다. 그랜트 자신 외에 외교 문제의 주요 인물은 국무장관 해밀턴 피시와 상원 외교위원회 위원장 찰스 섬너 상원의원이었다. 그들은 조약을 비준시키기 위해 협력해야 했다. 역사학자들은 피시 국무장관의 외교적 전문성, 독립성, 그리고 현명한 판단을 높이 평가한다. 전 세계적으로 미국에 직접적인 영향을 미치는 주요 전쟁은 없는 평화로운 시대였다. 피시 장관은 신중함과 안정성의 대변인으로 알려져 있었다. 피시는 거의 두 임기 내내 국무장관으로 재직했다. 역사학자들은 그의 현명함과 개혁 및 외교적 온건을 위한 노력을 강조한다. 그랜트 대통령은 피시를 정치적 조언에 있어 가장 신뢰한다고 말했다.

#### 산토도밍고 합병 시도
그랜트는 남부의 흑인 자유민들의 지위를 보호하고 개선하는 것을 최우선 과제로 삼았으며, 그들을 위한 안전 밸브로 카리브해 국가인 도미니카 공화국을 합병하려고 시도했다. 공화당 상원의원 찰스 섬너는 그랜트가 재정적 이해 관계자들과 편을 든다고 믿으며 반대했다.

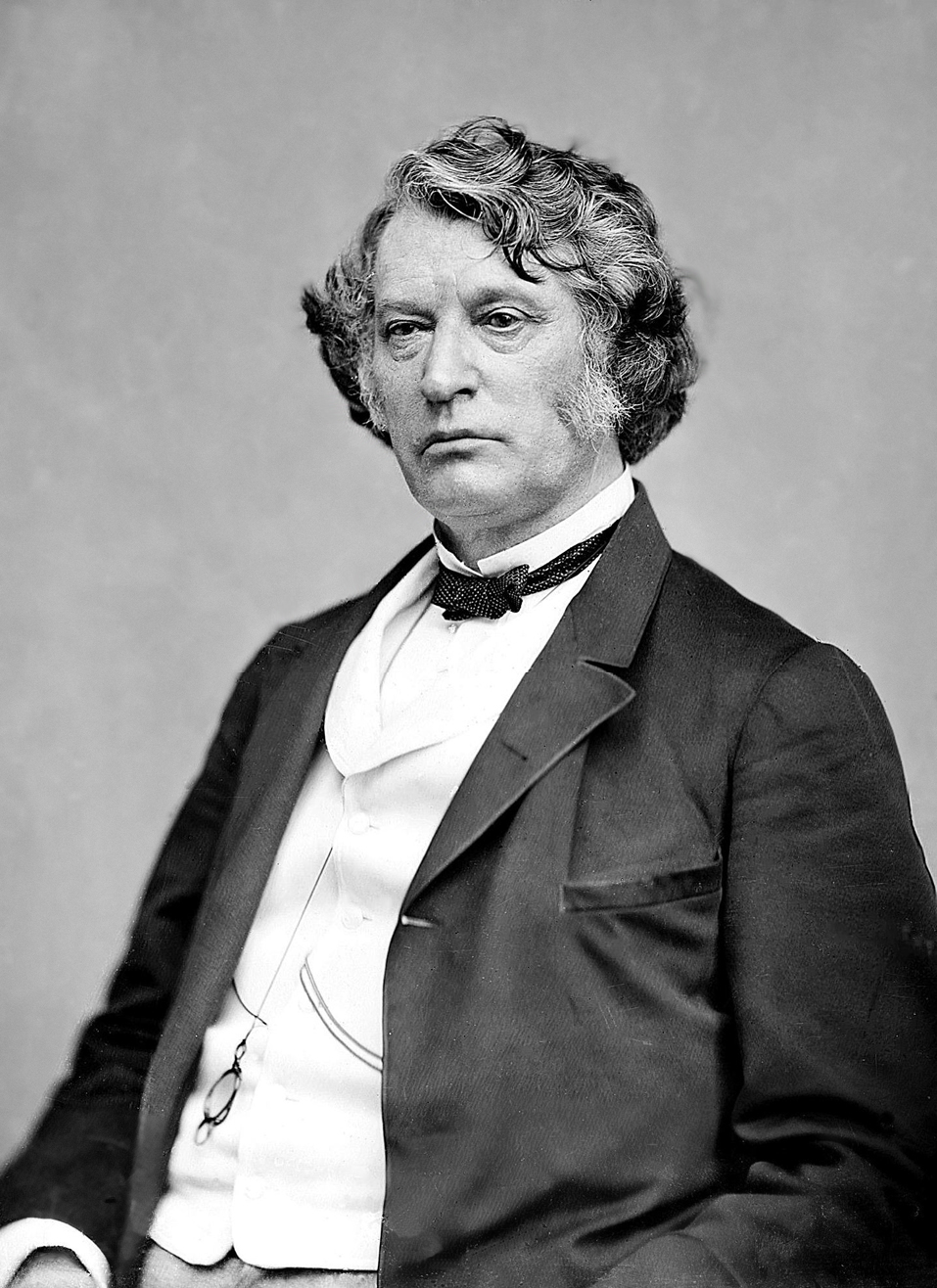
매사추세츠주 공화당 상원의원이자 외교위원회 위원장인 찰스 섬너.

1869년 5월, 그랜트는 내각 회의 후 독립적인 스페인어권 흑인 국가인 도미니카 공화국(당시 산토도밍고로 알려짐)을 합병하는 절차를 시작했다. 5월 17일, 그랜트는 군함 USS 닙식(Nipsic)을 산토도밍고로 보내 상황을 보고하라고 명령했다. 1869년 여름 동안 그랜트는 전 보좌관이었던 오빌 E. 배브콕을 산토도밍고에 파견하여 섬의 상황을 보고하고 도미니카 공화국 대통령 부에나벤투라 바에스에게 섬을 매입하기 위한 조건을 문의하도록 했다. 9월 중순, 배브콕은 섬 국가의 합병 제안을 가지고 돌아왔다. 피시 장관은 배브콕의 제안에 따라 최종 합병 조약을 작성했다. 배브콕은 조약 초안을 가지고 섬으로 돌아갔다. 바에스는 1869년 11월 19일 합병 조약에 서명했는데, 이는 도미니카 국가 부채에 150만 달러를 제공하고, 산토도밍고를 미국 주로 합병하며, 미국이 사마나만에 대한 권리를 연간 15만 달러의 임대료로 50년간 획득하고, 외세의 개입으로부터 보호를 보장하는 내용이었다. 1870년 1월 10일, 산토도밍고 조약은 비준을 위해 상원에 제출되었다.
그랜트는 이 섬이 특히 사마나만이 해군에게 전략적 가치가 있을 뿐만 아니라, 국내 문제에서 협상 카드로 활용될 수 있다고 믿었다. 자유민들에게 피난처를 제공함으로써, 흑인 노동력의 갑작스러운 남부 이탈이 남부 백인들로 하여금 흑인 시민권을 받아들이도록 강요할 것이라고 믿었다. 그랜트는 이 섬 국가가 수출을 늘리고 무역 적자를 줄일 것이라고 믿었다. 그는 미국이 이 섬을 소유함으로써 스페인이 쿠바와 푸에르토리코, 그리고 브라질에서도 노예 제도를 폐지하도록 압력을 가할 수 있기를 희망했다. 1870년 3월 15일, 섬너가 이끄는 미국 상원 외교위원회는 조약 통과에 반대하는 권고를 했다. 섬너는 합병이 엄청난 비용을 수반하고 미국을 진행 중인 내전에 휘말리게 할 것이며, 아이티와 서인도 제도의 독립을 위협하여 흑인 정치 발전을 저해할 것이라고 믿었다. 1870년 5월 31일, 그랜트는 의회에 나와 도미니카 합병 조약의 통과를 촉구했다. 그러나 섬너는 상원에서 조약에 강력한 반대를 이끌었다. 1870년 6월 30일, 산토도밍고 합병 조약은 상원에서 통과되지 못했다. 찬성 28표, 반대 28표였다.

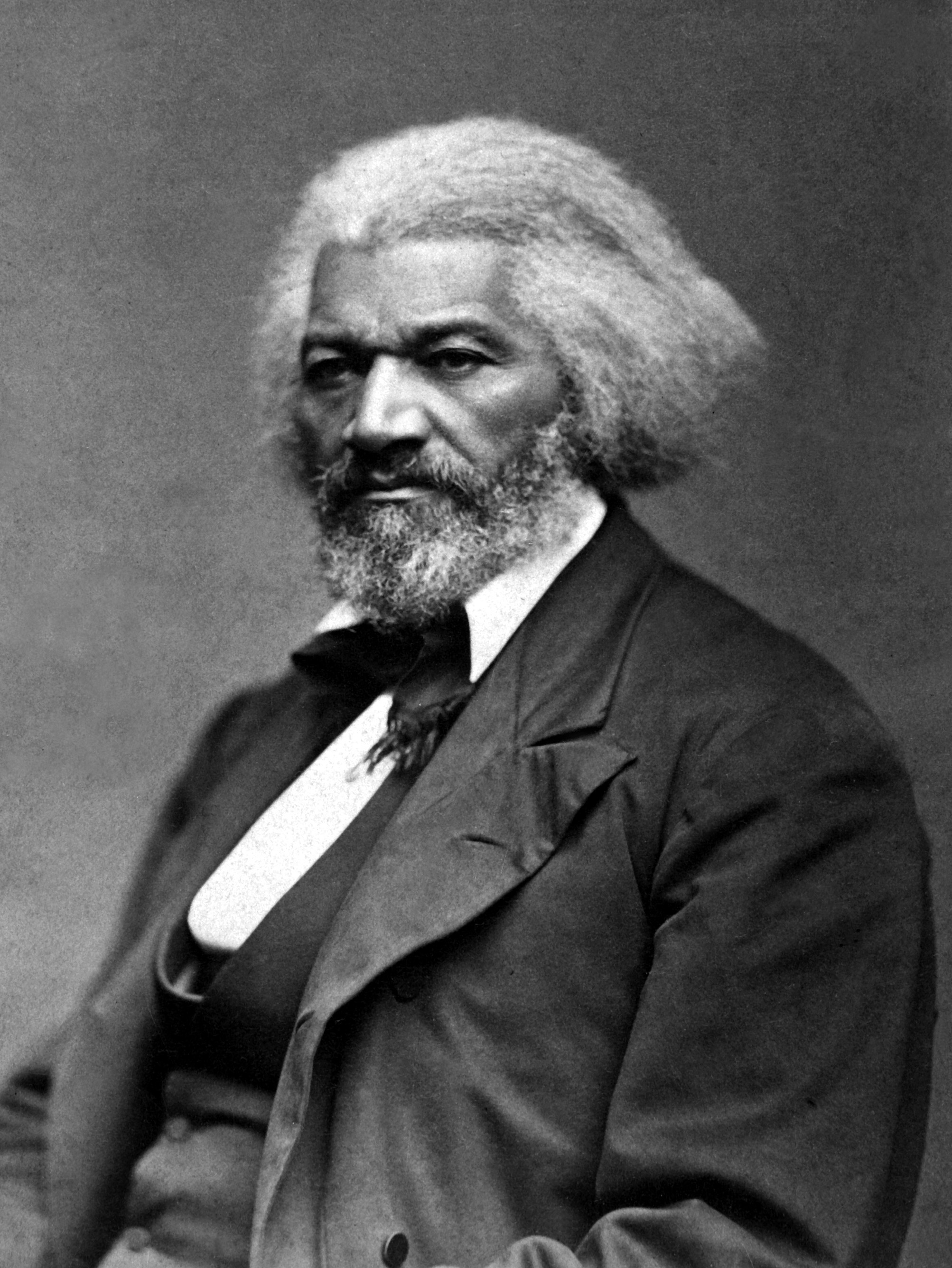
그랜트가 임명한 아프리카계 미국인 위원 프레더릭 더글러스는 산토도밍고 합병이 미국에 이익이 될 것이라고 믿었다.
워렌 1879

합병 관련성을 유지하기 위해 그랜트는 1870년 12월 국정연설에서 산토도밍고를 언급했다. 의회는 이에 응답하여 1871년 1월 섬을 조사하기 위한 특별 위원회를 설립했다. 그러나 섬너 상원의원은 계속해서 합병에 강력히 반대했다. 그랜트는 프레더릭 더글러스, 아프리카계 미국인 시민권 운동가를 위원 중 한 명으로 임명하여 도미니카 공화국으로 항해하도록 했다. 1871년 3월, 그랜트는 뒤에서 작업하여 섬너를 해임하고 사이먼 캐머런 (펜실베이니아주)을 외교위원회 위원장으로 교체했다. 몇 달 후 미국으로 돌아온 위원회는 1871년 4월 보고서를 발표하여 도미니카 국민들이 합병을 원하며 섬이 미국에 유익할 것이라고 밝혔다. 그러나 의회는 합병을 재고하기를 거부하고 이 문제를 종결시켰다.

#### 쿠바 반란
스페인 통치에 대항한 1868년–1878년 쿠바 반란, 역사학자들은 이를 10년 전쟁이라 부르는데, 미국에서 광범위한 공감을 얻었다. 뉴욕에 본부를 둔 후원회는 자금을 모으고, 쿠바로 인력과 군수품을 밀수했으며, 미국 신문에 적극적으로 선전을 퍼뜨렸다. 그랜트 행정부는 이러한 미국 중립 위반을 못 본 척했다. 1869년, 그랜트는 여론에 의해 쿠바 반군을 군사적으로 지원하고 미국 외교적 승인을 부여하도록 촉구받았다. 그러나 피시는 안정성을 원했고, 대중의 반스페인 미국적 관점에 공개적으로 이의를 제기하지 않고 스페인 정부를 선호했다. 그들은 유럽 정부들에게 미국이 쿠바를 합병할 의도가 없음을 재확인시켰다. 그랜트와 피시는 쿠바 독립에 대한 형식적인 지지를 표명하고, 쿠바 노예제 폐지를 촉구하며, 미국 군사 개입에 조용히 반대했다. 피시는 대중의 압력에 맞서 부지런히 노력했고, 앨라배마 클레임에 대한 영국과의 협상을 위태롭게 할 수 있었기 때문에 그랜트가 쿠바 독립을 공식적으로 인정하는 것을 막을 수 있었다.

#### 워싱턴 조약
역사학자들은 워싱턴 조약이 외부 전문가들이 분쟁을 해결할 수 있도록 국제중재를 시행한 것을 높이 평가한다. 그랜트의 유능한 국무장관 해밀턴 피시는 이 조약으로 이어지는 많은 사건들을 주도했다. 이전에 존슨 행정부의 국무장관 윌리엄 H. 수어드는 영국에서 건조된 세 척의 남부 연합 전함인 CSS 플로리다, CSS 앨라배마, 그리고 CSS 셰난도어에 의해 미국 상인들에게 발생한 피해에 관한 초기 조약을 제안했다. 이 피해들은 총칭하여 앨라배마 클레임으로 알려져 있었다. 이 배들은 미국 선박에 막대한 피해를 입혔으며, 보험료가 치솟고 선주들은 영국 선박으로 전환했다. 워싱턴은 영국이 막대한 손해 배상을 지불하기를 원했으며, 이는 아마 캐나다의 양도를 포함했을 것이다. 나중에 미국은 영국 봉쇄 돌파선을 청구에 추가하며, 이들이 북군 봉쇄를 통해 남부 연합에 무기를 밀수하여 전쟁을 2년 연장한 책임이 있다고 주장했다.
1869년 4월, 미국 상원은 너무 적은 금액을 지불하고 전쟁을 연장한 영국 측의 과실 인정이 포함되지 않은 제안된 조약을 압도적으로 거부했다. 찰스 섬너 상원의원은 의회에서 연설하며 빅토리아 여왕을 공개적으로 비난하고 막대한 배상금을 요구했으며, 캐나다를 미국에 양도하여 지불하는 가능성을 열어두었다. 이 연설은 영국 정부를 격분시켰고, 협상은 상황이 진정될 때까지 연기되어야 했다. 1871년 1월, 영국이 존 로즈 경을 미국에 파견하여 피시를 만나면서 새로운 조약 협상이 시작되었다. 1871년 2월 9일 워싱턴에서 영국과 미국 대표로 구성된 공동 고위 위원회가 설립되었다. 이 위원회는 국제 중재 재판소가 손해 배상액을 결정하도록 하는 조약을 만들었다. 영국은 남부 연합 전함의 파괴적인 행동에 대해 유감은 표명했지만, 잘못은 인정하지 않았으며, 봉쇄 돌파 혐의는 조약에 포함되지 않았다. 그랜트는 1871년 5월 8일 조약을 승인하고 서명했다. 상원은 1871년 5월 24일 워싱턴 조약을 비준했다.

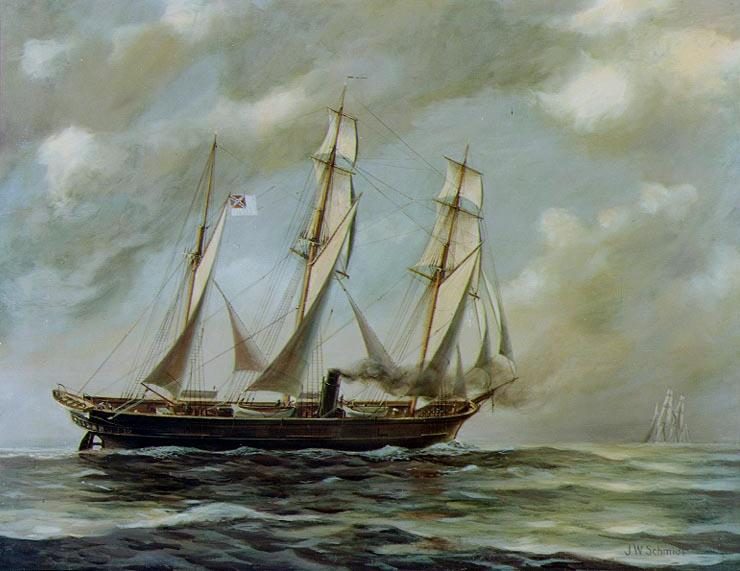
남부 연합 전함 CSS 앨라배마
운용 기간 (1862년–1864년)

재판소는 스위스 제네바의 중립 지역에서 열렸다. 5명의 국제 중재 패널에는 찰스 프랜시스 애덤스가 포함되었으며, 그는 윌리엄 M. 이바츠, 케일럽 쿠싱, 모리슨 R. 웨이트의 조언을 받았다. 1872년 8월 25일, 재판소는 미국에 1,550만 달러의 금을 지급하라고 판결했고, 영국에는 190만 달러가 지급되었다. 역사학자 아모스 엘우드 코닝은 워싱턴 조약과 중재가 "세계에 값진 유산을 남겼다"고 언급했다. 1,550만 달러의 중재 판결 외에도 이 조약은 국경 및 어업권에 대한 일부 분쟁을 해결했다. 1872년 10월 21일, 독일 황제 빌헬름 1세는 미국에게 유리하게 국경 분쟁을 해결했다.

#### 한국

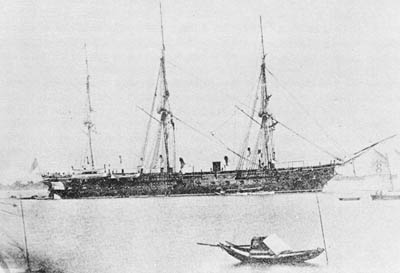
는 존 로저스 제독의 조선 요새 공격에 병력을 수송했다.

1871년, 그랜트 행정부는 한국과 미국 간의 무역 협정을 개시하려고 했다. 1871년 5월, 미국 공사관은 조선 정부가 매튜 페리 제독이 1854년 일본과의 무역을 개방했던 것과 유사하게 미국과의 무역 조약을 체결하도록 압력을 가하기 위해 해군 함대를 서울로 파견할 것을 명령했다.  조선인들은 저항하며 미국 해군이 서울에 도달하는 것을 막기 위해 한강 입구를 봉쇄하는 함대를 보냈다. 1871년 5월 30일, 존 로저스 소장이 5척의 함대(일부 아시아 전대 소속)를 이끌고 서울 아래 살레강 하구에 도착했다. 조선인들은 미국 함대에 발포했지만 피해는 거의 없었다. 로저스는 조선인들에게 사과와 무역 협상 개시를 요구했지만, 조선인들은 응하지 않았다. 6월 10일, 로저스는 여러 조선 요새를 공격하고 파괴했다. 이 공격은 강화도 해전이라고 불리며, 조선인 250명과 미국인 3명이 사망했다. 조선인들은 여전히 협상을 거부했고, 미국 함대는 떠났다. 조선인들은 이 1871년 미국 군사 작전을 신미양요라고 부른다. 그랜트는 1871년 12월 의회에 보낸 제3차 연례 교서에서 로저스를 옹호했다.

### 아메리카 원주민 정책

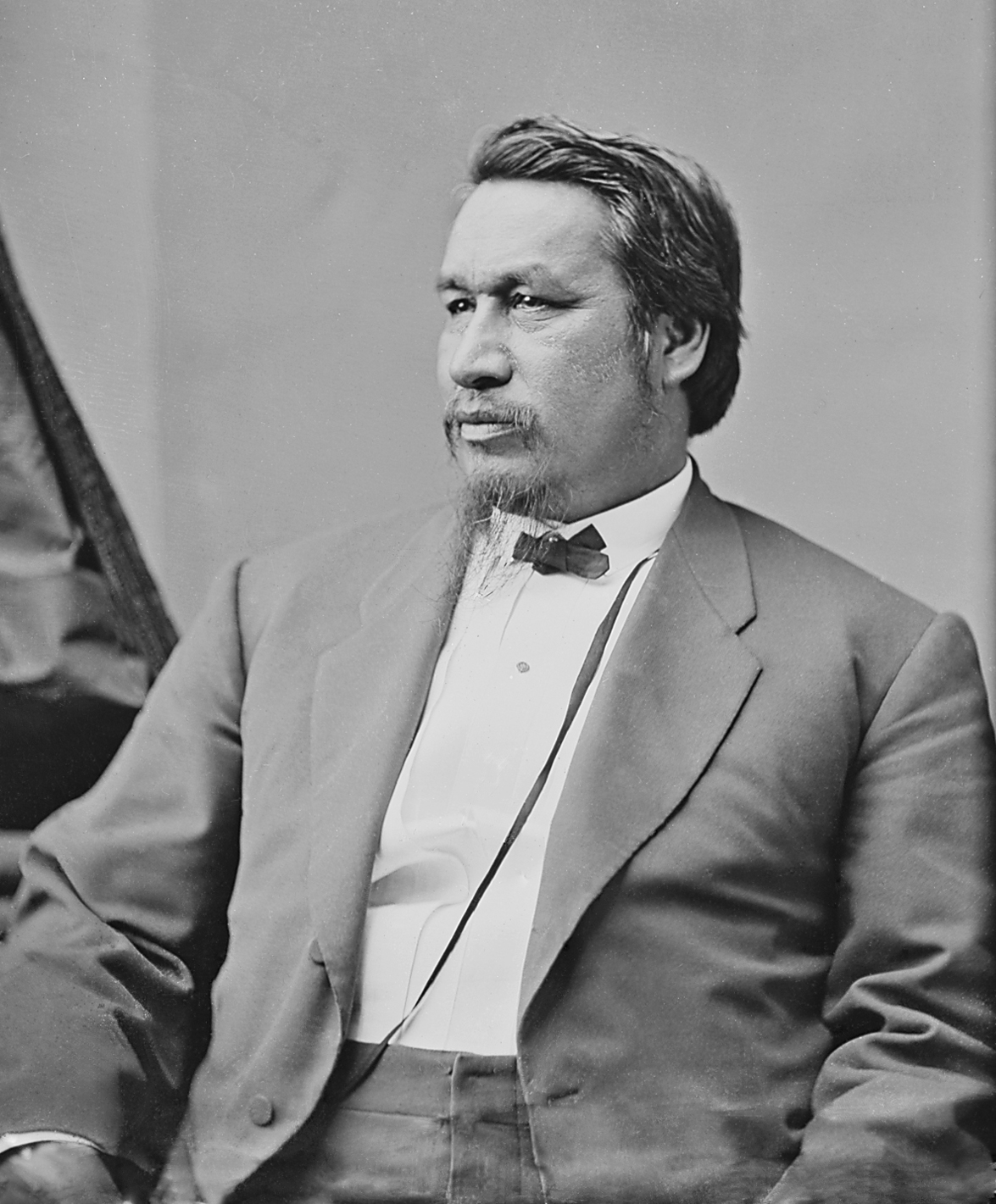
엘리 파커
도네호가와

1860년대 매우 피비린내 나는 변경 전쟁 이후, 그랜트는 부족들을 향한 "평화 정책"을 수립하고자 했다. 그는 평화를 원하고 종교 단체에 호의적인 임명자들을 강조했다. 그러나 결국 서부 전쟁은 더욱 악화되었다.
그랜트는 1869년 취임 연설에서 "그들의 문명화와 궁극적인 시민권으로 이끄는 모든 조치"를 선호한다고 밝혔다. 과감한 조치로 그랜트는 그의 보좌관 엘리 파커 장군(세네카족)을 최초의 아메리카 원주민 인디언 담당 국장으로 임명했다. 파커는 법무장관 호어가 파커가 합법적으로 이 직책을 맡을 수 있다고 말할 때까지 상원에서 일부 반대에 부딪혔다. 상원은 36대 12로 파커를 인준했다. 파커의 재임 기간 동안 원주민 전쟁은 1869년 101건에서 1870년 58건으로 감소했다.

#### 인디언 위원회
초기에 그랜트는 촉토족, 크리크족, 체로키족, 치카소족 부족장들과 만나 그들의 정착 구역 밖의 "야생" 원주민들에게 농업 기술을 가르치는 데 관심을 표명했다. 그랜트는 원주민 부족장들에게 미국인의 정착이 불가피한 갈등으로 이어질 것이지만, "문명화의 행진"이 평화로운 해결로 이어질 것이라고 말했다. 1869년 4월 10일, 의회는 인디언 위원회를 설립했다. 그랜트는 "지성과 자선으로 저명한" 자원 봉사 위원들을 임명했다. 그랜트 위원회는 그랜트, 콕스 내무장관, 내무부와 함께 인디언 사무국을 감독하고 원주민을 "문명화"하는 광범위한 공동 권한을 부여받았다. 위원회에는 원주민이 한 명도 임명되지 않았고, 오직 유럽계 미국인들만 임명되었다. 위원회는 구매를 감독하고 원주민 기관을 조사하기 시작했다. 위원회는 원주민 지역의 많은 문제를 백인들의 침해 탓으로 돌렸다. 위원회는 원주민 문화의 파괴를 승인했다. 원주민들은 기독교, 농업, 대의 정부를 교육받고 보호구역에 동화될 예정이었다.

#### 마리아스 학살
1870년 1월 23일, 소령 에드워드 M. 베이커가 마리아스 학살에서 파이건 인디언 173명(대부분 여성과 어린이)을 무의미하게 학살하면서 평화 정책은 시험대에 올랐다. 셰리던 장군이 베이커의 행동을 옹호하자 대중의 분노는 커졌다. 1870년 7월 15일, 그랜트는 의회 법안에 서명하여 군 장교들이 선출직 또는 임명직 공직을 맡는 것을 금지하거나 육군에서 해고되는 처벌을 받도록 했다. 1870년 12월, 그랜트는 새로운 임명자들의 이름을 의회에 제출했으며, 대부분은 상원에서 승인되었다.

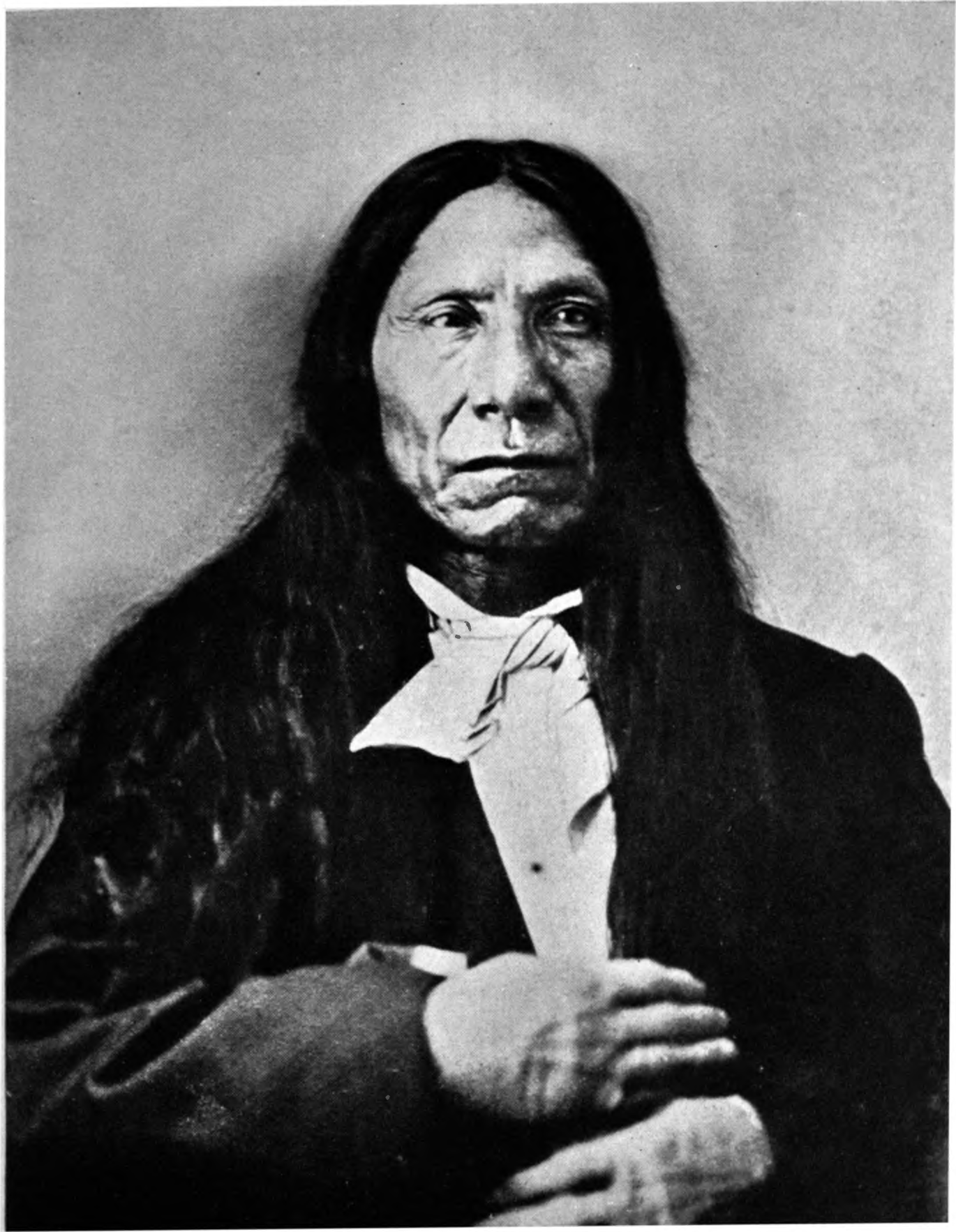
레드 클라우드
마흐피야 루타

#### 레드 클라우드 백악관 방문
그랜트의 평화 정책은 1870년 5월 7일 오글랄라 수족 추장 레드 클라우드와 브룰레 수족 신테 글레슈카가 워싱턴 D.C.에 도착하여 백악관에서 그랜트와 풍성한 국빈 만찬을 가지면서 활기를 띠었다. 레드 클라우드는 이전 콕스 장관 및 파커 국장과의 회의에서 약속된 식량과 사냥용 무기가 전달되지 않았다고 불평했다. 이후 그랜트와 콕스는 의회에 약속된 물자와 식량 공급을 로비했다. 의회는 이에 응답했고 1870년 7월 15일, 그랜트는 부족 자금을 배정하는 인디언 세출 법안에 서명했다. 이틀 후 스포티드 테일이 백인 정착민들이 원주민 보호구역을 침범하는 것을 막도록 그랜트 행정부에 촉구하자, 그랜트는 서부의 모든 장군들에게 "필요하다면 군사력으로 침입자들을 막으라"고 명령했다. 1871년, 그랜트는 부족들을 독립적인 주권 국가로 대우하는 정부 정책을 종식시키는 또 다른 인디언 세출 법안에 서명했다. 원주민들은 개인 또는 국가 피후견인으로 취급될 것이며, 인디언 정책은 의회 법률에 의해 입법될 것이었다.

#### 평화 정책
평화 정책의 핵심은 서부 보호 구역을 종교 교단의 통제하에 두는 것이었다. 1872년, 정책 시행에는 인디언 보호 구역을 독점적인 종교 구역으로 종교 단체에 할당하는 것이 포함되었다. 할당된 73개 기관 중 감리교가 14개, 정통 친구 교단이 10개, 장로교가 9개, 미국 성공회가 8개, 로마 가톨릭교회가 7개, 힉사이트 친구 교단이 6개, 침례교가 5개, 네덜란드 개혁교회가 5개, 회중교회가 3개, 기독교인이 2개, 유니테리언이 2개, 미국 해외 선교 위원회가 1개, 루터교가 1개를 받았다. 경쟁하는 선교 단체들 간의 기관 분배를 둘러싼 내부 싸움은 그랜트의 평화 정책에 해로웠다. 선정 기준은 모호했고, 일부 비평가들은 평화 정책이 원주민의 종교의 자유를 침해한다고 보았다. 또 다른 차질로, 저명한 상인 윌리엄 웰시는 의회 조사에서 인디언 사무국을 불법 행위 혐의로 기소했다. 파커는 무죄를 선고받았지만, 의회에서 통과된 법안은 이사회가 인디언 사무국에서 바우처를 통해 상품 및 서비스 지급을 승인하도록 허용했다. 파커는 직책에서 사임했고, 그랜트는 파커를 개혁가 프랜시스 A. 워커로 교체했다.

### 국내 정책

#### 공휴일법
1870년 6월 28일, 그랜트는 크리스마스를 12월 25일에 워싱턴 D.C.의 연방 수도에서 법적 연방 공휴일로 정하는 법안을 승인하고 서명했다. 역사학자 론 화이트에 따르면, 그랜트는 국가 통합에 대한 그의 열정 때문에 이를 실행했다. 19세기 초 미국에서 크리스마스는 가족 중심의 활동이 되었다. 워싱턴 D.C. 내에서 이 법에 포함된 다른 연방 공휴일은 새해, 독립기념일, 추수감사절이었다.

#### 유타 준주 일부다처제

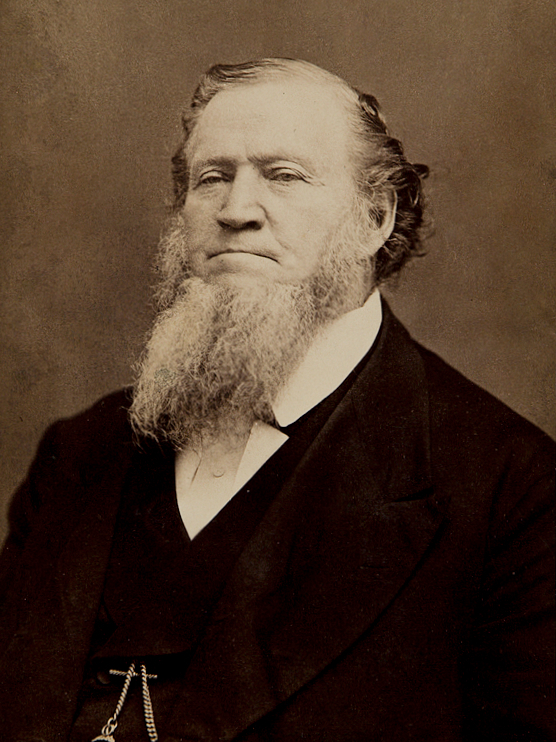
브리검 영
찰스 윌리엄 카터 1866년–1877년

1862년 남북 전쟁 중 링컨 대통령은 모든 미국 준주에서 복혼을 불법화하는 모릴 법안에 서명했다. 유타에서 복혼을 행하던 모르몬교도들은 대부분 모릴 법과 준주 주지사에 저항했다.:301 1868년 선거 기간 동안 그랜트는 복혼에 대한 법을 집행할 것이라고 언급했다. 긴장은 1870년 일찍부터 시작되었는데, 유타주 오그던의 모르몬교도들이 무장하고 군사 훈련을 시작하면서였다. 1871년 7월 4일까지 유타주 솔트레이크시티의 모르몬교 민병대는 준주 군대와 싸울 위기에 처했지만, 결국 폭력은 피했다. 그러나 유타가 반란 상태에 있다고 믿었던 그랜트는 모릴 법에 의해 금지된 복혼을 행하는 사람들을 체포하기로 결정했다. 1871년 10월, 수백 명의 모르몬교도들이 미국 보안관에 의해 검거되어 교도소 수용소에 수감되었고, 복혼 혐의로 체포되어 재판에 회부되었다. 유죄 판결을 받은 한 복혼자는 500달러 벌금과 3년간의 강제 노동형을 선고받았다. 1871년 11월 20일, 건강이 좋지 않던 모르몬교 지도자 브리검 영은 복혼 혐의로 기소되었다. 영의 변호사는 영이 법원에서 도주할 의사가 없다고 진술했다. 복혼 단속 기간 동안 다른 사람들은 살인 또는 살인 미수 혐의로 기소되었다. 그러나 모릴 법은 유죄 판결을 위해 결혼 증명이 필요했기 때문에 집행하기 어려웠다.:294 

#### 컴스톡법
1873년 3월, 뉴욕 악덕 억제 협회의 서기 앤서니 컴스톡이 이끄는 반외설 도덕주의자들은 "음란하거나 부도덕한 사용"을 위한 물품을 우편으로 보내는 것을 연방 범죄로 규정하는 컴스톡법의 통과를 쉽게 확보했다. 그랜트는 컴스톡이 직접 이를 집행할 것이라는 확신을 받은 후 법안에 서명했다. 컴스톡은 제임스 크레스웰 장관에 의해 우체국 특별 요원이 되었다. 컴스톡은 포르노 제작자들을 기소하고, 낙태 시술자들을 투옥하고, 누드 예술을 금지했으며, 피임 정보의 우편 발송을 중단시켰고, 자신이 나쁘다고 생각하는 책들을 금지시키려고 했다.

#### 초기 참정권 운동

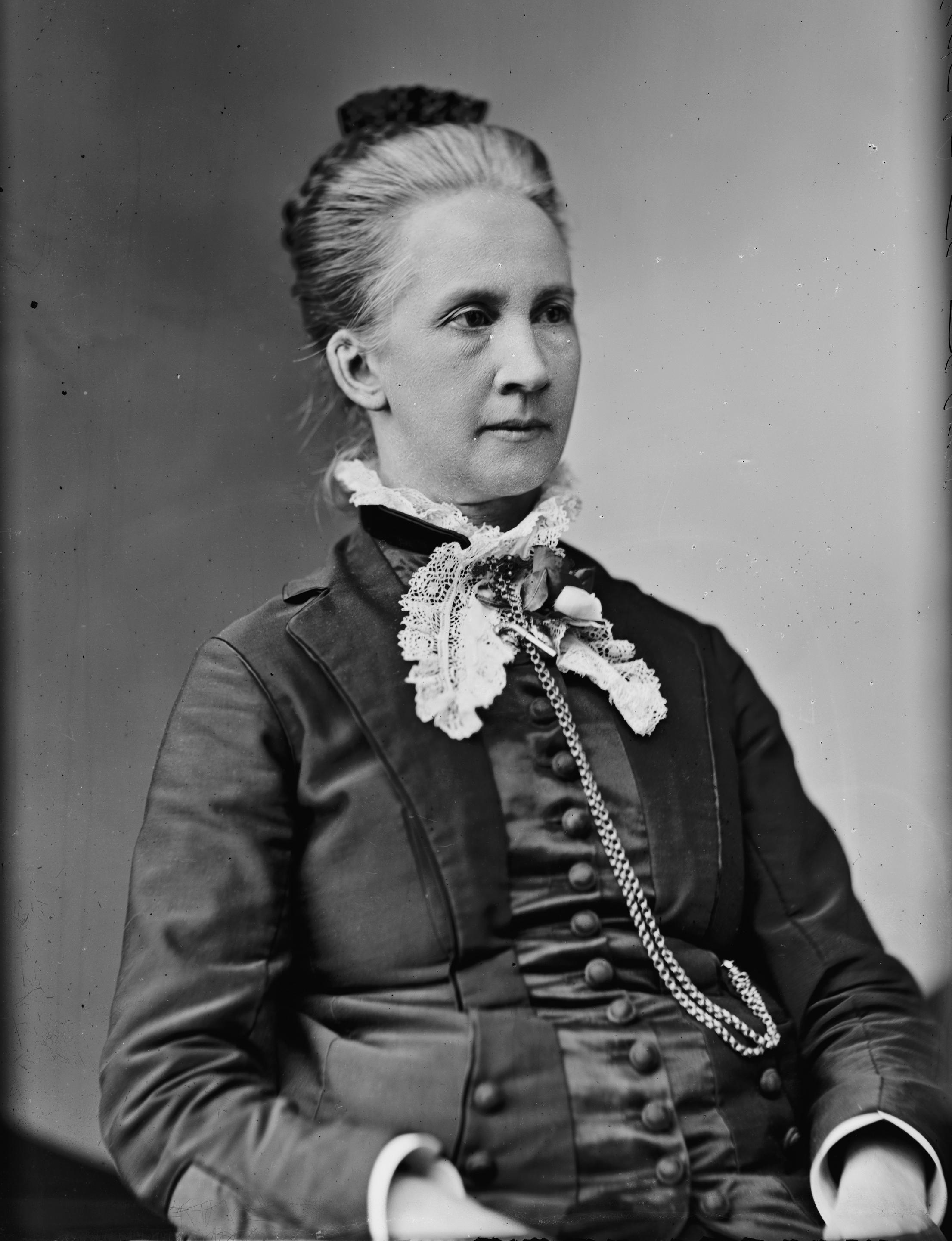
베네트 록우드
매튜 브래디 1865년–1880년

그랜트의 대통령 재임 기간 동안 여성 참정권 운동 초기에는 수전 B. 앤서니와 엘리자베스 케이디 스탠턴이 주도하여 전국적인 관심을 받았다. 앤서니는 여성 참정권, 남녀 동일 임금, 그리고 워싱턴 D.C. 거주 여성의 재산 보호를 위해 로비를 벌였다. 1869년 4월, 그랜트는 기혼 여성의 재산을 남편의 빚으로부터 보호하고 워싱턴 D.C. 법원에서 여성들이 소송을 제기할 수 있도록 하는 법안에 서명했다. 1870년 3월 새뮤얼 M. 아넬 하원의원은 참정권론자 베네트 록우드가 공동 저술한, 여성 연방 공무원에게 동일 노동에 대한 동일 임금을 지급하는 법안을 제출했다. 2년 후 그랜트는 아넬 법안의 수정된 상원 버전에 서명했다. 이 법은 모든 연방 여성 서기에게 완전 보상 급여를 지급하도록 요구했지만, 하위 계층 여성 서기는 예외였다. 이 법은 1870년대에 여성 서기의 급여를 4%에서 20%로 인상했지만, 후원과 가부장적 문화는 계속되었다. 부상하는 참정권 운동을 달래기 위해 공화당의 강령은 여성의 권리를 "존중하는 고려"로 다루어야 한다고 포함했으며, 그랜트는 모든 시민의 동등한 권리를 옹호했다.

### 옐로스톤 국립공원 창설

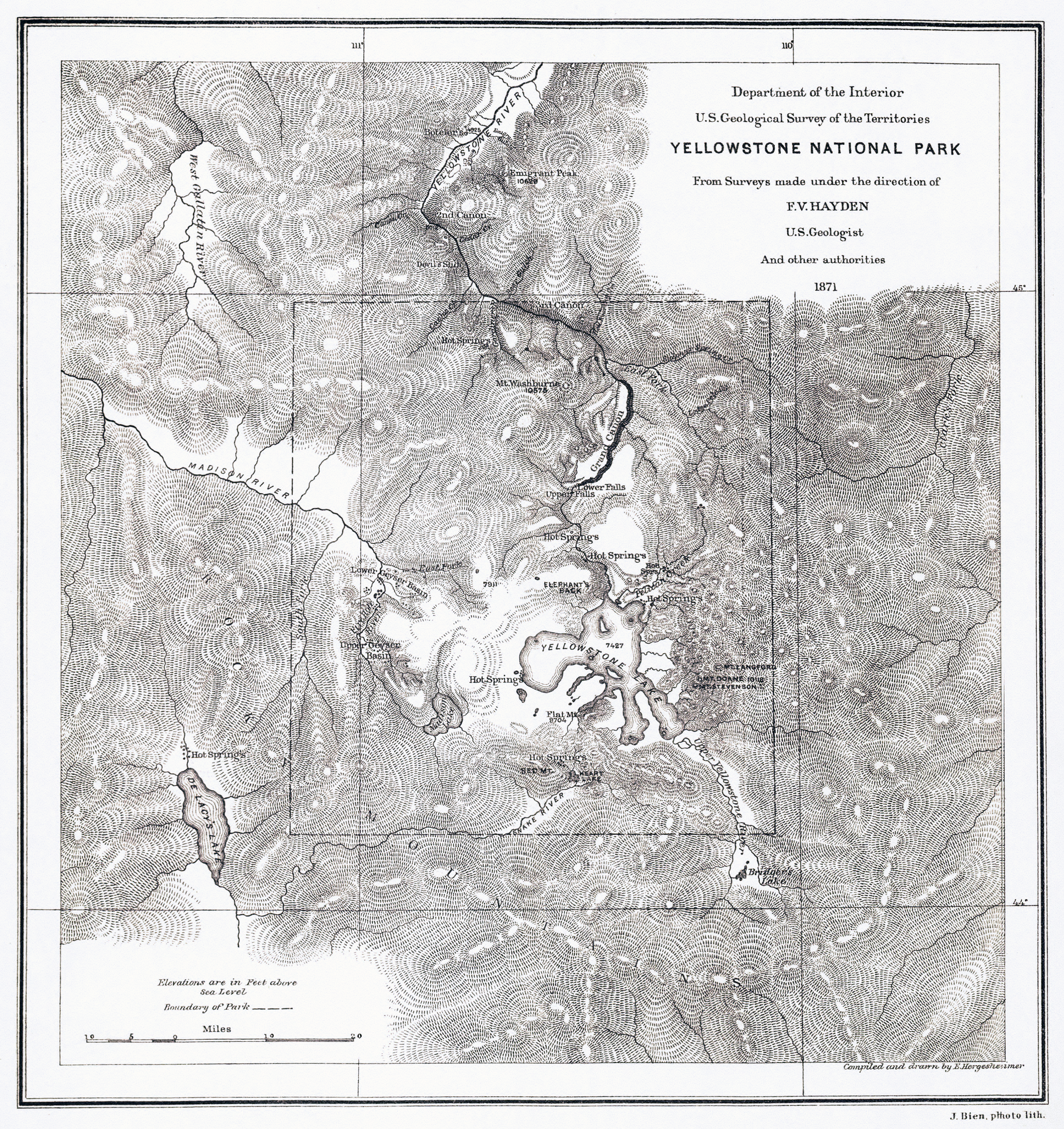
헤이든의 1871년 옐로스톤 지도

1872년 3월 1일, 그랜트는 쿡-폴섬-피터슨(1869), 워시번-랭포드-돈(1870), 헤이든(1871)의 3년간의 탐사로 가능해진 "헌납법"에 서명하여 옐로스톤 지역을 미국 최초의 국립공원으로 지정하는 데 자신의 역할을 했다. 1872년 옐로스톤 법은 공원 내에서 버팔로를 포함한 물고기와 사냥감의 "무분별한 파괴"를 금지했다. 그러나 의회는 밀렵에 대한 집행을 위한 기금이나 법률을 책정하지 않았고, 그 결과 델라노 장관은 관광객을 돕거나 옐로스톤을 침해로부터 보호할 사람들을 고용할 수 없었다. 1880년대까지 버팔로 떼는 수백 마리로 줄어들었고, 대부분은 옐로스톤 국립공원에서 발견되었다. 인디언 전쟁이 끝나면서 의회는 1894년에 자금과 집행 법률을 책정했으며, 그로버 클리블랜드 대통령이 서명하여 옐로스톤의 버팔로와 기타 야생 동물을 보호하고 보존했다. 그랜트는 또한 알래스카의 프리빌로프 제도에서 북방물개털 물범을 보호하는 법률에도 서명했다. 이는 미국 역사상 연방 소유 토지에서 야생 동물을 특별히 보호하는 최초의 법이었다.

### 개혁과 스캔들

#### 공무원 위원회
정치적 후원 제도의 폐해를 개혁하려는 움직임은 그랜트 행정부 시기에 국가적 의제로 떠올랐고, 종교 부흥 운동과 같은 열기를 띠었다. 의원들이 연방 일자리를 배분하는 것은 의회 재선에 필수적인 것으로 여겨졌다. 그랜트는 연방 일자리에 지원하는 모든 지원자들이 대통령이 아닌 부서장에게 직접 지원하도록 요구했다. 그랜트의 임명자 중 두 명인 제이콥 D. 콕스 내무장관과 조지 S. 바우트웰 재무장관은 개혁가들이 옹호하는 시험 제도를 각 부서에 도입했다. 그랜트와 모든 개혁가들은 기존의 임명 제도가 당파적 이점을 극대화하고 효율성과 비당파적인 좋은 정부의 이익을 최소화하는 등 건전하지 않다는 데 동의했다. 역사학자 존 사이먼은 공무원 개혁을 위한 그의 노력이 진심이었지만, 모든 측면에서 비판을 받았고 실패했다고 말한다.
그랜트는 전문 공무원 제도를 권고한 최초의 대통령이었다. 그는 의회를 통해 초기 법안을 추진하고 최초의 미국 공무원 위원회 위원들을 임명했다. 임시 위원회는 경쟁 시험 실시 및 공무원 채용 및 승진에 관한 규정 발행을 권고했다. 그랜트는 1872년에 이 권고들을 시행하도록 명령했으며, 이는 1874년 12월까지 2년간 지속되었다. 연간 수억 달러의 세수를 거두는 뉴욕 세관에서는 이제 입사 지원자들이 필기 공무원 시험을 통과해야 했다. 그랜트가 뉴욕 세관장으로 임명한 체스터 A. 아서는 시험이 부적격한 사람들의 고용을 막았다고 밝혔다. 그러나 의회는 자신을 개혁할 의사가 없었기 때문에 변화를 영구적으로 만들 필요한 법안을 제정하기를 거부하며 장기적인 개혁을 거부했다. 역사학자들은 능력주의 시스템 없이 이루어진 임명인 후원 제도를 부패로 분류해야 하는지에 대해 전통적으로 의견이 나뉘어 있다.
그랜트는 자신의 당을 건설하고 친구들을 돕기 위해 후원을 이용했다. 그는 심지어 유죄일지라도 불의의 희생자라고 생각하거나 적의 공격을 받은 사람들을 보호했다. 그랜트는 친구에 대한 충성을 믿었으며, 한 작가는 이를 "우정의 기사도"라고 불렀다.

#### 뉴욕 세관 링

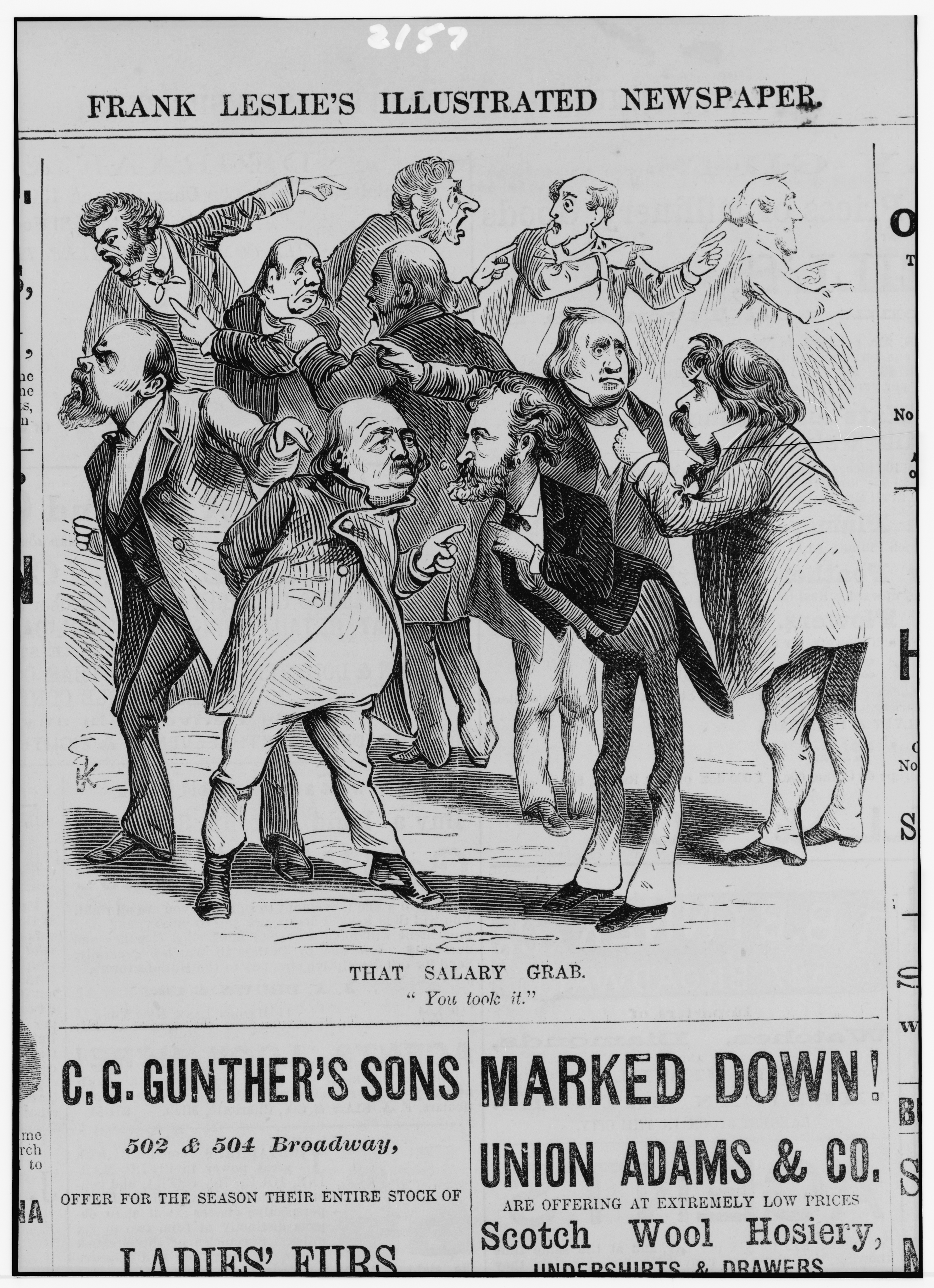
"봉급 강탈"이라는 캡션: "저 봉급 강탈 – '네가 가져갔어'" 프랭크 레슬리(Frank Leslie)의 일러스트 신문 1873년 12월 27일

1872년 대통령 선거 이전에 그랜트 세관 임명자들인 모제스 H. 그릴과 토마스 머피 휘하의 뉴욕 세관에서의 부패에 대해 두 건의 의회 조사와 한 건의 재무부 조사가 진행되었다. 개인 창고들이 부두에서 수입품을 가져가 화주들에게 보관료를 부과했다. 그랜트의 친구인 조지 K. 리트(George K. Leet)는 물품 보관에 대한 과도한 가격 책정과 이익 분배에 연루된 것으로 알려졌다. 그랜트의 세 번째 세관 임명자 체스터 A. 아서는 재무장관 조지 S. 바우트웰의 개혁안을 시행하여 물품이 개인 창고 대신 부두에서 보호되도록 했다.

#### 스타 루트 우편 링
1870년대 초반 그랜트 행정부 시기에 수익성 높은 우편 노선 계약이 태평양 연안과 미국 남부 지역의 현지 계약자들에게 주어졌다. 이들은 공식 우체국 문서에 별표가 표시되어 있어 스타 루트로 알려졌다. 이 외딴 노선들은 수백 마일에 걸쳐 있었고, 마차로 미국의 가장 시골 지역까지 이어졌다. 이 귀한 우편 계약을 따내는 과정에서 우편 계약 사무소에서 복잡한 뇌물과 허수아비 입찰 조직이 형성되었다. 이 조직은 계약자, 우편 직원, 그리고 다양한 중간 브로커들로 구성되었다. 허수아비 입찰은 1869년 그랜트가 임명한 존 크레스웰이 우정청장으로 재직할 때 가장 성행했다. 1872년 이 문제에 대한 연방 조사에서 크레스웰은 무죄를 선고받았지만, 하원의 소수 보고서에 의해 비난을 받았다. 한 우편 계약자가 제42차 의회에 4만 달러의 뇌물을 준 것이 조사 결과를 오염시켰다. 1876년 민주당 하원 하의 또 다른 의회 조사로 인해 우편 조직은 몇 년 동안 폐쇄되었다.

#### 봉급법
1873년 3월 3일, 그랜트는 대통령의 연봉을 연 25,000달러에서 50,000달러로, 그리고 의원들의 봉급을 2,500달러 인상하는 법에 서명했다. 하원의원들은 또한 이전 2년간의 근무에 대한 소급 봉급 보너스를 받았다. 이는 비밀리에 이루어졌으며 일반 세출 법안에 추가되었다. 개혁 지향적인 신문들은 즉시 이 법을 폭로했고, 이 보너스는 1874년 1월에 폐지되었다. 그랜트는 이 법안에 거부권을 행사하고 좋은 정부를 위한 강력한 성명을 발표할 기회를 놓쳤다.

### 1872년 선거

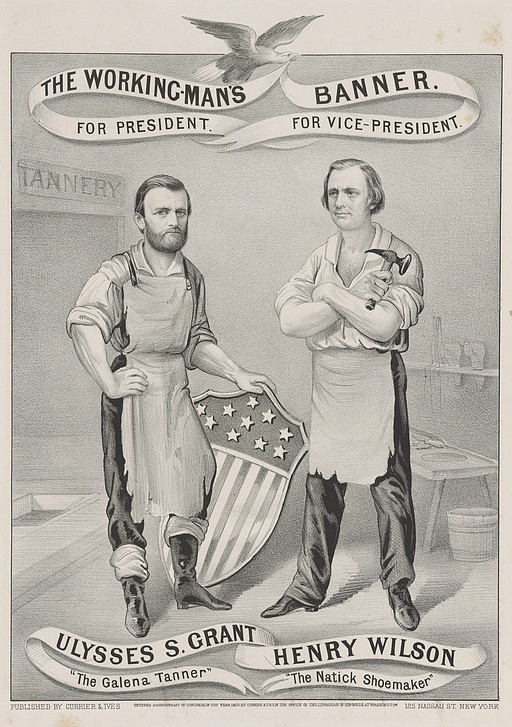
그랜트-윌슨 선거 포스터 1872년

그의 첫 임기가 마지막 해에 접어들면서, 그랜트는 그의 행정부를 둘러싼 부패 혐의에도 불구하고 전국적으로 여전히 인기가 많았다. 공화당원들이 1872년 전당대회에 모였을 때 그는 만장일치로 재선 후보로 지명되었다. 헨리 윌슨은 스캔들로 오염된 스카일러 콜팩스 부통령을 대신하여 그의 러닝메이트로 선정되었다. 당 강령은 높은 관세와 남부 주들의 5개 군사 지구를 지지하는 급진적 재건 정책의 지속을 옹호했다.
그랜트의 첫 임기 동안 상당수의 공화당원들은 당에 완전히 실망했다. 스캔들에 지쳐 그랜트의 여러 정책에 반대하며 당을 떠나 자유 공화당을 결성했다. 1872년 5월에 열린 당의 유일한 전당대회에서 뉴욕 트리뷴 편집자 호러스 그릴리가 대통령 후보로, 벤저민 그라츠 브라운이 부통령 후보로 지명되었다. 그들은 공무원 개혁, 낮은 관세, 그리고 전 남부 연합 병사들에 대한 사면을 옹호했다. 그들은 또한 재건을 끝내고 남부의 지방 자치를 회복하기를 원했다.

1872년 선거인단 투표 결과

이 시기에 강력한 자체 후보가 없었던 민주당은 그랜트 반대표를 결집할 기회를 보고 마지못해 그릴리와 브라운을 후보로 채택하며 그릴리 대세에 합류했다. 이는 미국 역사상 주요 정당이 제3당 후보를 지지한 유일한 사례이다.
그랜트는 이전 현직 대통령들과 마찬가지로 선거 운동을 하지 않았지만, 수천 명의 후원 임명자로 구성된 효율적인 당 조직이 그를 대신하여 선거 운동을 했다. 프레더릭 더글러스는 그랜트를 지지하며 흑인 유권자들에게 그랜트가 폭력적인 쿠 클럭스 클랜을 파괴했음을 상기시켰다. 그릴리는 9월 말 5개 주 선거 운동 투어에 착수하여 거의 200번의 연설을 했다. 그의 선거 운동은 잘못된 발언과 당황스러운 순간들로 얼룩졌다.
그러나 자유 공화당원과 민주당원 간의 정치적 내분과 여러 선거 운동 실수로 인해, 건강이 좋지 않던 그릴리는 그랜트에게 상대가 되지 못했고, 그랜트는 압도적인 승리를 거두었다. 그랜트는 352개의 선거인단 투표 중 286표를 얻었으며, 전국적으로 유권자 투표의 55.8%를 얻었다. 대통령의 재선 승리는 또한 의회 양원에 압도적인 공화당 다수를 가져왔다. 격렬한 정치 선거 운동 후 실의에 빠진 그릴리는 선거 몇 주 후에 사망했다. 그릴리에 대한 존경의 표시로 그랜트는 그의 장례식에 참석했다.

## 2기 (1873~1877)

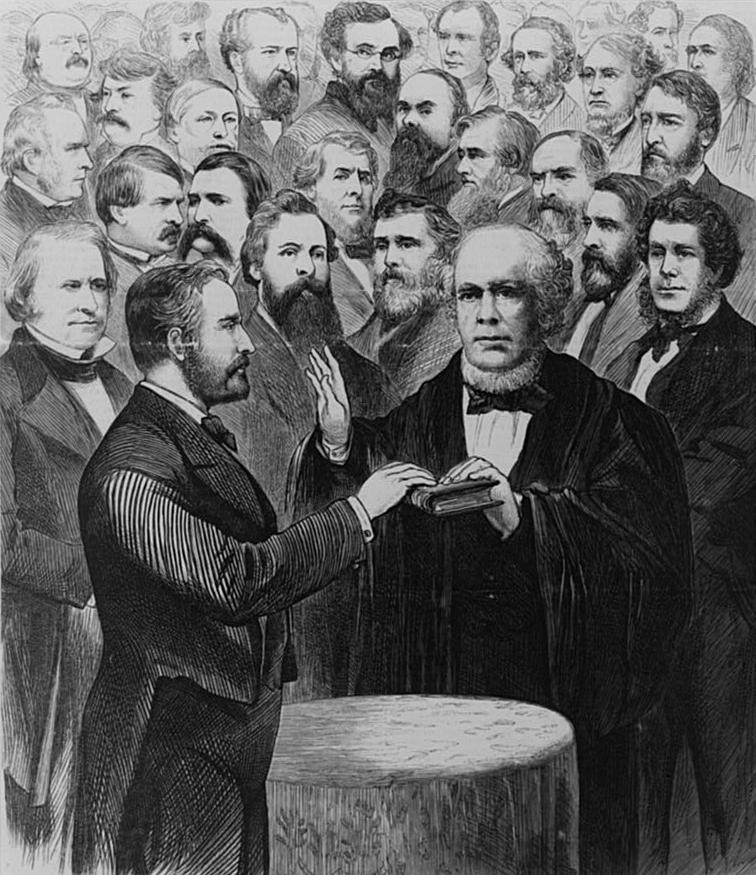
1873년 3월 4일 새먼 P. 체이스 대법원장이 주요 관리들이 지켜보는 가운데 그랜트의 2기 대통령 취임식

율리시스 그랜트 대통령의 두 번째 취임식은 1873년 3월 4일 화요일에 열렸고, 그의 두 번째 4년 임기가 시작되었다. 이어서, 취임 만찬은 음식이 얼어 일찍 끝났다. 백악관을 떠나, 새로 포장된 펜실베이니아 애비뉴를 따라 행렬이 그랜트를 호위하여 국회 의사당 건물 앞 취임식장으로 향했다. 이 거리는 모두 깃발과 배너로 장식되어 있었다. 새먼 P. 체이스 대법원장이 대통령 취임 선서를 집행했다. 이 취임식은 해 뜰 때 온도가 겨우 섭씨 영하 14도에 불과하여 미국 역사상 가장 추운 취임식 중 하나였다. 취임식 후에는 펜실베이니아 애비뉴를 따라 취임 퍼레이드가 시작되었다. 더 워싱턴 스타는 "전체 경로를 따라 사설 관람대와 창문은 초과할 정도로 붐볐다"고 보도했다. 퍼레이드는 다양한 군부대와 군악대, 시민 단체들로 구성되었다. 화려한 복장을 한 군부대가 가장 눈에 띄었다. 총 약 12,000명의 행진자가 참여했으며, 여기에는 여러 아프리카계 미국인 병사 부대도 포함되었다. 취임 만찬에는 약 6,000명이 참석했다. 그랜트의 취임 만찬이 넓은 공간에서 열리고 우아한 전채 요리, 음식, 샴페인을 선보일 수 있도록 큰 주의를 기울였다. 이 행사를 수용하기 위해 주디셔리 광장에는 커다란 임시 목조 건물이 지어졌다. 그랜트는 밤 11시 30분경에 도착했고 춤이 시작되었다.
이것은 헨리 윌슨의 부통령으로서의 유일한 임기였다. 윌슨은 이 임기 중 2년 263일 만에 사망했고, 그 기간 동안 직위는 공석으로 남아 있었다.

### 재건 지속
그랜트는 수정 헌법 제14조와 제15조의 집행에 적극적이었고, 아프리카계 미국인의 시민권을 침해한 수천 명을 기소했다. 그는 루이지애나, 미시시피, 사우스캐롤라이나에서 정치적 반란을 진압하기 위해 군사력을 사용했다. 그는 19세기 다른 어떤 대통령보다 시민권 법률의 군사 및 법무부 집행과 아프리카계 미국인 보호를 적극적으로 활용했다. 그는 쿠 클럭스 클랜을 약화시키기 위해 자신의 모든 권한을 사용했고, 남부의 폭력과 위협을 줄였다. 그는 제임스 밀턴 터너를 외국에 파견된 최초의 아프리카계 미국인 공사로 임명했다. 시민권 증진의 선두 주자였던 찰스 섬너와의 관계는 그랜트의 산토도밍고 조약 획득 계획에 대한 섬너 상원의원의 반대로 인해 파탄났다. 그랜트는 섬너가 추천한 인사들을 해고하고 동맹자들을 통해 섬너의 외교위원회 위원장직을 박탈함으로써 보복했다. 섬너는 1872년에 그랜트의 재선에 맞서 싸우기 위해 자유 공화당 운동에 참여했다.
1872년 선거 이후 공화당 주 정부에 대한 보수적 저항이 커졌다. 1872년 클랜이 파괴되면서 딥 사우스에서는 새로운 비밀 준군사 조직들이 생겨났다. 미시시피, 노스캐롤라이나, 사우스캐롤라이나, 루이지애나에서는 레드셔츠와 화이트 리그가 공공연히 활동했으며, 쿠 클럭스 클랜보다 더 잘 조직되었다. 그들의 목표는 공화당을 축출하고 보수적인 백인들을 권력으로 되돌리고, 이를 달성하는 데 필요한 불법적인 방법을 사용하는 것이었다. 참전 용사들에게 충성했던 그랜트는 아프리카계 미국인들이 보호를 받을 것이라고 확고하게 결정했다.

#### 콜팩스 학살
1872년 11월 4일 선거 이후, 루이지애나는 분열된 주였다. 논란이 많았던 선거에서 두 후보가 주지사 승리를 주장했다. 흑인 공화당원들을 위협하기 위해 폭력이 사용되었다. 자유 공화당원과 민주당원의 통합당은 존 맥에너리를 승리자로 주장했고, 공화당은 미국 상원의원 윌리엄 P. 켈로그를 주장했다. 두 달 후 각 후보는 1873년 1월 13일에 주지사로 취임했다. 연방 판사는 켈로그가 정당한 선거 승자라고 판결하고 그와 공화당 기반의 다수파를 착석시키라고 명령했다. 화이트 리그는 맥에너리를 지지하고 켈로그를 직위에서 해임하기 위해 군사력을 사용할 준비를 했다. 그랜트는 법원 명령을 집행하고 켈로그를 보호하기 위해 군대를 파견하라고 명령했다. 3월 4일, 정전협정 기치 아래 연방군과 켈로그의 주 민병대는 맥에너리의 통합당 반란을 격파했다.

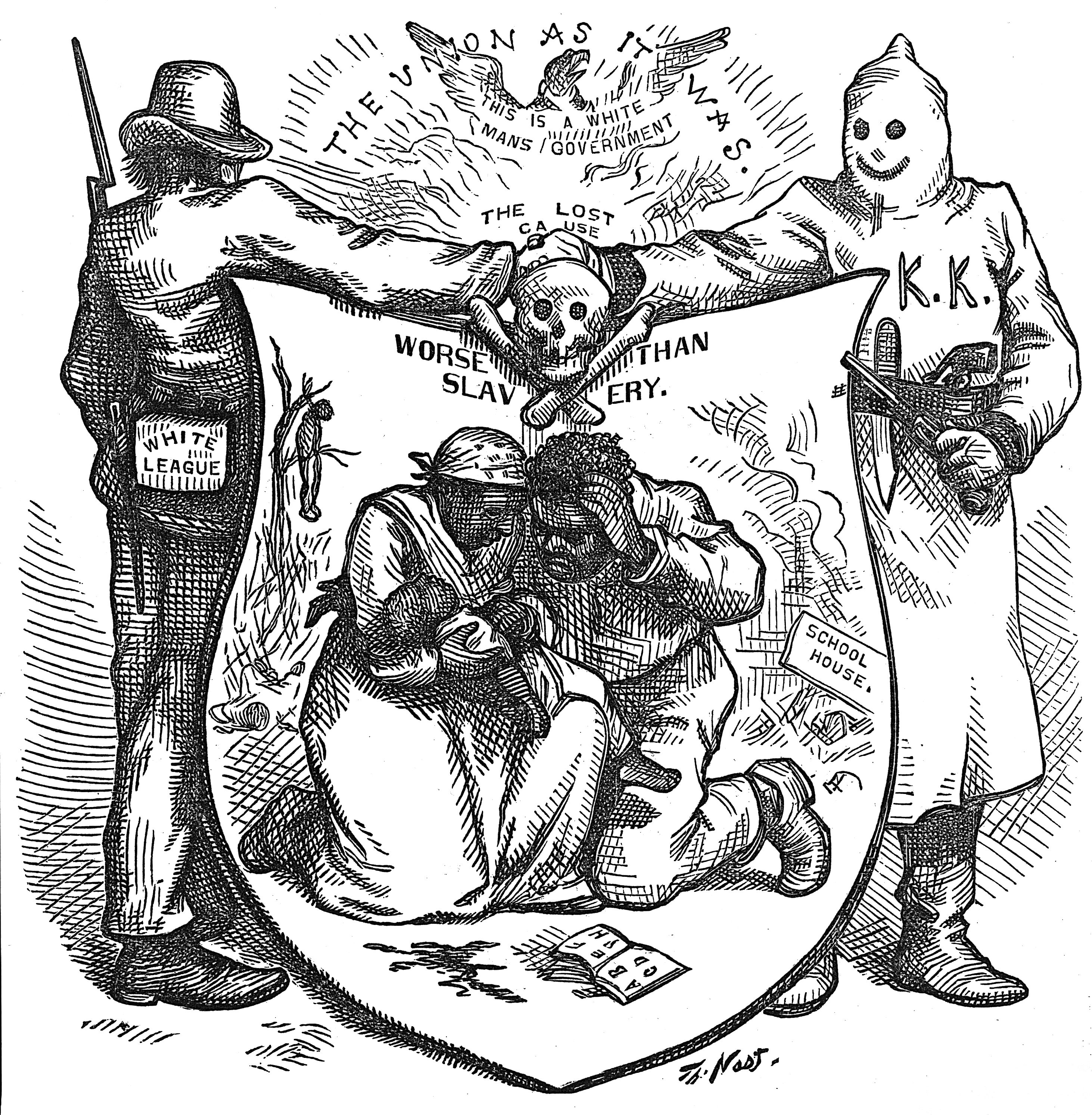
1874년 루이지애나 화이트 리그 부대가 흑인 공화당원들을 테러했다.

그랜트군 콜팩스 법원에 어떤 판사와 보안관이 임명될 것인지에 대한 분쟁이 발생했다. 켈로그가 임명한 두 사람은 3월 25일에 흑인 주 민병대원들의 도움과 보호를 받아 법원 건물을 점거했다. 그리고 4월 13일, 화이트 리그 군대가 법원을 공격하여 포로로 잡힌 흑인 민병대원 50명을 학살했다. 총 105명의 흑인이 켈로그 주지사를 위해 콜팩스 법원을 방어하려다 살해되었다. 4월 21일, 그랜트는 질서를 회복하기 위해 미국 제19보병연대를 파견했다. 5월 22일, 그랜트는 루이지애나의 질서를 회복하기 위한 새로운 선언을 발표했다. 5월 31일, 맥에너리는 마침내 자신의 추종자들에게 대통령의 "강제 명령"에 따르라고 말했다. 이 명령은 뉴올리언스와 루이지애나 대부분에 짧은 평화를 가져왔지만, 아이러니하게도 그랜트군은 예외였다.

#### 아칸소의 브룩스-백스터 전쟁
1872년 가을, 아칸소의 공화당은 분열되어 두 명의 주지사 후보, 엘리샤 백스터와 조지프 브룩스를 내세웠다. 선거는 대규모 부정으로 얼룩졌지만, 백스터가 승자로 선언되어 취임했다. 브룩스는 결코 포기하지 않았고, 마침내 1874년, 지역 판사가 브룩스가 직위에 대한 자격이 있다고 판결하고 그를 취임시켰다. 양측은 민병대를 동원했고, 폭동과 싸움이 거리에서 피를 흘렸다. 그랜트 대통령이 누구의 편을 들지 – 백스터인지 브룩스인지 – 에 대한 추측이 난무했다. 그랜트는 지연하며 아칸소 정부의 공동 회의를 요청하여 평화적으로 누가 주지사가 될지 결정하도록 했지만, 백스터는 참여를 거부했다. 1874년 5월 15일, 그랜트는 백스터가 아칸소의 합법적인 주지사라고 선언했고, 적대 행위는 중단되었다. 1874년 가을, 아칸소 주민들은 백스터를 퇴출시켰고, 공화당원과 리디머들이 권력을 잡았다.
몇 달 후인 1875년 초, 그랜트는 브룩스가 1872년에 합법적으로 선출되었다고 발표했다. 그랜트는 병력을 파견하지 않았고, 브룩스는 다시 직위를 얻지 못했다. 대신 그랜트는 그를 리틀록의 미국 우체국장이라는 고액의 후원 직위에 임명했다. 그랜트의 법률적 접근 방식은 평화적으로 갈등을 해결했지만, 아칸소 공화당을 완전히 혼란에 빠뜨렸고, 그랜트의 명성을 더욱 실추시켰다.

#### 빅스버그 폭동
1874년 8월, 빅스버그 시 정부는 공화당원과 민주당원으로 구성된 백인 개혁당 후보들을 선출했다. 그들은 도시 지출과 세금을 줄이겠다고 약속했다. 그러한 의도에도 불구하고, 새로운 백인 시 공무원들이 아프리카계 미국인이 다수인 카운티 정부를 공격하면서 개혁 운동은 인종차별적으로 변했다. 화이트 리그는 워런군 보안관이자 세금 징수원인 흑인 크로스비의 생명을 위협하고 추방했다. 크로스비는 공화당 주지사 아델버트 에임스에게 보안관 직위를 되찾기 위해 도움을 요청했다. 에임스 주지사는 그에게 다른 아프리카계 미국인들을 데리고 가서 무력을 사용하여 합법적인 직위를 유지하라고 말했다. 당시 빅스버그의 인구는 12,443명이었고, 그 중 절반 이상이 아프리카계 미국인이었다.
1874년 12월 7일, 크로스비와 아프리카계 미국인 민병대는 빅스버그에 접근했다. 그는 백인들이 "폭력배, 야만인, 그리고 정치적 밴디티"라고 말했다. 백인 준군사 병력에 대한 일련의 충돌이 발생하여 아프리카계 미국인 29명과 백인 2명이 사망했다. 백인 민병대는 카운티 법원과 감옥을 통제했다.
12월 21일, 그랜트는 빅스버그 주민들에게 싸움을 중단하라는 대통령 선언을 발표했다. 이 지역을 담당하는 루이지애나 주둔 필립 셰리든 장군은 연방군을 파견하여 크로스비를 보안관으로 복직시키고 평화를 회복했다. 이 문제에 대해 질문을 받았을 때, 에임스 주지사는 크로스비에게 아프리카계 미국인 민병대를 사용하라고 지시한 적이 없다고 부인했다. 1875년 6월 7일, 크로스비는 술집에서 술을 마시던 중 백인 부보안관에게 머리에 총을 맞았다. 그는 살아남았지만, 부상에서 완전히 회복되지 못했다. 총격의 기원은 미스터리로 남아 있었다.

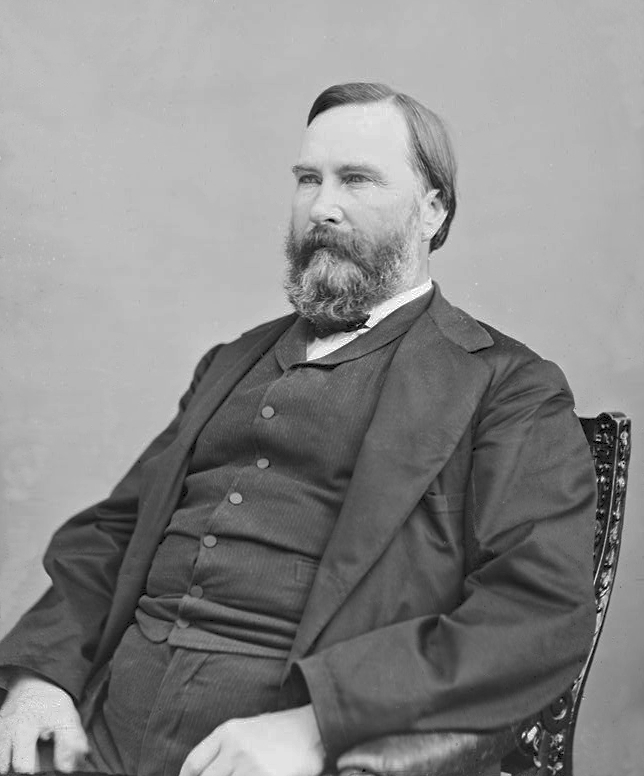
전 남부 연합군 장군 제임스 롱스트리트와 아프리카계 미국인 민병대는 1874년 9월 뉴올리언스에서 백인 우월주의 폭동을 막으려 시도했다.

#### 루이지애나 반란 및 쿠데타
1874년 9월 14일, 화이트 리그와 민주당 민병대는 뉴올리언스 주의회를 장악했고, 공화당 주지사 윌리엄 P. 켈로그는 도주할 수밖에 없었다. 전 남부 연합군 장군 제임스 롱스트리트는 3,000명의 아프리카계 미국인 민병대와 400명의 광역 경찰을 이끌고 8,000명의 화이트 리그 병력에 대한 반격을 시도했다. 전 남부 연합군 병사들로 구성된 숙련된 화이트 리그 병력은 롱스트리트의 군대를 격파했다. 9월 17일, 그랜트는 연방군을 파견하여 켈로그에게 정부를 복원시켰다. 이어진 11월 논란의 선거에서는 감정이 고조되고 폭력과 사기가 난무했다. 뉴올리언스의 상황은 통제 불능이 되어가고 있었다. 그 결과 공화당원 53명과 민주당원 53명이 선출되었고, 5개의 남은 의석은 의회에서 결정될 예정이었다.
그랜트는 선거를 주의 깊게 지켜보고 있었고, 주 내에서 법과 질서를 유지하기 위해 비밀리에 필립 셰리든을 보냈다. 셰리든은 1875년 1월 4일 의회 개회 몇 일 전에 뉴올리언스에 도착했다. 회의에서 민주당은 다시 군사력을 사용하여 공화당의 손에서 주 정부 건물을 장악했다. 처음에는 민주당이 레지스 드 트로브리앙 대령 휘하의 연방군에 의해 보호받았고, 도망친 공화당원들은 주 정부 건물 복도에서 제거되었다. 그러나 켈로그 주지사는 트로브리앙에게 공화당원들을 다시 착석시켜 달라고 요청했다. 트로브리앙은 주 의사당으로 돌아와 총검을 사용하여 민주당원들을 건물 밖으로 강제 퇴거시켰다. 공화당원들은 연방군의 보호를 받으며 그들만의 의장들과 함께 자체 하원을 조직했다. 셰리든은 오후 9시에 걸프만 지역을 자신의 지휘권에 편입시키면서, 연방군이 이전에도 민주당원들을 보호했으므로 중립을 지켰다고 주장했다.

#### 1875년 시민권법
그랜트는 대통령 재임 기간 내내 "국적, 피부색, 종교에 관계없이" 모든 미국인의 시민권에 지속적으로 관심을 기울였다. 그랜트는 1875년 시민권법을 작성하는 데 아무런 역할도 하지 않았지만, 공화당이 의회의 통제력을 잃기 며칠 전에 서명했다. 이 새 법은 모든 사람이 공공 식당, 호텔, 오락 시설을 이용할 수 있도록 고안되었다. 이는 특히 미국 전역에서 차별받던 아프리카계 미국인을 보호하기 위한 것이었다. 이 법안은 1872년에 시민권 법안을 통과시키려 했던 찰스 섬너 상원의원을 기리기 위해 통과되기도 했다. 그는 의회에 보낸 여섯 번째 메시지에서 자신의 견해를 요약했다. "내가 행정부 수반으로 있는 한 의회의 모든 법률과 헌법 조항은 엄격하게 집행될 것이다... 흑인을 시민이자 유권자로 대우하라, 그는 그렇고 그래야 한다... 그러면 우리는 지역적 간섭에 대한 불평이 없을 것이다." 2009년 C-SPAN 대통령 평가 설문조사에서 모든 사람을 위한 평등한 정의 추구 부문에서 그랜트는 9점을 받아 상위 10위 안에 들었다. 1875년 시민권법은 흑인들에게 거의 가치가 없었다. 법무부와 연방 판사들은 일반적으로 이를 집행하기를 거부했고, 대법원은 1883년에 이를 위헌이라고 선언했다. 역사학자 윌리엄 길레트는 이를 "미미한 승리"라고 불렀다.

#### 1876년 사우스캐롤라이나

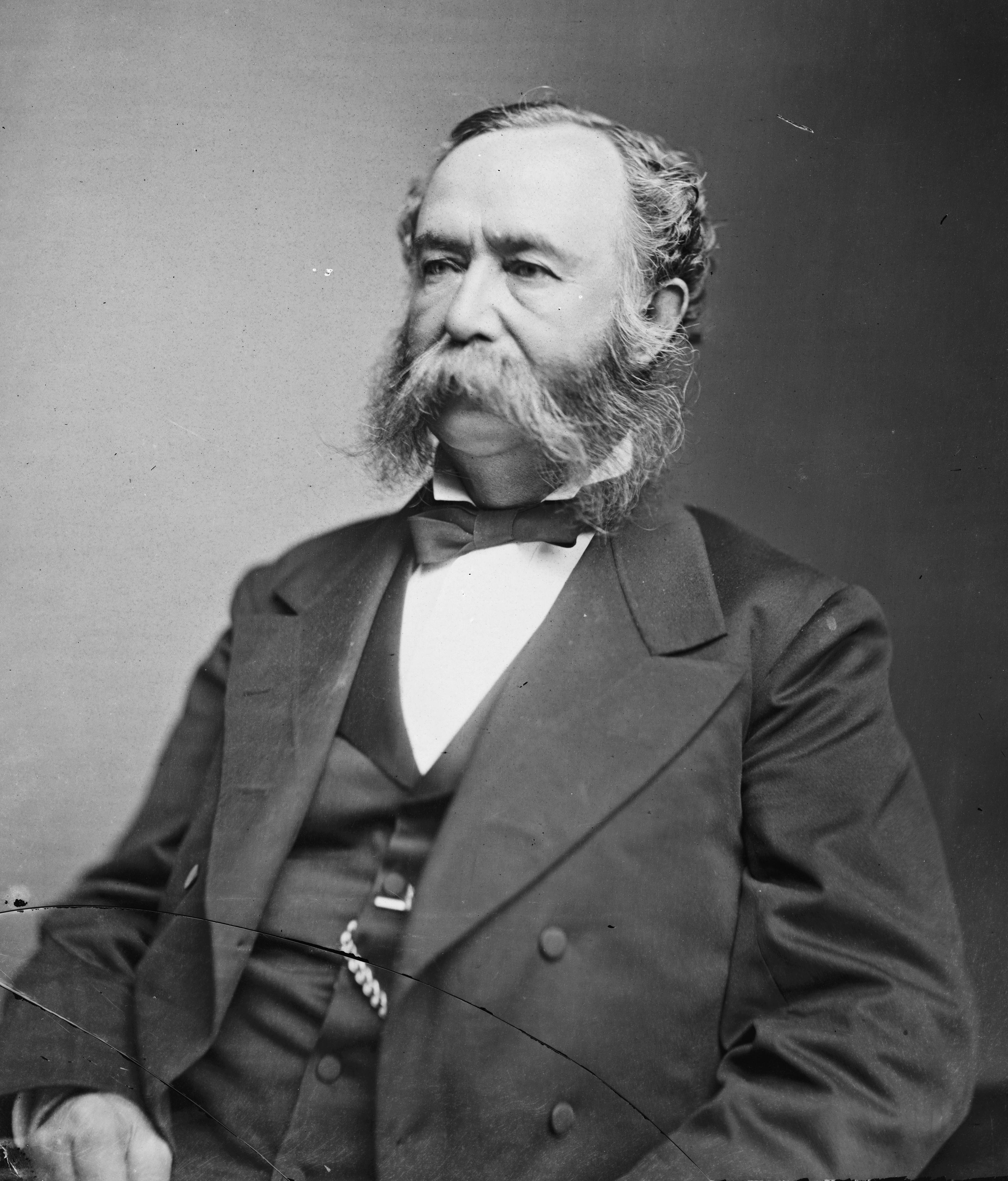
전 남부 연합군 장교 웨이드 햄튼 3세는 1876년 사우스캐롤라이나 주지사 선거에서 테러 단체 레드셔츠의 지지를 받았다.

1876년 선거의 해, 사우스캐롤라이나는 공화당 주지사 다니엘 헨리 챔벌레인에 대한 반란 상태에 있었다. 보수주의자들은 폭력과 협박을 통해 전 남부 연합군 웨이드 햄튼의 선거 승리를 확고히 하려 했다. 공화당은 챔벌레인을 두 번째 임기로 지명했다. 붉은 셔츠를 입은 햄튼 지지자들은 총격과 고함을 지르며 공화당 집회를 방해했다. 1876년 7월 8일, 함부르크에서 5명의 아프리카계 미국인이 살해되면서 긴장이 폭력으로 치달았다. 레드셔츠를 입은 소총 클럽은 흑인들보다 더 잘 무장되어 있었다. 사우스캐롤라이나는 챔벌레인 정부보다 "폭민정치와 유혈사태"에 의해 더 많이 지배되었다.
1876년 9월 6일 찰스턴에서 "킹 스트리트 폭동"으로 알려진 사건이 발생했을 때 흑인 민병대는 반격했다. 백인 민병대는 연방군의 개입 가능성에 대한 우려로 방어적인 자세를 취했다. 그리고 9월 19일, 레드셔츠는 엘런턴 밖에서 30명에서 50명의 아프리카계 미국인을 공개적으로 살해함으로써 공격적인 행동을 취했다. 학살 중에 주 대표 사이먼 코커가 살해되었다. 10월 7일, 챔벌레인 주지사는 계엄령을 선포하고 모든 "소총 클럽" 회원들에게 무기를 내려놓으라고 말했다. 한편, 웨이드 햄튼은 챔벌레인이 사우스캐롤라이나를 통치하지 않는다는 것을 끊임없이 상기시켰다. 절박한 챔벌레인은 그랜트에게 편지를 써서 연방의 개입을 요청했다. "케인호이 폭동"은 10월 15일 공화당이 케인호이 외곽의 "벽돌 교회"에서 집회를 열었을 때 발생했다. 흑인과 백인 모두 총격을 가했고, 백인 6명과 흑인 1명이 사망했다. 엘런턴과 케인호이 폭동에 화가 난 그랜트는 마침내 1876년 10월 17일 대통령 선언을 발표하고 모든 사람들에게 3일 이내에 불법 활동을 중단하고 집으로 돌아가라고 명령했다. 총 1,144명의 연방 보병이 사우스캐롤라이나에 파견되었고, 폭력은 멈췄다. 선거일은 조용했다. 햄튼과 챔벌레인 모두 승리를 주장했고, 한동안 둘 다 주지사 역할을 했다. 햄튼은 러더퍼드 B. 헤이스 대통령이 연방군을 철수시키고 챔벌레인이 주를 떠난 후 1877년에 직위를 맡았다.

### 재정 정책

#### 1873년 공황

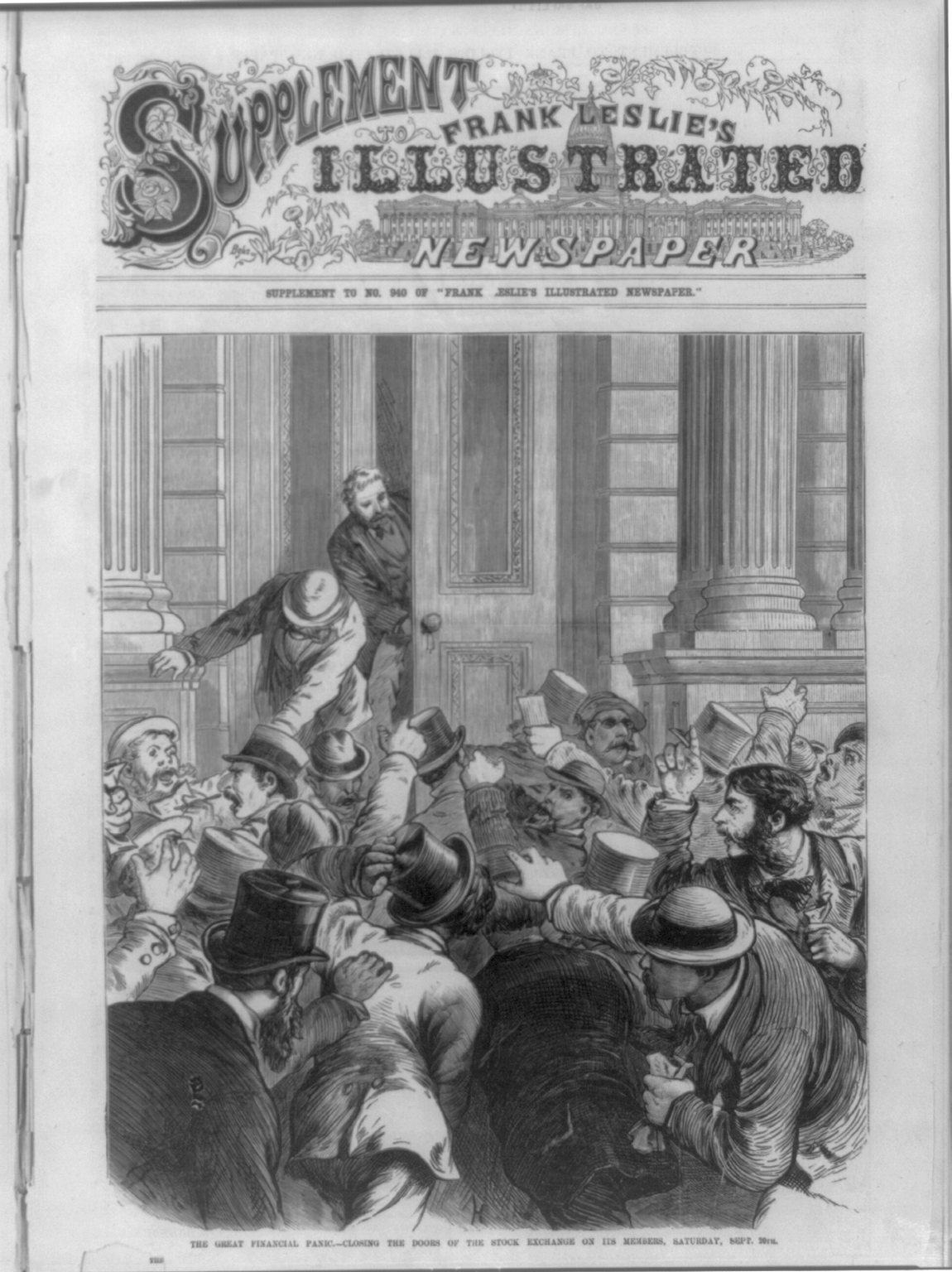
뉴욕증권거래소가 1873년 9월 20일 문을 닫았다.

1868년에서 1873년 사이에 미국 경제는 철도 건설, 제조업 확장, 농업 생산 번성으로 인해 주로 견고했다. 그러나 재정 부채, 특히 철도 투자에서, 민간 및 연방 부문에 걸쳐 확산되었다. 시장은 1873년 7월 브루클린 트러스트 컴퍼니가 파산하고 폐쇄되면서 붕괴하기 시작했다. 리처드슨 장관은 1,400만 달러의 연방 채권을 지불하기 위해 금을 팔았다. 두 달 후, 1873년 공황이 국가 경제를 붕괴시켰다. 9월 17일, 주식 시장이 폭락했고, 이어서 9월 18일 뉴욕 창고 & 보안 회사, 9월 19일 제이 쿡 & 컴퍼니가 파산했다. 9월 19일, 그랜트는 리처드슨 장관 (바우트웰의 후임)에게 1,000만 달러의 채권을 구매하라고 명령했다. 리처드슨은 통화 공급을 확대하기 위해 그린백을 사용하여 이를 이행했다. 9월 20일, 뉴욕 증권거래소 (NYSE)는 10일 동안 문을 닫았다. 뉴욕으로 여행한 그랜트는 리처드슨과 함께 은행가들을 만났는데, 이들은 그랜트에게 상충되는 금융 조언을 주었다.
워싱턴으로 돌아온 그랜트와 리처드슨은 국고에서 수백만 달러의 그린백을 뉴욕으로 보내 채권을 매입했고, 9월 24일에 매입을 중단했다. 1874년 1월 초까지 리처드슨은 총 2,600만 달러의 그린백을 국고 보유고에서 경제에 방출하여 월스트리트를 구제했지만, 5년간 지속될 전국적인 장기불황을 막지는 못했다. 수천 개의 사업체가 문을 닫았고, 일일 임금은 3년간 25% 하락했으며, 실업률은 14%로 치솟았다.

#### 인플레이션 법안 거부 및 타협

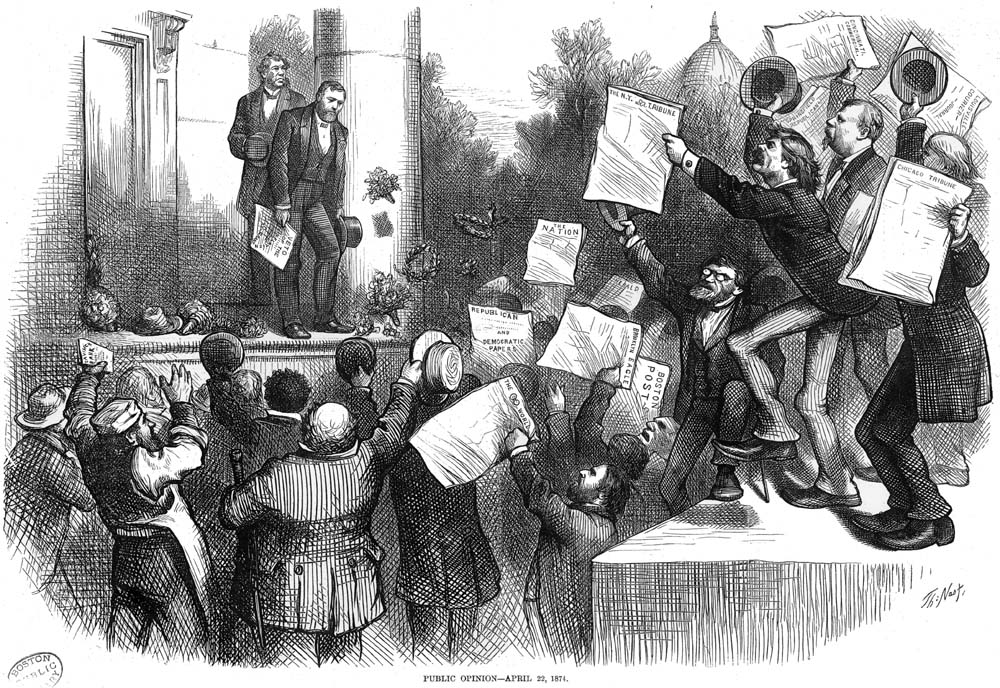
토마스 나스트의 정치 풍자화: 1874년 4월 22일 "인플레이션 법안"에 대한 그랜트의 거부권 행사를 축하하다.

그랜트와 리처드슨의 1873년 공황에 대한 온건한 인플레이션 대응은 의회가 더욱 공격적인 정책을 추구하도록 장려했다. 그린백 방출의 합법성은 불법으로 추정되었다. 1874년 4월 14일, 의회는 그린백 최고액을 400,000달러로 설정하여 재무부가 이전에 방출한 2,600만 달러의 예비 그린백을 소급하여 합법화하는 인플레이션 법안을 통과시켰다. 이 법안은 추가로 1,800만 달러의 그린백을 원래 4억 달러 한도까지 방출했다. 더 나아가, 이 법안은 추가로 4,600만 달러의 지폐를 승인하고 그 최고액을 4억 달러로 인상했다. 동부 은행가들은 채권과 금으로 사업을 하는 외국인 투자자들에 대한 의존성 때문에 그랜트에게 법안에 거부권을 행사하도록 강력히 로비했다. 그랜트 내각의 대부분은 공화당 선거를 확보하기 위해 법안을 선호했다. 그랜트의 보수적인 국무장관 해밀턴 피시는 그랜트가 법안에 서명하면 사임하겠다고 위협했다. 1874년 4월 22일, 법안에 서명하고 싶었던 자신의 이유를 평가한 후, 그랜트는 국가의 신용을 파괴할 것이라고 믿었기 때문에 공화당의 인기 있는 선거 전략에 반하여 예기치 않게 법안에 거부권을 행사했다.
의회는 1874년 6월 20일 그랜트가 서명한 타협 법안을 통과시켰다. 이 법은 리처드슨이 방출한 2,600만 달러를 합법화하고 그린백의 최대치를 3억 8,200만 달러로 설정했다. 최대 5,500만 달러의 국립 은행권이 과잉 상태인 주에서 최소한의 금액을 가진 주로 재분배될 것이었다. 이 법은 국가 경제에 거의 도움이 되지 않았다.

#### 금본위제 회복법
1875년 1월 14일, 그랜트는 금본위제 회복법에 서명했고, 그는 더할 나위 없이 기뻐했다. 그는 의회에 서한을 보내 법 통과를 축하했다. 이 법안은 오하이오 공화당 상원의원 존 셔먼이 작성했다. 이 법은 유통되는 지폐를 금화 및 은화로 교환할 수 있도록 규정했으며, 1879년 1월 1일부터 시행될 예정이었다. 또한 이 법은 유통되는 그린백의 수를 점진적으로 줄이는 조치를 시행하도록 했다. 당시 1달러 미만의 "종이 동전" 통화가 있었고, 이것들은 은화로 교환될 것이었다. 그 효과는 통화를 안정시키고 소비자 돈을 "금처럼 좋다"는 것으로 만들었다. 인플레이션을 통제할 연방준비제도 시스템이 없던 시대에 이 법은 경제를 안정시켰다. 그랜트는 이를 자신의 행정부의 특징이라고 생각했다.

### 외교 정책
그랜트의 2기 재임 기간 동안 외교 문제는 평화롭게 관리되었다. 역사학자들은 해밀턴 피시 국무장관의 매우 효과적인 외교 정책을 높이 평가한다. 로널드 세드릭 화이트는 그랜트에 대해 "모두가 그가 해밀턴 피시를 국무장관으로 임명했을 때 잘 선택했다고 동의했다"고 말한다.

#### 버지니우스 사건

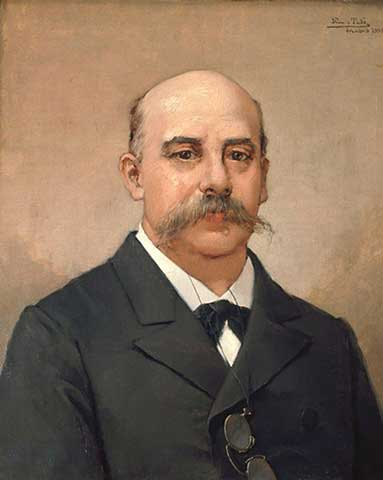
에밀리오 카스텔라르스페인 공화국 대통령 (1873년–1874년)

1873년 10월 31일, 미국 국기를 달고 쿠바 반군을 돕기 위해 전쟁 물자와 인력을 운반하던 증기선 버지니우스호가 (미국과 스페인 법을 위반하여) 나포되어 쿠바로 끌려갔다. 서둘러 진행된 재판 후, 현지 스페인 관리들은 잠재적 반란군 53명을 처형했으며, 그 중 8명은 미국 시민이었다. 마드리드에서 처형 연기 명령이 너무 늦게 도착했다. 미국과 스페인 양국에서 전쟁 위협이 고조되었는데, 이는 마드리드 주재 미국 공사였던 은퇴한 장군 다니엘 시클스의 호전적인 통신으로 더욱 심화되었다. 피시 국무장관은 위기 상황에서 침착함을 유지했고, 조사 결과 버지니우스호가 미국 국기를 달 자격이 있었는지에 대한 의문이 제기되었다. 스페인 공화국 대통령 에밀리오 카스텔라르는 비극에 대해 깊은 유감을 표명하며 중재를 통해 배상을 할 용의가 있다고 밝혔다. 피시는 스페인 공사 세뇨르 폴로 데 바르나베와 배상 협상을 벌였다. 그랜트의 승인 아래, 스페인은 버지니우스호를 인도하고, 처형된 미국인들의 유가족에게 배상금을 지불하며, 미국 국기에 경례하기로 했다. 이 사건은 조용히 마무리되었다.
그랜트는 이 사건에서 중요한 역할을 했다. 그랜트는 플로리다 연안에 미국 전함을 파견하고 셔먼 장군 및 전쟁부와 쿠바 침공 계획을 논의했다. 블러핑은 통했고 스페인 정부는 그랜트가 협상한 평화 조건을 수락했다. 그랜트는 의회에 이 사건이 종결되었고 국가적 명예가 회복되었다고 메시지를 보냈다. 그러나 스페인 해군의 미국 국기 경례는 쟁점이었다. 스페인이 버지니우스호를 반환할 때 스페인 해군은 버지니우스호가 미국 소유 선박이 아니라고 주장하며 미국 국기에 경례하지 않았다. 다음 날 그랜트의 법무장관 조지 헨리 윌리엄스는 버지니우스호의 미국 소유권이 사기였지만, 스페인은 그 선박을 나포할 권리가 없다고 판결했다.

#### 하와이 자유 무역 조약
1874년 12월, 그랜트는 하와이산 설탕의 미국 무관세 수입을 모색하던 하와이 국왕 데이비드 칼라카우아를 위해 백악관에서 국빈 만찬을 열었다. 그랜트와 피시는 1875년 하와이 왕국과 성공적인 자유 무역 조약을 체결하여 태평양 섬의 설탕 산업을 미국의 경제권에 편입시켰다.

#### 라이베리아-그레보 전쟁
미국은 1876년 라이베리아와 원주민 그레보족 간의 전쟁을 해결하기 위해 USS 알래스카를 라이베리아에 파견했다. 미국 최초의 아프리카계 미국인 대사인 제임스 밀턴 터너는 전 미국 식민지였던 라이베리아에 미국 재산을 보호하기 위해 군함을 파견해달라고 요청했다. 알래스카가 도착한 후, 터너는 그레보족을 라이베리아 사회에 통합하고 라이베리아에서 외국 상인들을 축출하는 협상을 벌였다.

#### 멕시코 국경 침입
그랜트의 2기 임기가 끝날 무렵, 피시는 미국-멕시코 국경에 대한 법 집행 부족으로 인해 멕시코 국경에서의 인디언 침입에 대처해야 했다. 이 문제는 헤이스 행정부에서 피시의 후임인 윌리엄 이바츠의 통치 하에 더욱 확대될 것이었다.

### 아메리카 원주민 정책
그랜트의 평화 정책 하에, 정착민, 연방군, 아메리카 원주민 간의 전쟁은 1869년 연간 101건에서 1875년 연간 15건으로 감소했다. 그러나 다코타 준주의 블랙힐스에서 금이 발견되고 노던 퍼시픽 레일웨이가 완공되면서, 백인 정착민들이 금을 캐기 위해 원주민 땅을 침범하면서 그랜트의 인디언 정책이 무너질 위협에 처했다.
1874년, 그랜트는 목장주들의 더 많은 땅 요구에 응하여 블랙피트족, 그로스벤트르족, 수 연맹, 아시니보인족 보호구역의 크기를 축소하는 행정 명령을 발표했다.
그의 2기 대통령 임기 동안, 그랜트의 취약한 평화 정책은 무너졌다. 에드워드 캔비 소령이 모독 전쟁에서 살해당했다. 연간 인디언 전쟁은 1876년 32건으로 급증했으며, 1877년에도 43건을 유지했다. 미국 역사상 가장 많은 사상자가 발생한 인디언 전투 중 하나는 1876년 리틀빅혼 전투였다. 몬태나주의 인디언 전쟁 사상자는 1875년 5명에서 1876년 613명, 1877년 436명으로 증가했다.

#### 모독 전쟁
1873년 1월, 그랜트의 아메리카 원주민 평화 정책이 도전을 받았다. 그랜트가 두 번째 임기로 당선된 지 2주 후, 캘리포니아-오레곤 국경 근처에서 모독족과 정착민들 사이에 전투가 발생했다. 캡틴 잭이 이끄는 모독족은 백인 정착민 18명을 살해한 후 강력한 방어 진지를 구축했다. 그랜트는 셔먼 장군에게 인디언을 공격하지 말고 위원회와 평화적으로 문제를 해결하라고 명령했다. 셔먼은 에드워드 캔비 소장을 보냈지만, 캡틴 잭이 그를 살해했다. 감리교 목사 엘레아자 토마스도 살해당했다. 인디언 대리인 알프레드 B. 미첨은 중상을 입었다. 살인 사건은 국가를 충격에 빠뜨렸고, 셔먼은 모독족을 섬멸하라는 전보를 보냈다. 그랜트는 셔먼의 명령을 기각했다. 캡틴 잭은 처형되었고, 남은 모독족 155명은 인디언 준주의 콰포우 에이전시로 재배치되었다. 역사학자 로버트 M. 우틀리에 따르면, 이 사건과 대수족 전쟁은 그랜트의 평화 정책에 대한 대중의 신뢰를 약화시켰다. 에드워드 캔비 준장과 모독족 부족장들 간의 평화 협상 중, 합의된 것보다 더 많은 인디언들이 텐트 안에 있었다. 인디언들이 더 적대적으로 변하자, 캡틴 잭은 "더 이상 말하지 않겠다"고 말하고 "준비 완료"라고 외쳤다. 캡틴 잭은 자신의 리볼버를 뽑아 캔비 장군의 머리에 직접 발사했다. 캔비 준장은 1850년부터 1890년까지 발생한 인디언 전쟁 중 살해된 최고위 장교였다. 학살에서 살아남은 알프레드 미첨은 재판에 회부된 모독족을 변호했다.

#### 레드 강 전쟁
1874년, 코만치족의 지도자 콰나 파커가 700명의 부족 전사들을 이끌고 텍사스주 아도베 월스의 캐나다 강에 있는 버팔로 사냥꾼 보급 기지를 공격하면서 남부 평원에서 전쟁이 발발했다. 필립 셰리든 장군 휘하의 육군은 군사 작전을 개시하여 양측의 사상자가 거의 없이 말과 겨울 식량 공급을 파괴함으로써 인디언들을 보호구역으로 강제로 되돌려 보냈다. 윌리엄 T. 셔먼 장군과 필립 셰리든 장군이 주장한 육군 계획에 동의한 그랜트는 반란군 74명을 플로리다에 투옥했다.

#### 대수족 전쟁
1874년 다코타 준주의 블랙힐스에서 금이 발견되었다. 백인 투기꾼들과 정착민들은 1868년 포트 라라미 조약에 의해 수족 부족을 위해 보존된 땅에서 금을 채굴하여 부를 얻기 위해 떼 지어 몰려들었다. 이 탐사자들은 이 지역으로 이동하면서 원주민들을 불공평하게 대했다. 1875년, 갈등을 피하기 위해 그랜트는 수족의 추장 레드 클라우드와 만나 정부로부터 25,000달러를 받고 땅을 매입하겠다고 제안했다. 이 제안은 거절되었다. 1875년 11월 3일 백악관 회의에서 필립 셰리든은 대통령에게 육군이 너무 과중한 업무를 맡고 있어 정착민들로부터 수족 부족을 방어할 수 없다고 말했다. 그랜트는 셰리든에게 수족을 모아 보호구역에 두라고 명령했다. 셰리든은 육군 병력을 사용하여 수족을 보호구역으로 강제 이주시키는 집합 전략을 사용했다. 1876년 6월 25일, 이 병력 중 하나인 조지 암스트롱 커스터 대령이 이끄는 부대가 리틀빅혼 전투에서 수족을 만났고 그의 지휘부 일부가 학살되었다. 약 253명의 연방 군인과 민간인이 사망했고, 인디언은 40명이 사망했다. 커스터의 죽음과 리틀빅혼 전투는 국가를 충격에 빠뜨렸다. 셰리든은 커스터의 복수를 하고 북부 평원을 평정하며 패배한 수족을 보호구역에 두었다. 1876년 8월 15일, 그랜트 대통령은 수족에게 100만 달러 상당의 식량을 지급하는 조건으로, 수족이 103도 자오선 서쪽 40마일 땅을 제외한 블랙힐스에 대한 모든 권리를 포기하는 단서를 추가한 법안에 서명했다. 8월 28일, 그랜트가 임명한 7인 위원회는 수족이 정부 지원을 받기 위한 추가적인 가혹한 조건을 제시했다. 혼혈인과 "스쿼 맨"(인디언 아내를 둔 백인 남성)은 수족 보호구역에서 추방되었다. 정부 식량을 받기 위해서는 인디언들이 땅에서 일해야 했다. 9월 20일, 백성들이 굶주리던 인디언 지도자들은 마지못해 위원회의 요구에 동의하고 협정에 서명했다.
대수족 전쟁 중, 그랜트는 윌리엄 W. 벨크냅 장관 하의 전쟁부 부패에 대해 1876년 증언한 조지 암스트롱 커스터 중령과 갈등을 겪었다 (아래 참조). 그랜트는 커스터를 시카고에서 군사 규정 위반으로 체포하고 다가오는 수족과의 작전 지휘를 금지했다. 그랜트는 결국 물러서서 커스터가 알프레드 테리 준장 휘하에서 싸우도록 허용했다. 커스터의 사망 두 달 후, 그랜트는 언론에서 그를 질책하며 "나는 커스터의 학살을 커스터 자신이 전적으로 불필요하게 초래한 군인 희생으로 간주한다"고 말했다. 커스터의 죽음으로 인해 국가가 충격에 빠지자, 그랜트의 평화 정책은 군사주의적으로 변모했다. 의회는 2,500명의 병력 증강을 위한 기금을 배정하고, 두 개의 요새를 더 건설했으며, 군은 인디언 관리국을 장악했고, 인디언들의 소총과 탄약 구매가 금지되었다.

### 국내 정책

#### 종교와 학교
그랜트는 교회와 국가의 분리를 강력히 신봉했으며 공립학교의 완전한 세속화를 옹호했다. 1875년 9월 연설에서 그랜트는 "자유 사상, 자유 언론, 출판의 자유의 보장, 순수한 도덕, 자유로운 종교적 감정, 그리고 국적, 피부색, 종교에 관계없이 모든 사람에게 동등한 권리와 특권"을 옹호했다. 공공 교육에 관해서 그랜트는 모든 어린이가 "종파적, 이교적, 무신론적 교리가 섞이지 않은 훌륭한 보통 교육을 받을 기회"를 가져야 한다고 지지했다. "종교 문제는 가족 제단, 교회, 그리고 사립학교에 맡겨라... 교회와 국가를 영원히 분리하라."
1875년 참전용사 회의 연설에서 그랜트는 자유 공립학교를 의무화하고 종파 학교에 공적 자금을 사용하는 것을 금지하는 헌법 수정안을 요구했다. 그는 공화당에서 강력했던 토착주의적 정서를 반영하고 있었다. 타일러 앤바인더는 "그랜트는 강박적인 토착주의자가 아니었다. 그는 이민자들에 대한 불만과 가톨릭에 대한 적대감을 거의 표명하지 않았다. 그러나 이러한 감정은 그의 글과 장군으로서의 주요 행동에서 충분히 자주 드러난다.... 1850년대에 그는 노우 낫씽(Know Nothing) 롯지에 가입했으며 자신의 경력에서의 좌절을 비합리적으로 이민자 탓으로 돌렸다."
그랜트는 "좋은 보통 교육"을 위한 자신의 의제를 제시했다. 그는 종교 단체가 운영하는 "종파 학교"에 대한 정부 지원을 비판하며 "종파적, 이교적, 무신론적 교리가 섞이지 않은" 공공 교육의 보호를 요구했다. 그랜트는 "교회와 국가"는 "영원히 분리되어야 한다"고 선언했다. 그는 종교는 공적 자금이 없는 가족, 교회, 사립학교에 맡겨져야 한다고 말했다.
그랜트의 연설 후 공화당 하원의원 제임스 G. 블레인은 연방 헌법에 수정안을 제안했다. 블레인은 학교 문제에 대한 해로운 선동의 가능성을 종식시켜야 한다고 믿었다. 1875년에 제안된 수정안은 하원에서 180대 7로 통과되었지만, 상원에서 필요한 3분의 2 득표에 4표 차이로 실패했다. 이와 유사한 법률은 연방 법률로 제정된 적이 없다. 그러나 많은 주에서 주 헌법에 유사한 수정안을 채택했다.
제안된 블레인 수정안의 내용은 다음과 같다:
어떤 주도 종교 설립에 관한 법률을 제정하거나 그 자유로운 행사를 금지하는 법률을 제정해서는 안 된다. 그리고 어떤 주에서도 공립학교를 지원하기 위해 세금으로 모금된 돈이나 공공 기금에서 나온 돈, 또는 공공 토지 중 그 용도로 바쳐진 토지는 어떤 종교 교파의 통제 아래 놓여서도 안 되며, 그렇게 모금된 돈이나 바쳐진 토지가 종교 교파나 교단 사이에 분할되어서도 안 된다.

#### 복혼 및 중국인 매춘
1875년 10월, 그랜트는 유타주를 방문했고 모르몬교도들이 자신을 친절하게 대해주는 것에 놀랐다. 그는 유타 준주 주지사 조지 W. 에머리에게 모르몬교도들에 대해 속았다고 말했다. 그러나 워싱턴으로 돌아온 후인 1875년 12월 7일, 그랜트는 제7차 국정연설에서 의회에 "복혼 제도는 이 땅에서 추방되어야 한다..."고 썼다.
그랜트는 복혼이 어린이와 여성에게 부정적인 영향을 미친다고 믿었다. 그랜트는 모릴 법보다 강력한 두 번째 법률이 "도덕과 윤리에 대한 이러한 극심한 범죄를 처벌하기 위해" 통과되어야 한다고 주장했다.
그랜트는 또한 성매매 목적으로 중국 여성들이 미국으로 이민하는 것을 비난하며, 이는 복혼 못지않게 "악"이라고 말했다.

#### 유대인과의 상호작용
그랜트는 유대인 상인들을 추방한 그의 불쾌한 전시 명령에 대해 공개적으로 유감을 표명했다. 군인 시절, 그는 그랜트의 평생 친구가 된 두 유대인 상인인 셀리그만 형제가 운영하는 지역 상점에서 거래했다. 그들은 부유한 은행가가 되었고 그랜트의 대통령 선거 운동에 상당한 기부를 했다. 그러나 전시 명령 이후 유대인 사회는 그랜트에게 분노했다. 1868년 대통령 출마 당시 그랜트는 추방 명령에 대해 공개적으로 사과했으며, 당선된 후에는 이를 만회하기 위한 조치를 취했다. 그는 워싱턴 D.C.의 등기소장이었던 사이먼 울프와 워싱턴 준주 주지사였던 에드워드 S. 살로몬을 포함한 여러 유대인 지도자들을 공직에 임명했다. 역사학자 조나단 사르나는 다음과 같이 주장한다.
그랜트는 편견이 없다는 것을 증명하기 위해, 이전 어떤 대통령보다 더 많은 유대인을 공직에 임명했으며, 인권을 명목으로 러시아와 루마니아에서 박해받는 유대인들에게 전례 없는 지지를 보냈다. 11호 일반 명령을 만회하기 위해서, 그리고 부분적으로는 미국인이 된다는 것이 무엇을 의미하는지에 대한 확장된 시야의 결과로, 그랜트는 끊임없이 유대인들을 돕고 그들의 평등을 확보하기 위해 의식적으로 노력했다. ... 그의 임명과 정책을 통해 그랜트는 '기독교 국가'라는 주장을 거부하고 유대인들을 미국 내부인, '우리 국민'의 일부로 포용했다. 그의 행정부 동안 유대인들은 국가적 지위가 높아졌고, 반유대주의적 편견은 줄어들었으며, 유대인들은 인권과 종교 간 협력에 대한 민감성을 특징으로 하는 자유주의 시대를 낙관적으로 기대했다.

### 1874년 중간 선거
1874년 중간 선거가 다가오면서 크레디트 모빌리에 스캔들, 봉급 강탈법, 샌본 사건 등 세 가지 스캔들이 대중으로 하여금 공화당이 부패에 빠져 있다고 보게 했다. 민주당은 장기불황의 책임을 공화당에 돌렸다. 공화당은 통화 문제로 분열되었다. 강경 통화론자인 북동부 공화당원들과 함께 그랜트는 인플레이션 법안에 거부권을 행사했다. 그랜트는 국가 문제의 원인으로 지목되었고, 3선 출마를 원한다는 비난을 받았다. 그랜트는 공식적으로 선거 운동을 하지 않았지만, 그의 상대적으로 인기 있는 인디언 정책을 강조하기 위해 서부를 여행했다.
10월 선거는 공화당을 축출했으며, 그랜트의 거부권에 대한 평가였다. 인디애나와 오하이오에서 공화당은 통화 문제와 금주 운동으로 인해 패배했다. 민주당은 새뮤얼 틸든을 뉴욕 주지사로 당선시켰다. 민주당은 미국 하원에서 182석을 얻었고, 공화당은 103석을 유지했다. 공화당은 상원 통제권을 유지했지만, 새로운 상원의원 중에는 민주당원 14명과 공화당원 11명이 포함되었다. 민주당은 또한 뉴저지, 매사추세츠, 펜실베이니아, 미주리, 일리노이에서도 강력한 승리를 거두었다.
남부에서는 1874년 선거 운동이 폭력적이었다. 쿠샤타에서 6명의 공화당 공직자들이 살해되었다. 9월 14일, 롱스트리트 장군, 경찰, 흑인 민병대는 뉴올리언스 주의회를 점령하려던 3,500명의 화이트 리그원과 싸웠고, 이로 인해 32명이 사망했다. 그랜트는 다음 날 해산 선언을 발표하고 5,000명의 병력과 5척의 포함을 뉴올리언스에 보냈다. 화이트 리그의 저항은 무너졌다. 북부는 그랜트의 선거에 대한 연방 개입을 비난했다. 공화당의 의석은 60% 감소했다. 북부와 남부 모두의 인종차별주의로 인해 재건이 거부되었다. 1874년 12월 의회 연례 교서에서 그랜트는 남부의 흑인에 대한 폭력을 규탄했다.

### 개혁과 스캔들
스캔들과 사기는 그랜트의 두 번째 임기 동안 계속해서 드러났지만, 그랜트가 개혁가들을 내각에 임명한 것은 일시적으로 그의 대통령 명성을 높이고, 연방 부서를 정리하며, 악명 높은 위스키 링을 물리치는 데 도움이 되었다. 그러나 그랜트는 종종 부패나 관리 부실에 연루된 내각 구성원이나 임명자들에게 충성심을 유지하며 그들의 유죄를 믿기를 거부했다. 민주당원들과 자유 공화당원들은 하원을 장악하고 정치적 부패를 막기 위해 많은 위원회 회의를 개최했다. 엠마 실버 광산은 미국 주영 대사 로버트 C. 쉔크가 그의 이름을 사용하여 고갈된 은광을 홍보한 것과 관련된 사소한 망신이었다. 크레디트 모빌리에 스캔들의 기원은 에이브러햄 링컨과 앤드루 존슨 대통령 행정부 시기였지만, 그랜트 행정부 동안의 의회 내부 싸움으로 인해 스캔들이 드러났다.

#### 샌본 계약
1874년 6월, 윌리엄 A. 리처드슨 재무장관은 존 D. 샌본에게 사적 계약을 주었고, 샌본은 부풀려진 수수료를 받고 불법적으로 체납된 세금을 징수했다. 이 수수료로 얻은 이익은 리처드슨과 벤저민 버틀러 상원의원과 나눠 가졌다고 알려졌으며, 샌본은 이 지급을 "경비"라고 주장했다. 버틀러 상원의원은 샌본이 수수료를 징수할 수 있도록 법률에 허점을 만들었지만, 샌본은 누구와 이익을 나눴는지 밝히지 않았다.

#### 프랫 & 보이드
1875년 4월, 조지 헨리 윌리엄스 법무장관이 상인 회사 프랫 & 보이드로부터 부정한 세관 신고 사건을 무마하는 대가로 3만 달러의 뇌물을 아내에게 받은 것이 드러났다. 윌리엄스는 1875년 그랜트에 의해 사임할 수밖에 없었다.

#### 델라노의 내무부
1875년이 되자 컬럼버스 델라노 내무장관 휘하의 내무부는 부패와 사기로 심각한 혼란에 빠졌다. 부패한 서기들과 가짜 대리인들이 통제하는 인디언 사무국에서는 폭리가 만연했다. 이는 그랜트의 인디언 평화 정책에 가장 심각한 해를 끼쳤다. 부서에서 일하는 많은 대리인들은 부도덕한 방식으로 부를 축적하고, 원주민을 희생시키고 착취하며 급여보다 더 많은 돈을 가지고 은퇴했다. 델라노는 워싱턴에서 허위로 대변하는 대가로 원주민 부족으로부터 하루 8달러와 식사 및 여행 경비를 받는 "인디언 변호사"를 허용했다. 델라노는 자신의 부서를 연방 기관의 그랜트 공무원 개혁 시행에서 제외했다. 델라노는 그랜트에게 내무부가 공무원 개혁을 시행하기에는 너무 크다고 말했다.
델라노의 아들 존 델라노와 율리시스 S. 그랜트 자신의 동생 오빌 그랜트가 측량총감 사일러스 리드로부터 수익성 있는 부패한 지도 계약을 받은 것이 밝혀졌다. 존 델라노도 오빌 그랜트도 어떤 작업도 수행하지 않았고 그러한 측량 직책을 맡을 자격도 없었다. 대규모 사기는 특허청에서도 발견되었는데, 부패한 서기들이 정부 급여에서 횡령했다. 언론과 인디언 개혁가들의 압력이 거세지자 델라노는 1875년 10월 15일 사임했다. 그랜트는 델라노의 후임으로 재커라이어 챈들러를 내무장관으로 임명했다. 챈들러는 모든 서기들을 해고하고 가짜 "인디언 변호사"들이 워싱턴에 접근하는 것을 금지함으로써 부서 내 사기를 강력하게 밝혀내고 정리했다. 그랜트의 "퀘이커" 또는 교회 임명은 정부로부터 식량과 주택 부족을 부분적으로 보충했다. 챈들러는 부패한 서기들을 모두 해고하여 특허청을 정리했다.

#### 위스키 환수 스캔들 기소
그랜트의 대통령직은 종종 스캔들로 비판받았지만 그랜트는 많은 개혁가들을 임명했다. 1875년 5월, 벤저민 브리스토 재무장관은 수백만 달러의 세금이 위스키 제조업자들로부터 불법적인 조직으로 유입되고 있음을 발견했다. 기소가 이어졌고, 많은 사람들이 투옥되었다. 그랜트의 개인 비서 오빌 E. 배브콕은 기소되었고 나중에 재판에서 무죄를 선고받았다. 그랜트의 새 법무장관 에드워즈 피어폰트와 브리스토는 그랜트의 2기 임기 동안 범죄 활동을 뿌리 뽑기 위한 반부패 팀을 결성했다. 위스키 환수 스캔들은 미국 전역에 걸쳐 조직되었고 1875년에는 완전히 운영되는 범죄 조직이었다. 위스키 환수 스캔들 조사 및 폐쇄 결과 230건의 기소, 110건의 유죄 판결, 그리고 재무부에 3백만 달러의 세수입 환수가 이루어졌다. 브리스토와 피어폰트는 배브콕의 연루에 대한 증거를 그랜트에게 가져왔다. 그랜트는 백악관에서 브리스토와 피어폰트가 참석한 가운데 배브콕에게 증거에 대해 물었다. 배브콕은 그 증거가 위스키 환수 스캔들과 관련이 없다는 설명을 그랜트에게 주었고 그랜트는 배브콕의 말을 액면 그대로 받아들였다. 관련 사건 지도자들의 기소 중에 그랜트는 그의 친구 배브콕을 변호하여 증언했다. 그 결과 배브콕은 무죄를 선고받았다. 그러나 그랜트의 증언은 그의 명성에 큰 불명예를 안겼다. 배브콕 재판은 그랜트의 정치적 반대자들에 의한 대통령 탄핵 재판으로 변모했다.

#### 교역소 링
1876년 3월, 하원의 조사 결과 윌리엄 W. 벨크냅 전쟁장관이 실 요새에서 인디언 교역소 대리인을 계속 직위에 머물게 하는 대가로 갈취금을 받고 있었음이 드러났다. 벨크냅은 그랜트가 사임하도록 허용했고, 그 결과 상원 탄핵 재판에서 무죄를 선고받았다. 이익은 정부로부터 식량과 의복을 받아야 할 원주민들을 희생시키면서 얻어졌다. 1876년 4월 말, 그랜트는 조지 암스트롱 커스터 중령이 한 달 전 그랜트의 동생 오빌과 벨크냅 장관에 대해 의회 위원회에서 증언한 후 그를 비난했다. 커스터가 인디언 포스트의 폭리에 대해 언론과 이야기했다는 소문이 있었다. 커스터는 직접 백악관에 가서 대통령과의 문제를 해결하려 했다. 그러나 그랜트는 세 번이나 그를 만나기를 거부했다. 커스터가 5월 3일 워싱턴을 떠나 링컨 요새로 돌아갈 때, 그는 그랜트에 의해 전체 지휘권에서 해임되었고 수족 작전에 어떤 참여도 거부당했으며, 알프레드 테리 준장으로 교체되었다. 그러나 테리의 고집으로 그랜트는 마지못해 커스터가 수족에 대한 작전에 참여하는 것을 허락했지만, 언론인을 데려가지 않는 조건이었다.

#### 카텔주의
1876년 3월, 해군 장관 조지 M. 로브슨은 민주당이 통제하는 하원 조사 위원회로부터 곡물 공급업체인 알렉산더 캐텔 & 컴퍼니에 부동산, 대출, 채무 상환을 대가로 수익성 높은 계약을 주었다는 혐의를 받았다. 하원 조사 위원회는 또한 로브슨 장관이 해군 건설 예산에서 1,500만 달러를 횡령했다는 혐의를 발견했다. 재정적 추적 기록이나 탄핵 및 유죄 판결에 필요한 증거가 충분하지 않았기 때문에 하원 조사 위원회는 로브슨을 질책하고 그가 "카텔주의"로 알려진 부패한 계약 시스템을 구축했다고 주장했다.

#### 금고 강도 음모
1876년 9월, 공공 사업 및 건물 감독관 오빌 E. 배브콕은 금고 강도 음모 사건으로 기소되어 재판을 받았다. 4월, 워싱턴 D.C.의 부패한 건설 계약업자들이 부패 혐의로 재판을 받고 있을 때 금고 강도 사건이 발생했다. 가짜 비밀경호국 요원들이 금고에 침입하여 부패한 계약업자 조직을 폭로한 콜럼버스 알렉산더를 모함하려고 시도했다. 배브콕은 이 음모의 일부로 지목되었지만, 강도들에 대한 재판에서 나중에 무죄를 선고받았다. 증거는 배브콕이 부패한 워싱턴 계약업자 조직의 사기에 연루되었고, 그는 열렬한 개혁가이자 그랜트 행정부의 비판가인 콜럼버스 알렉산더에게 복수하고 싶어했음을 시사한다. 또한 금고 강도 배심원단이 조작되었다는 증거도 있었다.

### 센테니얼 박람회

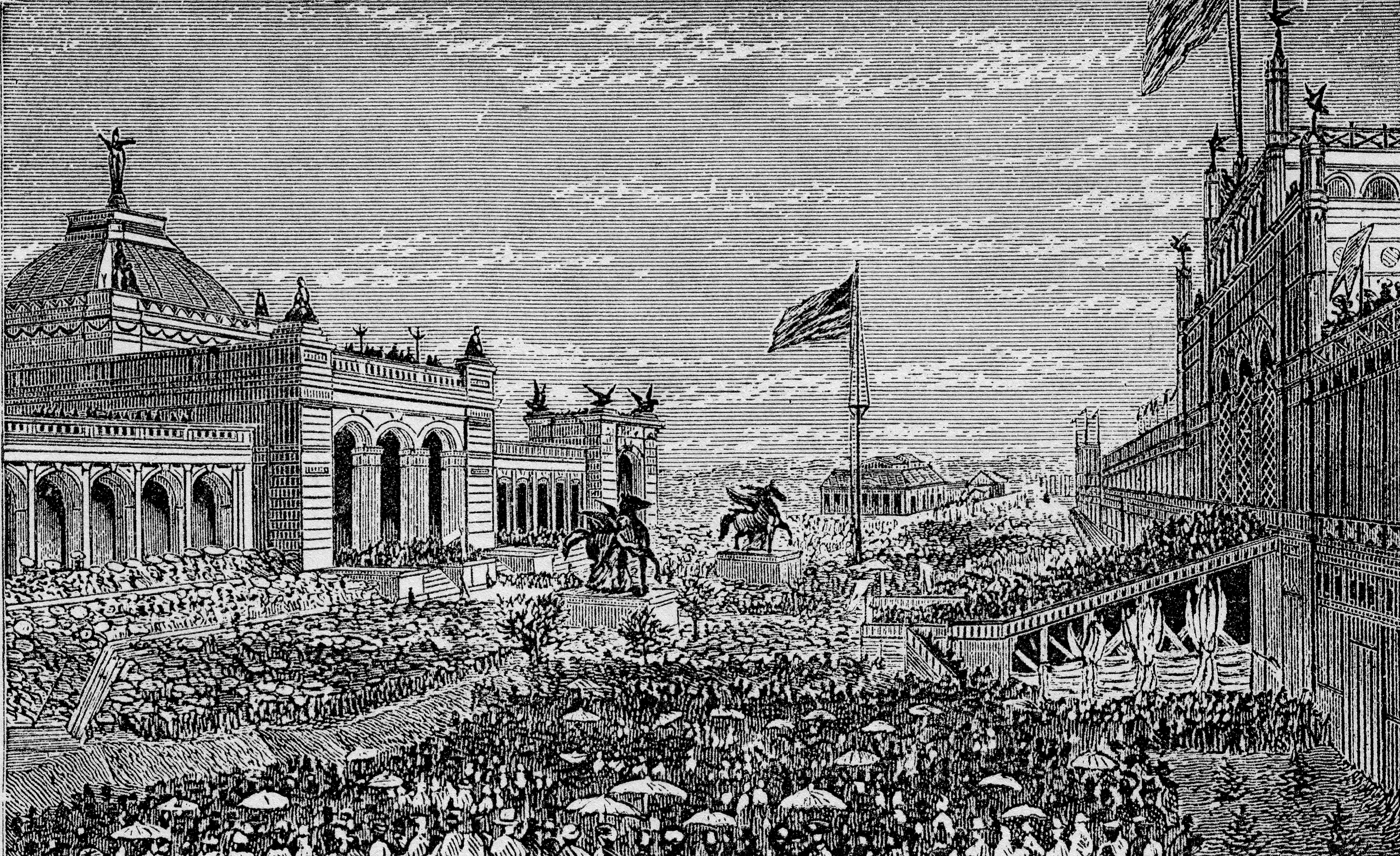

1876년 5월 10일 아침, 센테니얼 박람회가 필라델피아 페어몬트 공원에서 열렸다. 수천 명이 필라델피아 거리에 참석했다. 그랜트는 연설에 나서 박람회가 "법, 의학, 신학 --- 과학 문학, 철학, 미술 분야에서 더 오래되고 발전된 국가들과 경쟁하는 방향을 보여줄 것"이라고 말했다.

### 1876년 선거
1876년 대통령 선거에서 공화당은 재정 보수주의자 러더퍼드 B. 헤이스를, 민주당은 개혁가 새뮤얼 틸든을 지명했다. 결과는 분열되었다. 틸든은 득표율 51%를 얻었고, 헤이스는 48%를 얻었다. 그러나 많은 흑인 공화당원들은 투표가 허용되지 않았다. 20개의 핵심 선거인단 투표는 미결정 상태로 논란이 되었다. 공화당과 민주당 모두 승리를 주장했고, 두 번째 내전의 위협이 임박했다. 그랜트는 주의 깊게 지켜보았고, 의회에 위원회를 통해 선거를 해결하도록 권장했으며, 평화적인 정권 이양을 유지하기로 결심했다. 1877년 1월 29일, 그랜트는 15명으로 구성된 초당파 위원회에 선거인단 투표를 결정할 권한을 부여하는 선거 위원회 법안에 서명했다. 위원회는 헤이스에게 185개의 선거인단 투표를, 틸든에게 184개를 부여했다. 그랜트의 개인적인 정직함, 단호함, 그리고 공정함은 국가를 안심시켰고, 두 번째 내전은 피할 수 있었다.

## 1880년 3선 시도
시카고에서 열린 1880년 공화당 전당대회에서 '삼백육십'으로 알려진 그랜트의 공화당 대의원들은 그랜트를 공화당 후보로 지명하여 3선 대통령 임기를 노렸다. 그러나 36번째 투표에서 공화당은 오하이오주 하원의원 제임스 A. 가필드를 399표로 지명했다. 그랜트 자신은 전당대회에 직접 참석하지 않았다.

## 역사적 평가
그랜트의 대통령직은 전통적으로 역사학자들에 의해 무능하고 부패로 가득 찼다고 평가받아 왔다. 그의 대통령직을 살펴보면, 그랜트는 두 임기 동안 성공과 실패를 모두 겪었다. 최근 몇 년 동안 역사학자들은 아프리카계 미국인의 시민권에 대한 그의 지지 때문에 그의 대통령 평가를 높였다. 그랜트는 수정 헌법 제15조의 통과를 촉구하고 모든 시민에게 공공 사업 시설에 대한 접근을 허용하는 1875년 시민권법에 서명했다. 그는 급진적 진영에 크게 기울어져 종종 그들의 재건 정책에 동조했으며, 쿠 클럭스 클랜을 기소하기 위한 강제법에 서명했다. 외교 정책에서 그랜트는 워싱턴 조약으로 칭찬을 받았고, 앨라배마 클레임 문제를 영국과 국제중재를 통해 해결했다. 경제적으로 그는 동부 은행가들을 지지하고 미국 부채를 금으로 상환하는 공공 신용법에 서명했지만, 1873년부터 1877년까지 지속된 심각한 경제 불황의 원인으로 지목되었다. 강력한 의회 지도자들을 경계했던 그랜트는 품목별 거부권을 요청한 최초의 대통령이었다. 비록 의회는 결코 이를 허용하지 않았지만 말이다.
그의 대통령직은 정치 임명직들과 개인적인 지인들에 대한 낮은 기준과 부주의로 인해 발생한 많은 스캔들로 얼룩졌다. 그랜트가 행한 족벌주의는 정부 임명이나 고용을 통해 재정적으로 이득을 본 거의 40명의 가족 구성원이나 친척들로 인해 무제한적이었다. 이러한 스캔들과의 연관성은 대통령 재임 기간 동안 그리고 그 이후에도 그의 개인적인 명성을 더럽혔다. 스캔들에도 불구하고, 그랜트의 두 번째 임기 말에는 그의 새로운 내각 구성원들에 의해 내무부 (1875년), 재무부 (1874년), 법무부 (1875년)의 부패가 정리되었다.
애퍼매톡스에서 로버트 E. 리에 대한 그랜트의 관대한 대우는 남부에서의 인기를 얻는 데 도움이 되었다. 비록 그는 시민권을 정치 의제로 유지했지만, 그랜트의 두 번째 임기 말에 공화당은 보수적인 재정 정책을 추구하는 방향으로 전환했다. 1873년 공황에 대한 그의 약한 대응은 경제에 해를 끼쳤고, 1874년 대패한 그의 당에 심각한 피해를 입혔다. 그랜트의 재정 정책은 월스트리트를 선호했지만, 그의 임기는 그랜트가 이해하거나 대처할 수 없었던 깊은 경제 불황으로 끝났다. 20세기 전반기의 수정주의 역사학자들은 남부 연합에 대한 낭만적인 시각과 패전병의 대의를 옹호하는 경향이 있었으며, 북부의 대의와 그랜트의 대통령직을 부패한 폭군으로 격하시켰다.
20세기의 그랜트에 대한 역사적 견해는 덜 호의적이었다. 정치 분석가 마이클 바론은 1998년에 "율리시스 S. 그랜트는 보편적으로 가장 위대한 미국 장군 중 한 명으로 평가받고 있으며, 그의 회고록은 지금까지 쓰여진 최고의 군사 자서전 중 하나로 널리 간주된다. 그러나 그는 보수주의자나 자유주의자 할 것 없이 불가피하게 미국 역사상 최악의 대통령 중 한 명으로 지목된다"고 언급했다. 바론은 "그러나 이러한 합의는 전문 역사학자 길드 외부의 작가들에 의해 도전을 받고 있다"고 주장한다. 바론은 대학생 때 그랜트 장군 국립기념관 복원 운동을 이끌었으며, 1998년 그랜트의 대통령직을 긍정적인 시각으로 묘사한 현대 시대의 첫 책을 쓴 변호사 프랭크 스카투로를 지목한다. 바론은 스카투로의 저서가 "그랜트가 강하고, 여러 중요한 면에서 성공적인 대통령이었음을 설득력 있게 주장한다. 이는 미국 정치사의 흐름을 우리가 어떻게 보는지에 있어 중요한 의미를 지닌 주장이다... 스카투로의 저서는... 전체 진보-뉴딜 전통에 대한 재평가를 촉구해야 한다"고 말했다.
21세기에 그랜트의 명성과 순위는 진 에드워드 스미스의 『그랜트』, H.W. 브랜즈의 『연합을 구한 사람: 전쟁과 평화 속 율리시스 그랜트』, 그리고 가장 최근에는 로널드 C. 화이트의 『아메리칸 율리시스: 율리시스 S. 그랜트의 삶』 등 저명한 역사학자들의 긍정적인 전기 출간에 힘입어 크게 상승했다. 역사학자 조안 워는 그랜트가 "미국 원주민 정책, 공무원 개혁, 아프리카계 미국인 권리 분야에서 다른 어떤 대통령도 시도하지 못했던 조치"를 취했다고 말했다. 워는 그랜트가 "성공적인 외교 정책을 수행했으며 영미 관계 개선에 기여했다"고 말했다. 그의 대통령직에 대한 관심 또한 조시아 번팅 3세의 『율리시스 S. 그랜트: 미국 대통령 시리즈: 제18대 대통령』과 같은 역사학자들에 의해 증가했다.

## 행정 및 내각

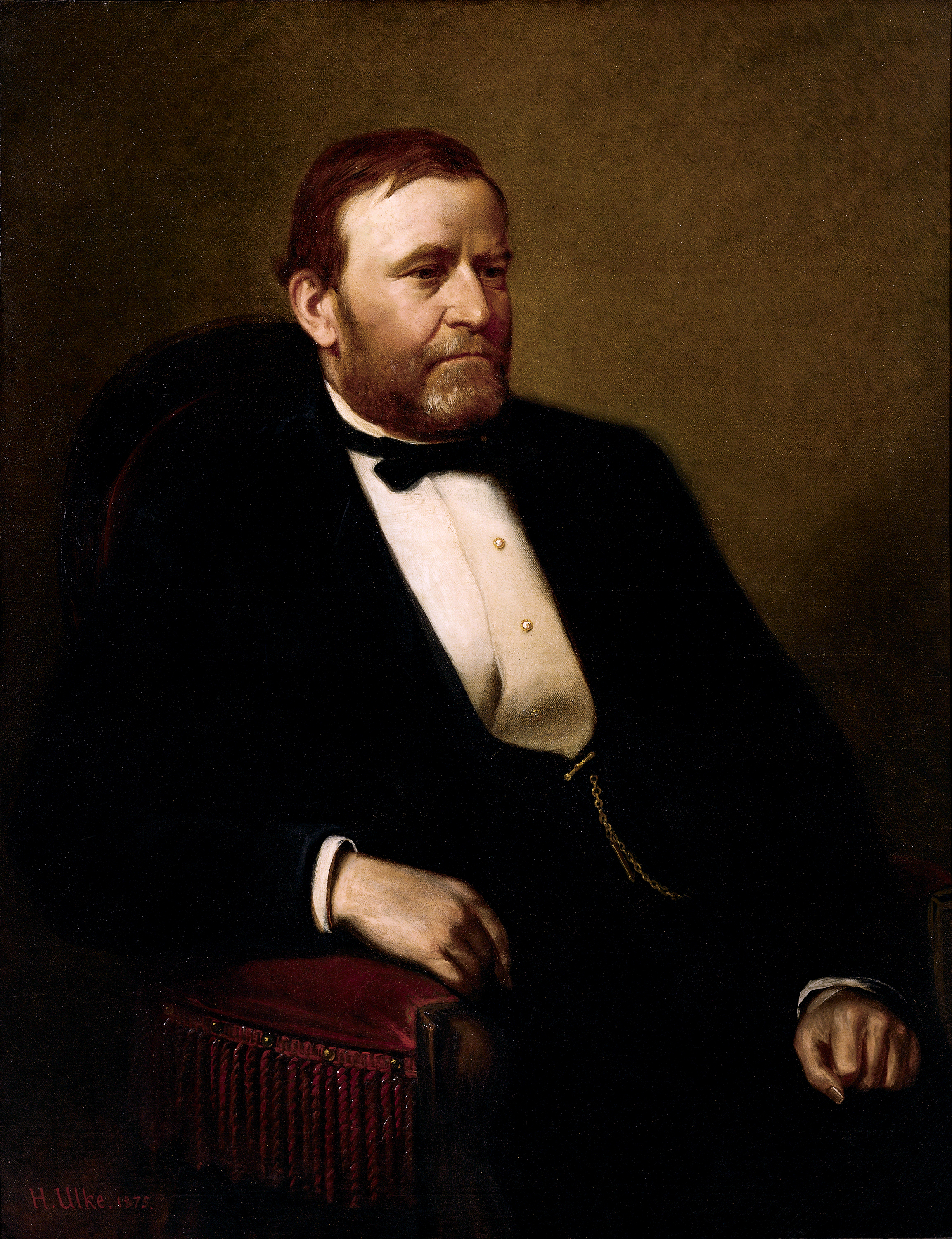
율리시스 S. 그랜트 대통령
백악관 공식 초상화
헨리 울케 1875년

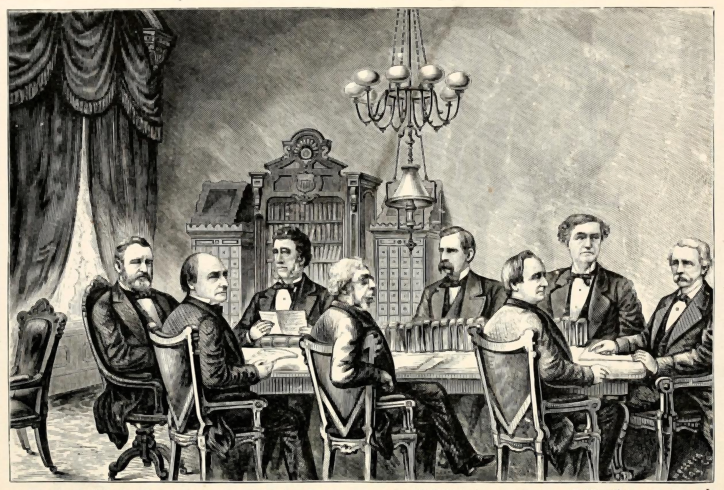
그랜트 대통령 내각, 1876년–1877년

## 사법부 임명

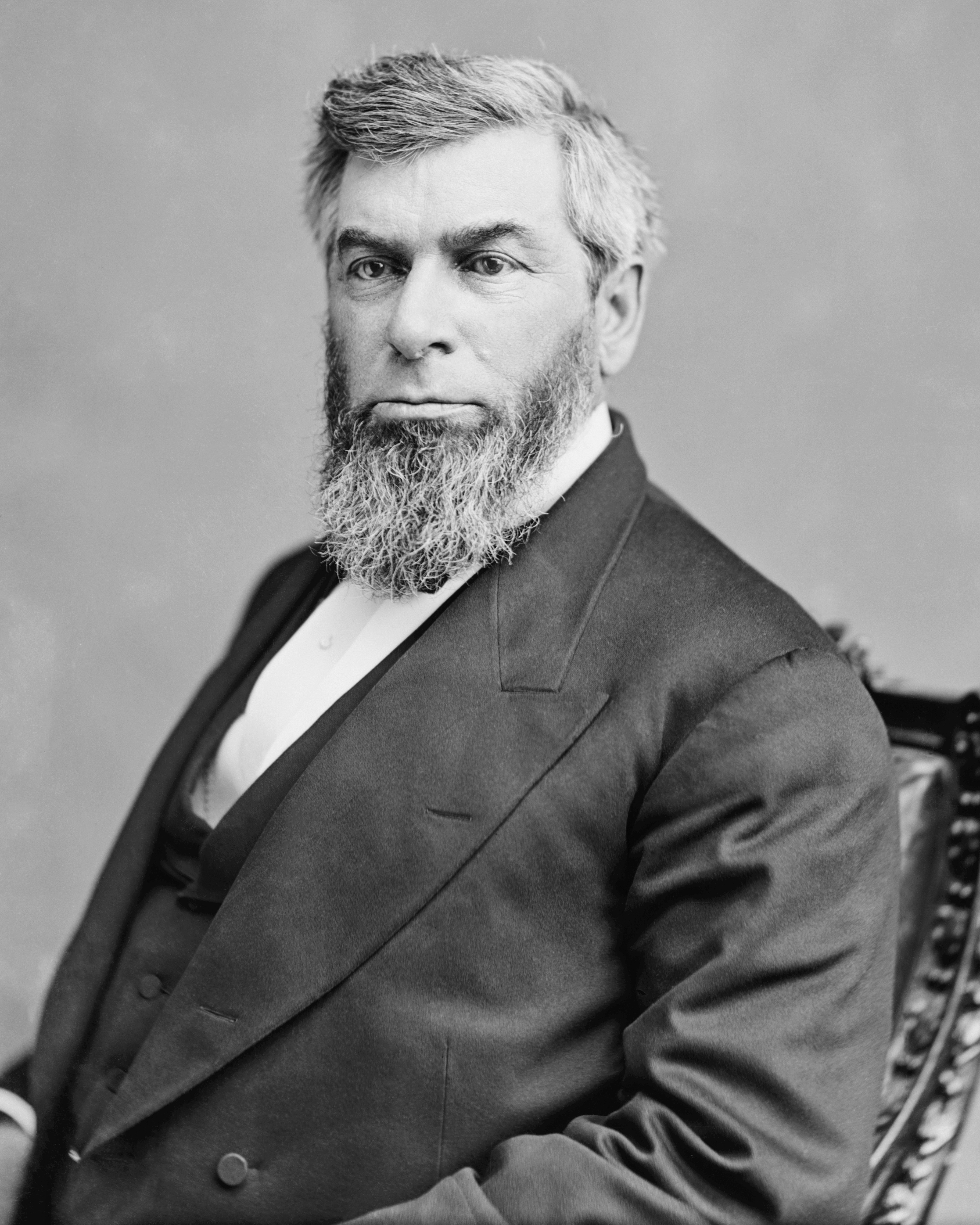
모리슨 웨이트제7대 미국 연방 대법원장, 1874년 3월 4일 – 1888년 3월 23일

그랜트는 재임 기간 동안 미국 연방 대법원에 4명의 대법관을 임명했다. 그랜트가 취임했을 때 법원에는 8석이 있었다. 의회는 1866년에 사법 순회법을 통과시켜, 대법관이 은퇴할 때마다 한 좌석을 없애 앤드루 존슨이 후임자를 지명하는 것을 막도록 했다. 1869년 4월 의회는 1869년 사법법을 통과시켜 대법원의 규모를 9명으로 고정했다.
그랜트는 1869년에 대법원 두 자리를 채울 기회를 가졌다. 그의 초기 지명자들은 다음과 같다.
- 에벤에저 R. 호어, 1869년 12월 14일 지명되었고, 1870년 2월 3일 상원에서 거부되었다 (찬성 24대 반대 33).[227]
- 에드윈 M. 스탠턴, 1869년 12월 20일 지명되었고, 1869년 12월 20일 상원에서 인준되었으나 (찬성 46대 반대 11), 취임 전에 사망했다.[227]

그는 이어서 두 명의 지명자를 더 제출했으며, 이들은 성공적으로 임명되었다.
- 윌리엄 스트롱, 1870년 2월 7일 지명되었고, 1870년 2월 18일 상원에서 인준되었다.[227]
- 조지프 P. 브래들리, 1870년 2월 7일 지명되었고, 1870년 3월 21일 상원에서 인준되었다 (찬성 46대 반대 9).[227]

두 사람 모두 철도 변호사였으며, 그들의 임명은 그랜트가 그들을 통해 그들이 지명된 날 결정된 헵번 대 그리볼드 사건을 뒤집으려 한다는 비난으로 이어졌다. 사업 이익에 불리했던 이 사건은 1862년 이전에 발생한 연방 부채가 그린백이 아닌 금으로 지급되어야 한다고 판결했다. 그럼에도 불구하고 스트롱과 브래들리 모두 인준되었고, 이듬해 헵번 판결은 실제로 뒤집혔다.
그랜트는 두 번째 임기 동안 두 자리를 더 채울 기회를 가졌다. 첫 번째 공석을 채우기 위해 그는 다음을 지명했다.
- 워드 헌트, 1872년 12월 3일 지명되었고, 1872년 12월 11일 상원에서 인준되었다.[227]

1873년 5월, 새먼 P. 체이스 대법원장이 갑자기 사망했다. 그랜트는 처음에 로스코 콩클링 상원의원에게 자리를 제안했지만 그는 거절했고, 티모시 하우 상원의원도 거절했다. 그랜트는 공석을 채우기 위해 세 번의 시도를 했다.
- 조지 헨리 윌리엄스, 1873년 12월 1일 지명되었고, 1874년 1월 8일 철회되었다.[227] 상원은 법무부에서의 윌리엄스의 실적을 좋지 않게 보았고, 지명에 대해 조치를 취하기를 거부했다.[230]
- 케일럽 쿠싱, 1874년 1월 9일 지명되었고, 1874년 1월 13일 철회되었다.[227] 쿠싱은 저명한 변호사였고 그의 분야에서 존경받았지만, 그의 전시 제퍼슨 데이비스와의 서신이 드러나면서 그의 지명은 좌절되었다.[230]
- 모리슨 웨이트, 1874년 1월 19일 지명되었고, 1874년 1월 21일 상원에서 인준되었다 (찬성 63대 반대 0).[227] 웨이트는 논란의 여지가 없는 지명자였지만, 법원 재직 중 유나이티드 스테이츠 대 리스와 유나이티드 스테이츠 대 크루이크샹크 판결 두 건을 작성했으며, 이 판결들은 흑인 미국인 보호를 위한 재건 시대 법률을 가장 약화시키는 데 기여했다.[229]

## 연방에 편입된 주
- 콜로라도주 – 1876년 8월 1일

## 거부권
그랜트는 93건의 거부권 행사로 이전 대통령들보다 더 많은 법안에 거부권을 행사했다. 이 중 45건은 일반 거부권이었고, 48건은 보류거부였다. 그랜트의 거부권은 4번 의회에 의해 무효화되었다.

## 기념물

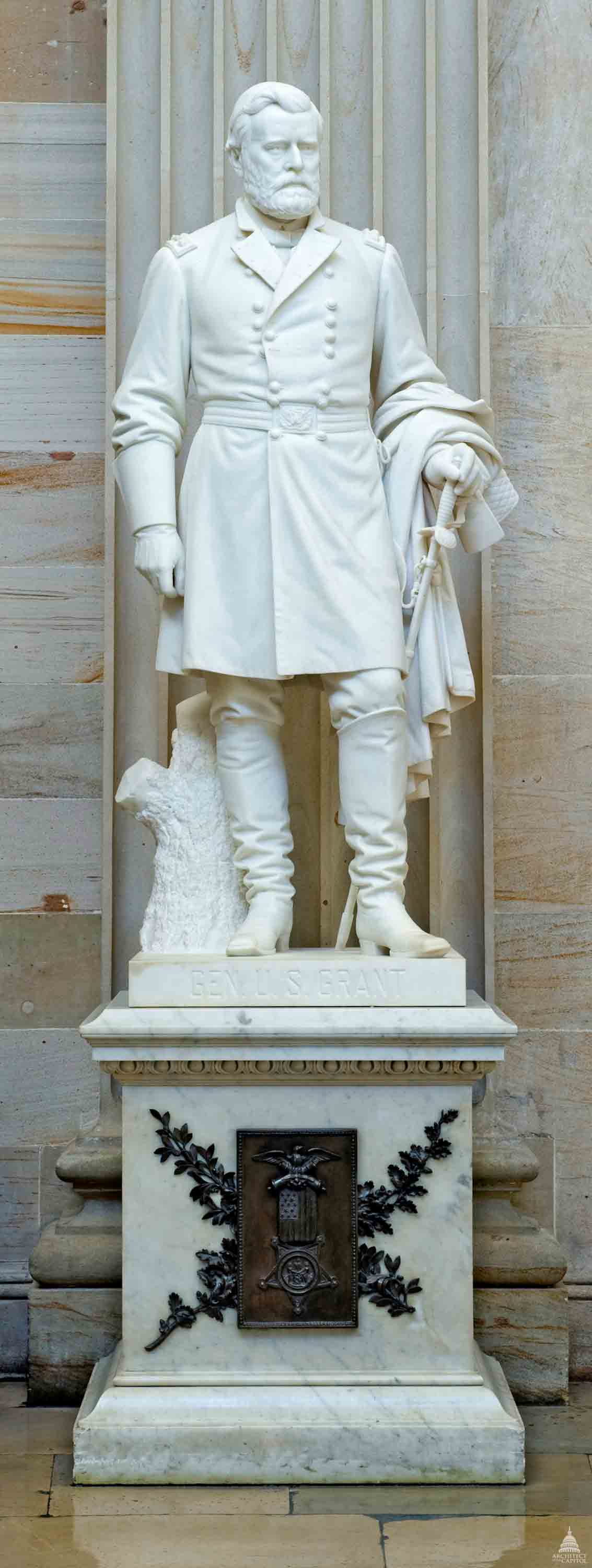
율리시스 S. 그랜트 동상 프랭클린 시몬스 1899년

- 그랜트 장군 국립기념관율리시스 S. 그랜트 동상 프랭클린 시몬스 1899년
- 율리시스 S. 그랜트 기념관
- 율리시스 S. 그랜트 동상 (미국 의사당)

## 설립된 정부 기관
- 미국 법무부 (1870년)
- 송무차관실 (1870년)
- 미국 공무원 위원회 (1871년); 의회 예산은 1873년에 만료되었지만, 위원회는 계속 기능했다. 1883년 펜들턴법은 예산을 갱신하고, 정부의 자격 있는 인력을 고용하고 효율성을 높이는 것을 목적으로 하는 한 공무원 위원회가 합헌이라고 판결했다.[232] 아커만은 공무원 위원회가 임명을 중단하거나 막을 헌법적 권한이 없다고 밝혔다.[232]
- 의무감실 (1871년)
- 육군 기상국 (현재 미국 국립기상청) (1870년)

## 내용주
1. ↑  역사학자 브룩스 심슨은 이 네 개의 단순한 단어가 "많은 미국인들의 가장 깊은 염원"을 표현했다고 말한다.[3]
2. ↑  스튜어트는 지명되기 한 달 전 그랜트의 옛 I가 주택을 65,000달러에 구입하여 영향력 행사의 외양을 보였으며, 그랜트는 나중에 이를 부인했다.[12]
3. ↑  역사학자들의 여론 조사에 따르면 피시 장관은 미국 역사상 가장 위대한 국무장관 중 한 명이었다.[45]
4. ↑  섬너는 결국 그랜트의 합병 계획을 막았지만, 그랜트는 섬너의 권력을 파괴하는 것으로 보복했다.[50]
5. ↑  그랜트 내각은 산토도밍고 합병 시도를 두고 분열되었으며, 해밀턴 피시 장관의 보좌관인 밴크로프트 데이비스는 국무부 협상에 대한 정보를 섬너 상원의원에게 비밀리에 제공하고 있었다.[57]
6. ↑  위원회의 귀환을 축하하기 위해 그랜트는 백악관에 프레더릭 더글러스를 제외한 위원들을 초대했다. 아프리카계 미국인 지도자들은 불만을 표했으며, 더글러스가 백악관 만찬에 초대받지 못한 문제는 1872년 대선 때 호러스 그릴리에 의해 제기되었다.[60] 그러나 더글러스는 백악관 초대에 개인적으로 실망했지만, 그랜트와 공화당에 충성을 유지했다.[60]
7. ↑  이 법은 수도인 컬럼비아 특별구에서 일하는 5,300명의 연방 직원에게 영향을 미쳤다.[87] 이 법안은 워싱턴 D.C. 주변 주들과 "연방의 모든 주"에서 유사한 법에 적응하기 위한 것이었다.[87]
8. ↑  그랜트는 개인적으로 복혼을 도덕적으로 불쾌하다고 생각했다. 1871년 12월 4일, 그랜트는 유타의 복혼자들이 "미개함의 잔재이며, 문명, 품위, 그리고 미국 법률에 혐오스러운 것"이라고 말했다.[96]

## 참고 문헌

### 저자별
- Ames, Mary Clemner (1879). 《Ten years in Washington》. 하트퍼드, 워딩턴.
- Belz, Paul H. (2017년 12월 25일). “How Christmas Got Its Start”. 하트퍼드 쿠란트.
- Brands, H. W. (2012a). 《The Man Who Saved The Union Ulysses S. Grant in War and Peace》. 뉴욕: 더블데이.
- Brands, H. W. (December 2012b). 《Presidents in Crisis Grant: Takes on the Klan》. 《American History》. 42–47쪽.
- Boutwell, George S. (2008) [First published 1902]. 《Reminiscences of Sixty Years in Public Affairs》. 뉴욕: 그린우드 프레스. 131–133쪽. OCLC 1857.
- Bradford, Richard H. (1980). 《The Virginius Affair》. 볼더, 콜로라도: 콜로라도 연합 대학교 출판부. ISBN 978-0-87081-080-0. OCLC 6675742.
- Bunting III, Josiah (2004). 〈The Original Inhabitants〉. 《Ulysses S. Grant》. 뉴욕: 타임스 북스. 117–118쪽. ISBN 978-0-8050-6949-5. OCLC 54803737. 2010년 3월 6일에 확인함.
- Calhoun, Charles W. (2017). 《Presidency of Ulysses S. Grant》. 캔자스 대학교 출판부.
- Carpenter, Daniel P. (2001). 〈Chapter Three〉. 《The Forging of Bureaucratic Autonomy: Reputations, Networks, and Policy Innovation in Executive Agencies, 1862–1928》. 프린스턴 (뉴저지주): 프린스턴 대학교 출판부. 84–85쪽. ISBN 978-0-691-07009-4. OCLC 47120319. 2010년 4월 1일에 확인함.
- Chamberlain, Daniel Henry (1902). 《Charles Sumner and the Treaty of Washington》. 우스터, 매사추세츠: G.G. Davis 출판사. Chamberlain reviewed speech by Charles Francis Adams to 뉴욕 역사 학회 on November 19, 1901.
- Chang, Gordon H. (2003). 《Whose "Barbarism"? Whose "Treachery"? Race and Civilization in the Unknown United States-Korea War of 1871》. 《The Journal of American History》 89. 1331–1365쪽. doi:10.2307/3092545. ISSN 0021-8723. JSTOR 3092545.
- Chernow, Ron (2017). 《Grant》. 뉴욕: 펭귄 프레스. ISBN 978-1-5942-0487-6.;  doi:10.14296/RiH/2014/2270 온라인 리뷰
- Corning, Amos Elwood (1918). 《Hamilton Fish》. 뉴욕: 라미어 출판사. OCLC 2959737.
- DeForrest, Mark Edward (2003). 《An Overview and Evaluation of State Blaine Amendments: Origins, Scope, and First Amendment Concerns》. 《Harvard Journal of Law & Public Policy》 26. 551쪽.
- DeLony, Eric. “Context for World Heritage Bridges”. 국제 기념물 유적 협의회. 2012년 1월 9일에 원본 문서에서 보존된 문서. 2010년 4월 26일에 확인함.
- Doenecke, Justis D. (1981). 《The Presidencies of James A. Garfield & Chester A. Arthur》. 로렌스, 캔자스: 캔자스 리전츠 프레스. ISBN 0-7006-0208-9.
- Donald, David (1970). 《Charles Sumner and the Rights of Man》. 뉴욕: 크놉프. ISBN 0-394-41899-9.
- Donovan (2008). 《A Terrible Glory》. 리틀, 브라운. ISBN 978-0316155786.틀:Full citation needed
- Duncan, Russell (1986). 〈Introduction〉. 《Freedom's shore: Tunis Campbell and the Georgia freedmen》. 애선스, 조지아: 조지아 대학교 출판부. 9–10쪽. ISBN 978-0-8203-0876-0. OCLC 13334307. 2010년 4월 12일에 확인함.
- Etcheson, Nicole (June 2009). 《Reconstruction and the Making of a Free-Labor South》. 《Reviews in American History》 37. 236–242쪽. doi:10.1353/rah.0.0101. ISSN 0048-7511. OCLC 1783629. S2CID 146573684.
- Fuller, Joseph V. (1931). 〈Fish, Hamilton〉. 《Dictionary of American Biography》. 뉴욕: 찰스 스크리브너스 선즈. 397–400쪽.
- Garland, Hamlin (1898). 《Ulysses S. Grant: His Life and Character》. 뉴욕: 더블데이 앤드 매클루어 컴퍼니. 438쪽. ISBN 0-548-13253-4. OCLC 11394591.
- Gray, John S. (1976). 《Centennial Campaign The Sioux War of 1876》. 오클라호마: 오클라호마 대학교 출판부. ISBN 0-8061-2152-1.
- Gross, Linda P.; Theresa R. Snyder (2005). 《Philadelphia's 1876 Centennial Exhibition》. 아카디아 퍼블리싱. 15–16쪽. ISBN 0-7385-3888-4. 2010년 4월 23일에 확인함.
- Grossman, Mark (2003). 《Political Corruption in America: An Encyclopedia of Scandals, Power, and Greed》. 샌타바버라, 캘리포니아: ABC-CLIO. 308–309쪽. ISBN 978-1-57607-060-4. OCLC 52418234. 2010년 4월 12일에 확인함. A.J. Creswell Scandal.
- Hesseltine, William Best (1935) [First published 1935]. 〈Chapter XI: The End of Reconstruction〉. 《Ulysses S. Grant, Politician》. 뉴욕: 도드, 미드. ISBN 1-931313-85-7. OCLC 312581. 2010년 4월 12일에 확인함.(구독 필요)
- Hinsdale, Mary Louise (1911). 《A History of the President's Cabinet》. G. Wahr. 207쪽.
- Howe, George Frederick (1935). 《Chester A. Arthur A Quarter-Century of Machine Politics》. 뉴욕: 프레더릭 웅거 퍼블리싱 Co.
- Hutton, Paul Andrew, Ph.D. (2009) [First published 1985]. 〈Chapter 12: Reconstructing Louisiana: 'To Charge upon the Liberties of His Fellow-Citizens'〉. 《Phil Sheridan and his Army》. 노먼, 오클라호마: 오클라호마 대학교 출판부. 262–266쪽. ISBN 978-0-8032-2329-5. OCLC 10694656. 2010년 2월 25일에 확인함.
- Johnson, Benjamin S. (1908).  존 휴 레이놀즈, 편집. 《The Brooks-Baxter War》. 《Publications of the Arkansas Historical Association》 2 (리틀록, 아칸소: 아칸소 역사 협회). 122–168쪽. OCLC 13681571. 2010년 2월 26일에 확인함.
- Kahan, Paul (2018). 《The Presidency of Ulysses S. Grant: Preserving the Civil War's Legacy》. 야들리, 펜실베이니아: 웨스트홀름 퍼블리싱, LLC. ISBN 978-1-59416-273-2.
- Keith, LeeAnna (2007). 〈Chapter 7: Battle of the Colfax Courthouse〉. 《The Colfax Massacre: The Untold Story of Black Power, White Terror, & The Death of Reconstruction》. 뉴욕: 옥스퍼드 대학교 출판부. 100쪽. ISBN 978-0-19-531026-9. OCLC 145145411. 2010년 4월 13일에 확인함.
- Kennedy, Robert C. (2001). “George M. Robeson”. Dvrbs.com. 2016년 4월 21일에 원본 문서에서 보존된 문서. 2010년 4월 13일에 확인함.
- Kinley, David (1910). 〈Chapter VIII – Treasury Relief in Crises, 1873 to 1890〉. 《The Independent Treasury of the United States and its Relations to the Banks of its Country》. 워싱턴 D.C.: 미국 국립통화위원회, 미국 상원. 225–235쪽. OCLC 474950853. 2010년 2월 2일에 확인함.
- Kreiser, Christine (2013). 《Royal Visit》. 《American History》 47. 19쪽.
- Kremer, Gary R. (1991). 〈Chapter V: The Preservation of a Noble Experiment〉. 《James Milton Turner and the Promise of America – The Public Life of a Post-Civil War Black Leader》. 컬럼비아, 미주리: 미주리 대학교 출판부. 81쪽. ISBN 978-0-8262-0780-7. OCLC 23144878. 2010년 1월 30일에 확인함.
- Lane, Charles (2008). 〈Chapter Six: Black-Letter Law〉. 《The Day Freedom Died: The Colfax Massacre, the Supreme Court, and the Betrayal of Reconstruction》. 뉴욕: 헨리 홀트 앤 컴퍼니. 124쪽. ISBN 978-0-8050-8922-6. OCLC 172984718.
- Leonard, Lewis Alexander (1920). 《Life of Alphonso Taft》. 뉴욕: 호크 퍼블리싱 컴퍼니. OCLC 60738535. 2010년 1월 28일에 확인함. Life of Alphonso Taft.
- McFeely, William S. (2002) [First published 1981]. 《Grant: A Biography》. 뉴욕: W. W. 노튼 & 컴퍼니. ISBN 978-0-393-01372-6. OCLC 6889578., 퓰리처상, 그랜트에 적대적
- Michno, Gregory F. (2003). 《Encyclopedia of Indian Wars》. 미줄라, 몬태나: 마운틴 프레스 퍼블리싱 컴퍼니. ISBN 0-87842-468-7.
- Miller, Nathan (1997) [First published 1977]. 〈Chapter 6: The Naval Renaissance〉. 《The U.S. Navy: A History》 3판. 아나폴리스, 메릴랜드: 해군 연구소 출판부. 146–147쪽. ISBN 978-1-55750-595-8. OCLC 37211290. 2010년 3월 30일에 확인함.
- Morris, Charles R. (2005). 〈Chapter 5: Mega-Machine〉. 《The Tycoons: How Andrew Carnegie, John D. Rockefeller, Jay Gould, and J.P. Morgan Invented the American Super Economy》. 뉴욕: 타임스 북스. 137–138쪽. ISBN 978-0-8050-7599-1. OCLC 58431867. 2010년 1월 30일에 확인함.
- Muench, James F. (2006). 《Five Stars: Missouri's Most Famous Generals》. 컬럼비아 (미주리주): 미주리 대학교 출판부. 74쪽. ISBN 978-0-8262-1656-4. OCLC 191943891. 2010년 1월 30일에 확인함.
- Nevins, Allan (1937). 《Hamilton Fish: The Inner History of the Grant Administration》. 뉴욕: 매크밀런. ISBN 978-0-8044-1676-4. OCLC 478495. 2011년 6월 4일에 원본 문서에서 보존된 문서. 2010년 4월 11일에 확인함.(구독 필요)
- Nevins, Allan (1957). 《Hamilton Fish: The Inner History of the Grant Administration》 2.
- Oberholtzer, Ellis Paxson (1922). 《A history of the United States since the Civil War》 2–3. 뉴욕: 매크밀런. ISBN 0-8371-2642-8. OCLC 1535877. 2010년 4월 12일에 확인함.
- Olson, James C. (1965). 〈Chapter 7: Red Cloud Visits the Great White Father〉. 《Red Cloud and the Sioux problem》. 링컨, 네브래스카: 네브래스카 대학교 출판부. 103쪽. ISBN 978-0-8032-5817-4. OCLC 728240. 2010년 4월 3일에 확인함.
- Pierson, Arthur Tappen (1880). “Zachariah Chandler: An Outline Sketch of his Life and Public Services”. 《디트로이트 포스트 앤 트리뷴》. 343–345면. OCLC 300744189.
- Prucha, Francis Paul (1984). 〈Chapter 20: Structures of the Peace Policy〉. 《The Great Father: The United States Government and the American Indians》. 링컨 (네브래스카주): 네브래스카 대학교 출판부. 501–503쪽. ISBN 978-0-8032-3668-4. OCLC 9918967. 2010년 4월 4일에 확인함.
- Rhodes, James Ford (1906a). 《History of the United States from the Compromise of 1850 to the Final Restoration of Home Rule at the South in 1877: vol. 6: 1866–1872》. 매크밀런.
- Rhodes, James Ford (1906b). 《History of the United States from the Compromise of 1850 to the Final Restoration of Home Rule at the South in 1877: v. 7, 1872–1877》. 뉴욕: 매크밀런.
- Rhodes, James Ford (1912). 《History of the United States from the Compromise of 1850 to the Final Restoration of Home Rule at the South in 1877: v. 7, 1872–1877》. 뉴욕: 매크밀런.
- Rives, Timothy (Fall 2000). 《Grant, Babcock, and the Whiskey Ring》. 《프롤로그》 32. 2010년 1월 18일에 확인함.
- Salinger, Lawrence M. (2005). 《Encyclopedia of White-collar & Corporate Crime, Volume 2》. 사우전드오크스, 캘리포니아: 세이지 퍼블리케이션즈. 374–375쪽. ISBN 978-0-7619-3004-4. 2010년 1월 30일에 확인함.
- Scaturro, Frank (2006년 10월 26일). “The Presidency of Ulysses S. Grant, 1869–1877”. 세인트 스콜라스티카 칼리지. 2011년 7월 19일에 원본 문서에서 보존된 문서. 2010년 1월 30일에 확인함.
- Schmiel, Eugene D. (2014). 《Citizen-General: Jacob Dolson Cox and the Civil War Era》. 아테네, 오하이오: 오하이오 대학교 출판부. ISBN 978-0-8214-2082-9.
- Sim, David (September 2008). 《The Peace Policy of Ulysses S. Grant》. 《American Nineteenth Century History》 9. 241–268쪽. doi:10.1080/14664650802408476. ISSN 1466-4658. OCLC 262551023. S2CID 145576858.
- Simon, John Y. (2002). 〈Ulysses S. Grant〉.   Graff, Henry. 《The Presidents: A Reference History》 3판.
- Simon, John Y. (1997). 《Ulysses S. Grant》. 남부 일리노이 대학교 출판부. 258–259쪽. ISBN 0-8093-0637-9.
- Simpson, Brooks D. (2014). 《Let Us Have Peace: Ulysses S. Grant and the Politics of War and Reconstruction, 1861–1868》. 노스캐롤라이나 대학교 출판부. ISBN 9781469617466.
- Simpson, Brooks D. The Reconstruction Presidents (1998) pp. 133–196 on Grant.
- Skidmore, Max J. (2005). 《The Presidency of Ulysses S. Grant: a Reconsideration》. 《White House Studies》 5. 255–270쪽.
- Smith, Jean Edward (2001). 《Grant》. 뉴욕: 사이먼 & 슈스터. ISBN 978-0-684-84926-3. OCLC 45387618.
- Stathis, Stephen W. (1999년 2월 8일). “Federal Holidays: Evolution and Application” (PDF). 《www.senate.gov》. 워싱턴 D.C.: 미국 의회조사국 미국 의회도서관.
- Trelease, Allen W. (1995) [1971]. 《White Terror: The Ku Klux Klan Conspiracy and Southern Reconstruction》. 배턴루지, 루이지애나: 루이지애나 주립 대학교 출판부. ISBN 978-0-06-131731-6. OCLC 4194613.
- Unger, Irwin (1964). 《The Greenback Era: A Social and Political History of American Finance, 1865–1879》. 프린스턴, 뉴저지: 프린스턴 대학교 출판부. ISBN 978-0-691-04517-7. OCLC 710949.
- Utley, Robert M. (1984a) [First published 1973]. 《Frontier Regulars: the United States Army and the Indian, 1866–1891》. 뉴욕: 매크밀런. 206쪽. ISBN 978-0-8032-9551-3. OCLC 867414. 2010년 4월 13일에 확인함.
- Utley, Robert M. (1984b). 〈Chapter 5: Grant's Peace Policy: 1869–1876〉. 《The Indian frontier of the American West, 1846–1890》. 앨버커키: 뉴멕시코 대학교 출판부. 127–133쪽. ISBN 978-0-8263-0715-6. OCLC 9685353. 2010년 4월 3일에 확인함.
- Utley, Robert M.; Mackintosh, Barry (1989). 《Early Problems and Personalities》. 워싱턴 D.C.: 미국 내무부. OCLC 18206270. 2007년 8월 17일에 원본 문서에서 보존된 문서. 2010년 4월 19일에 확인함.
- Waugh, Joan (2017). “Ulysses S. Grant: Impact and Legacy”. 버지니아 대학교 밀러 공공 문제 센터.
- Wainwright, Nicholas; Russell Weigley and Edwin Wolf (1982). 《Philadelphia: A 300-Year History》. W.W. 노튼 & 컴퍼니. 466쪽. ISBN 0-393-01610-2. 2010년 4월 23일에 확인함.
- Weisberger, Bernard A. (November 1995). 《The Item And "fight 'em" Veto》. 《아메리칸 헤리티지》 46. 2012년 7월 7일에 확인함.
- White, Richard (2017). 《The Republic for Which It Stands: The United States during Reconstruction and the Gilded Age, 1865–1896》. 옥스퍼드 대학교 출판부. ISBN 978-0199735815.
- White, Ronald C. (2016). 《American Ulysses: A Life of Ulysses S. Grant》. 랜덤하우스 퍼블리싱 그룹. ISBN 978-1-5883-6992-5.
- White, Ron (2017년 12월 23일). “Remember it was a President, Ulysses S. Grant, who made Christmas a national holiday”. 《뉴욕 데일리 뉴스》.
- Woodward, C. Vann (April 1957). 《The Lowest Ebb》. 《아메리칸 헤리티지》 8. 2012년 7월 7일에 확인함.
- Woodward, Earl F. (Winter 1971). 《The Brooks and Baxter War in Arkansas, 1872–1874》. 《디 아칸소 히스토리컬 쿼털리》 30 (리틀록 (아칸소주): 아칸소 역사 협회). 315–336쪽. doi:10.2307/40038083. ISSN 0004-1823. JSTOR 40038083. OCLC 483181342.
- Wooster, Robert (1988). 《The Military and United States Indian Policy, 1865–1903》. 뉴헤이븐 (코네티컷주): 예일 대학교 출판부. ISBN 0-8032-9767-X.
- Zuczek, Richard (2006). 《Encyclopedia of the Reconstruction Era: A–L》. 웨스트포트, 코네티컷: 그린우드 프레스. 413쪽. ISBN 978-0-313-33074-2. OCLC 255417560. 2010년 3월 5일에 확인함.
- Zuczek, Richard (1996). 《State of Rebellion: Reconstruction in South Carolina》. 컬럼비아, 사우스캐롤라이나: 사우스캐롤라이나 대학교 출판부. 159–165, 170–172, 174, 176쪽. ISBN 978-1-57003-105-2. OCLC 33971572.
- Streets of Washington (2017). “A closer look: The frigid second inauguration of Ulysses S. Grant”. Streets of Washington Stories and images of historic Washington, D.C. 2017년 10월 18일에 확인함.

### 제목별 (익명)
- “Biographies of the Secretaries of State: Hamilton Fish (1808–1893)”. 《미국 국무부》. 2022년 2월 18일에 확인함.
- “C-SPAN 2009 Historians Presidential Leadership Survey”. C-SPAN.org. 2009. 2010년 6월 13일에 원본 문서에서 보존된 문서. 2010년 1월 23일에 확인함.
- “Henry Wilson, 18th Vice President (1873–1875)”. 미국 상원. 2009년 11월 30일에 확인함.
- “The Whiskey Ring”. PoliticalCorruption.net. 2009년 2월 9일. 2009년 11월 27일에 원본 문서에서 보존된 문서. 2010년 1월 30일에 확인함.
- “The American Presidency Project Election of 1876”. 2010년 4월 21일에 확인함.

### 신문 기사
- “Amnesty and Civil Rights” (PDF). 《뉴욕 타임스》. 1872년 5월 23일.
- “The Civil Rights Bill” (PDF). 《뉴욕 타임스》. 1875년 3월 2일. 1–2면.
- “The Conduct of the Finances”. 《뉴욕 타임스》. 1872년 7월 17일.
- “The Emma Mine Scandal” (PDF). 《뉴욕 타임스》. 1876년 3월 4일.
- “The Safe Burglary Case: Columbus Alexander and Major Richards of the Washington Police Examined”. 《뉴욕 타임스》. 1876년 9월 23일.
- “The Safe Burglary Case: Preparing for the trial – Witnesses for the defense summoned”. 《뉴욕 타임스》. 1876년 9월 8일.
- E.G.D. (1893년 10월 9일). “The Pantaloon of the Senate: A Reminiscence of the Emma Mine Scandal” (PDF). 《뉴욕 타임스》.

## 추가 자료
- Ackerman, Kenneth D. (2011). 《The Gold Ring Jim Fisk, Jay Gould, and Black Friday, 1869》. 폴스처치, 버지니아: 바이럴 히스토리 프레스, Inc. ISBN 978-1-61945-013-4.
- Buenker, John D. and Joseph Buenker, eds. Encyclopedia of the Gilded Age and Progressive Era (2005). 1256 pp. in three volumes. 900 essays by 200 scholars
- Donald, David Herbert. Charles Sumner and the Rights of Man (1970), Pulitzer Prize–winning biography of Grant's enemy in the Senate
- Fitzgerald, Michael W. Splendid Failure: Postwar Reconstruction in the American South. (2007) 234 pp. ISBN 978-1-56663-734-3
- Foner, Eric. Reconstruction: America's Unfinished Revolution, 1863–1877 (1988), Pulitzer Prize–winning synthesis from 신abolitionist 관점
- Graber, Jennifer. "'If a War It May Be Called' The Peace Policy with American Indians." Religion and American Culture: A Journal of Interpretation (2014) 24#1 pp: 36–69.
- Kohn, George C. (2000). 《The New Encyclopedia of American Scandal》. 뉴욕: 팩츠 온 파일, Inc. ISBN 0-8160-4420-1.
- Lucibello, Alan (2014). 〈Panic of 1873〉.   Leab, Daniel. 《Encyclopedia of American Recessions and Depressions》 1. ABC-CLIO. 227–276쪽. ISBN 978-1598849462.
- McCullough, Stephen. "Avoiding war: the foreign Policy of Ulysses S. Grant and Hamilton Fish." in Edward O. Frantz, ed., A Companion to the Reconstruction Presidents 1865–1881 (2014): 311+
- McFeely, William S. (1981). 《Grant: A Biography》. 노튼. ISBN 0-393-01372-3., 주요 학술 전기
- McFeely, William S. (1974).  Woodward, C. Vann, 편집. 《Responses of the Presidents to Charges of Misconduct》. 뉴욕, 뉴욕: 델라코트 프레스. 133–162쪽. ISBN 0-440-05923-2.
- Mantell, Martin E. Johnson, Grant, and the Politics of Reconstruction (1973) online edition 보관됨 2011-08-16 - 웨이백 머신
- Nevins, Allan (1936). 《Hamilton Fish: The Inner History of the Grant Administration》 2. 뉴욕: 도드, 미드. ASIN B00085BDXU. 2011년 6월 4일에 원본 문서에서 보존된 문서. 2017년 9월 8일에 확인함.
- Patrick, Rembert W. (1968). 《The Reconstruction of the Nation》. 뉴욕: 옥스퍼드 대학교 출판부. ISBN 0-195-01016-7.
- Paxson, Frederic Logan; Bach, Christian A. (1931). 〈Ulysses S. Grant〉. 《미국 전기 사전》 VII. 뉴욕: C. 스크리브너스 선즈. 492–501쪽.
- Perret, Geoffrey. Ulysses S. Grant: Soldier & President (2009). 인기 전기
- Priest, Andrew. "Thinking about Empire: The Administration of Ulysses S. Grant, Spanish Colonialism and the Ten Years' War in Cuba." Journal of American Studies (2014) 48#2 pp: 541–558.
- Rable, George C. (2007). 《But There Was No Peace: The Role of Violence in the Politics of Reconstruction》. 애선스 (조지아주): 조지아 대학교 출판부. ISBN 978-0-820-33011-2.
- Rahill, Peter J. The Catholic Indian Missions and Grant's Peace Policy 1870–1884 (1953) online
- Simpson, Brooks D. The Reconstruction Presidents (1998)
- Summers, Mark Wahlgren (2014). 《The Ordeal of the Reunion: A New History of Reconstruction》. UNC Press Books. ISBN 978-1469617572.
- Smith, Robert C. "Presidential Responsiveness to Black Interests From Grant to Biden: The Power of the Vote, the Power of Protest." Presidential Studies Quarterly 52.3 (2022): 648–670. https://doi.org/10.1111/psq.12762
- Tatum, Lawrie. Our Red Brothers and the Peace Policy of President Ulysses S. Grant (2010)
- Thompson, Margaret S. The "Spider Web": Congress and Lobbying in the Age of Grant (1985)
- Trefousse, Hans L. Historical Dictionary of Reconstruction Greenwood (1991), 250 entries
- Waltmann, Henry G. (Winter 1971). 《Circumstantial Reformer: President Grant & the Indian Problem》. 《Arizona and the West》 13. 323–342쪽. JSTOR 40168089.
- Weinstein, Allen (1967). 《Was There a 'Crime of 1873'?: The Case of the Demonetized Dollar》. 《Journal of American History》 54. 307–326쪽. doi:10.2307/1894808. JSTOR 1894808.
- Williams, Frank J. "Grant and Heroic Leadership." in Edward O. Frantz, ed., A Companion to the Reconstruction Presidents 1865–1881 (2014): 343–352.
- Woodward, C. Vann. ed. Responses of the Presidents to Charges of Misconduct (1974), essays by historians on each administration from George Washington to Lyndon Johnson.
- Woodward, C. Vann. Reunion and Reaction (1950) on bargain of 1877

### 1차 자료
- Grant, Ulysses S. (1990). 《Ulysses S. Grant: Memoirs & Selected Letters》 Annotat판. 미국 도서관. ISBN 978-0940450585.
- Simon, John Y., ed., The Papers of Ulysses S. Grant, Southern Illinois University Press (1967–2009 ) complete in 31 volumes 보관됨 2012-10-25 - 웨이백 머신
  - Online version vol 1–31; vol 19–28 (1994–2005) cover the presidential years; includes all known letters and writing by Grant, and the most important letters written to him.
- Richardson, James, ed. 대통령 메시지 및 문서집 (수많은 판, 1901년–20년), 7권은 그랜트의 대부분의 공식 대통령 공개 문서 및 의회 메시지를 포함한다.
- 1869년 국정연설 – 율리시스 S. 그랜트
- 1870년 국정연설 – 율리시스 S. 그랜트
- 1871년 국정연설 – 율리시스 S. 그랜트
- 1872년 국정연설 – 율리시스 S. 그랜트
- 1873년 국정연설 – 율리시스 S. 그랜트
- 1874년 국정연설 – 율리시스 S. 그랜트
- 1875년 국정연설 – 율리시스 S. 그랜트
- 1876년 국정연설 – 율리시스 S. 그랜트
- 1869년 취임 연설 – 율리시스 S. 그랜트
- 1873년 취임 연설 – 율리시스 S. 그랜트
- Hackett, Frank Warren (1911). 〈Chapter III: The Alabama Claims – The Treaty of Washington〉. 《Reminiscences of the Geneva Tribunal of Arbitration, 1872, the Alabama Claims》. 뉴욕: 호튼 미플린. 45–50쪽. OCLC 2621753. 2010년 1월 30일에 확인함.
- McPherson, Edward (1880) [First published 1871]. 〈Chapter LIII: XVth Amendment, Votes on Ratification, Proclamation of Ratification, Bills Enforcing and Votes Thereon〉. 《The Political History of the United States of America During the Period of Reconstruction》. 워싱턴 D.C.: 채프먼. 545쪽. ISBN 1-4255-6744-4. OCLC 492311406. 2010년 4월 12일에 확인함.
- Sumner, Charles (1872). 《Republicanism vs. Grantism》 (1872년 5월 31일 찰스 섬너가 미국 상원에서 행한 연설). 워싱턴 D.C.: F. J. 리베스 앤 조지 A. 베일리. ISBN 978-1-120-69167-5. OCLC 504005622. 2010년 4월 12일에 확인함.
- Young, John Russell (July–October 1880). 《Around the World with General Grant》. 《쿼털리 리뷰》 150 (뉴욕: 레너드 스콧 퍼블리싱 컴퍼니). 126쪽. 2010년 4월 10일에 확인함.
- 뉴욕 주 의회 (1894년 4월 5일). 《Proceedings of the Legislature of the State of New York in memory of Honorable Hamilton Fish》. 올버니, 뉴욕: J. B. 리온, 인쇄소. 54–57쪽. 2010년 4월 19일에 확인함.
- 《Statutes at Large An Act Making the First Day of January, the Twenty-Fifth Day of December, The Fourth Day of July, and Thanksgiving Day, Holidays, Within the District of Columbia》 XVI. 보스턴: 리틀, 브라운, 앤 컴퍼니. 1871. 168쪽.

### 연감
- American Annual Cyclopedia...1868 (1869), online, 사실과 1차 자료의 매우 상세한 개요서
- American Annual Cyclopedia...for 1869 (1870), 사실의 큰 개요서, 철저한 전국 범위; 많은 1차 문서도 포함 온라인판
- Appleton's Annual Cyclopedia...for 1870 (1871)
- American Annual Cyclopedia...for 1872 (1873)
- Appleton's Annual Cyclopedia...for 1873 (1879)
- Appleton's Annual Cyclopedia...for 1875 (1877)
- Appleton's Annual Cyclopedia ...for 1876 (1885)
- Appleton's Annual Cyclopedia...for 1877 (1878)
- 캠프, 데이비드 N., 편집. (1869). 《The American Year-book and National Register for 1869.》 1. 하트퍼드: O.D. 케이스 & 컴퍼니. 265–266쪽. ISBN 9781425571658.